# 假面騎士REVICE
《假面騎士REVICE》，是日本東映製作的《假面騎士系列》第3部令和系列特攝作品。於2021年（令和3年）9月5日至2022年8月28日期間每週日上午9時在朝日電視台首播。本作也是《假面騎士系列》誕生50週年紀念作品，假面騎士REVICE是作為主角假面騎士及搭檔假面騎士合在一起後的名字。
標語為「英雄與惡魔是搭檔...總之就是最強！（日语：ヒーローと悪魔が相棒...つまり最強！）」、「契約完畢（日语：契約完了）」。

## 作品特色
- 本作為《假面騎士系列》50週年紀念作[注 1][8]。
- 本作為《令和假面騎士系列》的第三部作品[9]。
- 本作繼《假面騎士顎門》、《假面騎士Kabuto》、《假面騎士Fourze》及《假面騎士EX-AID》後，東映第五部為紀念《假面騎士系列》誕生的電視劇集作品[注 2][注 3]。
- 本作首次以惡魔契約作為故事題材[10]。
- 本作的主角假面騎士與搭檔的造型早在《假面騎士聖刃 + 機界戰隊全開者 超級英雄戰記》的官方海報上方率先登場，是《假面騎士系列》史上首例。
- 本作首次出現以恐龍作為造型的假面騎士[注 4]。
- 本作首次以印章作為變身道具。
- 本作在TV本篇播放之前，率先推出和《假面騎士聖刃 + 機界戰隊全開者 超級英雄戰記》一起上映的劇場短篇，是繼前作《假面騎士聖刃》的《劇場短篇 假面騎士聖刃 不死鳥之劍士與破滅之書》後第二部《假面騎士系列》劇場短篇作品[11]。
- 替身演員之一的繩田雄哉繼《假面騎士ZERO-ONE》後，隔了一年再次擔任主角假面騎士的替身演員[注 5]，並且和同樣是替身演員的永德搭檔演出，但因第22話開始的意識交換劇情關係，使得主角假面騎士的替身方面由兩人交互替換（但以永德為主[注 6]）。
- 繼《假面騎士DECADE》和《假面騎士ZI-O》之後，主角假面騎士再次在電視版轉換歷代假面騎士形態，但因為本作的要素是結合了假面騎士+動物，所以本作的形態轉換的戰鬥力是以動物為主，假面騎士僅作為外觀形象登場[注 7]。
- 本作的主角假面騎士和搭檔假面騎士首次可以合體成為動物形態。
- 本作主角所使用的些許載具[注 8]，原貌分別為世界首輛能在空中正常行駛的浮空摩托車（英语：Hoverbike）：A.L.I. Technologies的XTurismo[12]，以及由5050 Skateboard Shop製作的滑板。
- 本作繼《假面騎士空我》後第二次使用「Ultimate」一詞作為主角假面騎士最終形態的名稱。
- 本作因首次邀請到編寫《惡夢系列》的小說家木下半太擔任腳本[注 9]，而衍生出不少的題外話：
  - 演員小松準彌在本作中所飾演的門田廣見/假面騎士DEMONS，原先依照劇本是擔任在第一話因為變身失敗而死亡的角色，但因為演員的試鏡表現，才使得脚本木下半太為他修改劇情，甚至獲得成為假面騎士的資格[13] [注 10][注 11]，直到第21話，人氣旺盛的門田廣見一角壯烈犧牲後，讓木下深感狂喜[14]。
  - 原本木下半太提議，本作的主角假面騎士是由女性擔任[15][注 12]，但遭到駁回，盡管如此，劇中五十嵐櫻/假面騎士JEANNE的人設和情節鋪陳也讓他深感滿意，甚至他更希望五十嵐櫻能有很長的真實打戲時間[16] [注 13] 。
  - 另外，負責支援當地外景拍攝的「栃木縣Film Commission」指出，第15至16集有一部分場面是在宇都宮市的某個洞窟取景進行拍攝[17]。

## 故事概要
經營「幸福澡堂」的普通家庭五十嵐一家，長子「五十嵐一輝」為正義感強，喜歡照顧人的熱血青年，但因都市再開發的請求，幸福澡堂要被迫搬遷而苦惱著。突然某天，一輝等人遭遇死亡之徒率領的怪人軍團襲擊，一心想保護重要事物的一輝發現了自己體內惡魔的存在，以「以毒攻毒」的精神與惡魔拜斯訂下契約，變身成假面騎士。

## 故事背景
溪谷區
原文： / 
本作舞台，位於東京都的虛構城市。
幸福澡堂
原文： / 
五十嵐一家所經營的大眾澡堂，也是附近居民經常光顧的療癒聖地，於本作開始前50年（1971年）開始營業，地址為東京都溪谷區泉元町（東京都渓谷区いずみ元町）。
約本作開始前18年（2003年11月23日）遭遇了火災事件，18年後（2021年）又面臨因都市開發而被強迫遷移的問題，但後來菲尼克斯以五十嵐一輝加入菲尼克斯作為交換條件提供經濟支援，使澡堂得以保留。
玉置豪（胡里歐）在被阿奎萊拉開除後，以折府環作為假名在此打工直至第36話加入WEEKEND。
天空基地墜海後，喬治·狩崎在此借住以及繼續進行研究工作，直至第45話才收拾行李離開。
拍攝地點於位在東京都足立區北千住車站的「寶湯（タカラ湯）」。
諾亞
原文： / 
菲尼克斯
原文： / 
為了殲滅死亡之徒而開發騎士系統對抗的政府特務機關，于1996年（平成8年）8月成立。
若林優次郎為該組織的前任司令官，後在若林優次郎遭遇不測的情況下，改由曾降級成為分隊長的門田廣見重新擔任，但在門田廣見辭職後，司令官一職現暫時無人頂替。
不僅對從古代遺跡中挖掘出來的不可思議印章進行研究，同時也配備醫療設施給使用原型罪惡印章來召喚死囚的宿主接受更生治療，以及遺傳因子研究所，讓相關成員投入於對武裝系統的開發。
每個加入的成員除了制服是白色的  ，也都會配備一把西洋式手槍  和一把機關步槍，兩種武器所發射的子彈僅對下級基夫和階級1的死囚構成一定的傷害；分隊長等級以上的幹部還會多配備一台由菲尼克斯製造的多功能終端機。
第36話開始發佈「人類戰略性退化」的緊急令狀，使人民義務接受蓋印偽裝過的下級基夫罪惡印章，讓其孕育出惡魔，並分離，作為對基夫的臣服。
第38話由廣見得知由他和田淵龍彥帶領大部份成員脫離組織。
第43話隨著赤石被打敗消滅，眾人己奪回菲尼克斯的控制權。
聯動劇場版《假面騎士Beyond Generations》中被狩崎透露，菲尼克斯與50年前的修卡是息息相關的關係。
天空基地
原文： / 
全長：185m
全重：26500t
最高時速：45200km
菲尼克斯的行動基地之一，是一台具備飛行能力的航空母艦，於1997年拍板定下相關計劃的立案並建造而成，用於監視陸地上的死亡之徒的種種犯罪行爲並對菲尼克斯成員下達指令。
平時都是以自動操控的模式盤旋在市鎮上空，必要時也可切換成手動操控模式。母艦內部設施具備，艦橋上亦配備了數艘戰鬥機。
第13話降落並進行補給時，因來自菲尼克斯的叛徒與死亡之徒接洽，而遭到死亡之徒的襲擊。
第21話因基夫產生強烈的鼓動而導致失控，在門田廣見手動操控下成功迫降在市區外。
第35話因赤石作祟而被基夫所釋放的衝擊波重創墜海，艦隻後半部分盡露。
造型參考：空天母艦
亞拉拉特
原文： / 
政府與菲尼克斯所設立的國家安全保障特區，前身為都市開發構想之下的開發中區域，其外觀為戰艦形的住宅樓。特區以圍牆及電子關卡限制出入，因此成為未受基夫的惡魔軍團襲擊的安全區域，也是天空基地被破壞後，由赤石英雄控制的菲尼克斯進駐的新基地。
凡是利用罪惡印章的蓋印，消除體內惡魔的居民，都將優先獲得移居權。
第43話內部區域被赤石破壞，最終話在青鳥引領下重建並拆除圍牆。
名稱由來：亞拉拉特山
死亡之徒
原文： / 
本作中的惡役組織，於1996年（平成8年）成立，是個充滿墨西哥風的惡魔崇拜組織。
早期的創立者為從諾亞分裂開來的部分成員（包括赤石英雄），麾下成員有代表（傀儡）阿奎萊拉，幹部等級的歐魯特卡、胡里歐、變色龍·死囚以及最新加入的灰谷天彥和工藤康，以及眾信徒，然而截至第28話除了離去的阿奎萊拉和胡里歐，其餘主要成員皆已死亡。
該組織主要專門利用罪惡印章，讓人類體內潛藏的惡魔實體化並孕育出被稱做死囚（Deadman）的怪人，另外由於該組織所傳遞的信仰帶有明顯的洗腦效果，所以目前全日本已有大量的信仰者追隨著死亡之徒。
根據第15話喬治·狩崎的透露，其基地位置坐落在灣岸地區的底下深處，外形是一個巨大的酷似蜘蛛網的造型，內部則是類似夜店的裝潢設計，樓上則是幹部們的居住區，亦存放著基夫雕像。
劇場版短篇中得知，歐魯特卡曾帶頭襲擊菲尼克斯的遺傳因子研究所，奪走大量的原型罪惡印章，之後在第1話更是襲擊菲尼克斯的分隊長就職儀式。
第15話菲尼克斯根據追蹤器的位置帶隊掃蕩，抓走了許多信徒，也同時阻止了基夫的復活儀式，然而基夫漸漸復活之際，整個基地暴走般上升到半空，所幸在五十嵐一輝和拜斯的合力阻止下，基地遭到擊毀。也因為此事導致該組織內部正式分裂。
第17話起，以歐魯特卡為首的一眾潛伏在社會中的信徒暗中東山再起，期間第20話因歐魯特卡被菲尼克斯逮捕而表面上暫時瓦解，但在第21話赤石英雄暗中放走歐魯特卡後組織繼續暗中活動，第28話在歐魯特卡死後該組織也一同瓦解。
至於阿奎萊拉和胡里歐則是打算尋回被菲尼克斯扣留的基夫石像，但第18話胡里歐的惡魔契約被解除，在第36話加入WEEKEND以前以普通市民的身份繼續過活，以及第22話阿奎萊拉向歐魯特卡提出合作，以幹部的身份重新回到死亡之徒，於第33話才正式加入WEEKEND。
於外傳《假面騎士JUUGA VS 假面騎士OLTECA》中歐魯特卡仍賊心不死地想復興死亡之徒。
- 集團口號為『感謝！死亡之徒！（グラシアス！デッドマンズ！，Gracias! Deadmans! ）』[注 37] [注 38]。

名稱由來：亡靈節
自由俱樂部
原文： / 
位於灣岸地區的一間夜店，但實際上是為掩護在底下深處的死亡之徒基地而設的外殼，信徒們要前往基地此處是必經之路。
第15話由於菲尼克斯帶隊掃蕩死亡之徒的關係，而被封鎖著。
周末
原文： / 
牛島一家所屬的神秘地下組織，罪惡印章的研發者狩崎真澄為該組織的代表，麾下成員多數是士兵和平民百姓。
為阻止菲尼克斯對基夫雕像的後續研究，以及阻止對基夫的復活而長年監視著對方，甚至試圖拉攏五十嵐櫻加入組織 。
基地位置位於牛島家的地下室內 ，擁有諸多電子設備。
每位成員的制服是黑色的且附上白色袖子，而且似乎都會配備一把手槍 ，而且第25話得知組織內部成員之間保有個人隱私，其他人不能去詢問甚至介入。
自五十嵐櫻於第29話正式加入後，隔話開始以其成員的身份活動，爾後死亡之徒核心成員的阿奎萊拉（現化名夏木花）和胡里歐（原名玉置豪）經由他人的指引下，於第33話和第36話正式加入。
第37話起開始現身在公眾視線中，並設立多處避難所讓居民短暫入住。
隨著牛島太助與牛島公子先後在第39話和第40話的戰鬥中犧牲，加上狩崎真澄在第41話身體開始轉差，並在第44話離世，組織開始由牛島光與五十嵐櫻以及夏木花等人率領繼續對抗基夫的惡魔軍團。
第46話基夫被消滅後，組織宣告解散，所有成員回歸普通市民的身份繼續生活。
名稱由來：安息日，也叫Shabbat（שַׁבָּת），在希伯來語是「休息，停止，終止」的意思。
青鳥
原文： / 
由五十嵐大二所成立代替菲尼克斯的和平維持組織，喬治·狩崎、門田廣見、夏木花、玉置豪和田淵龍彥也加入其中。
於外傳《REVICE Forward 假面騎士LIVE&EVIL&DEMONS》中，夏木花以該組織的名義，與玉置豪及五十嵐櫻三人一同成立了「夏木偵探事務所」。
溪谷綜合醫院
原文：
第1話中被死囚擊傷的五十嵐幸實所住進的醫院，直到第7-8話之間的時間段才出院。
柿橋高爾夫練習場
原文：
第2話中的一座高爾夫練習場，職業高爾夫選手之一的荒木亦是那裏的常客。
在同話中，由於荒木的球童——井端先是受到歐魯特卡的蠱惑而接受一個原型罪惡印章的力量，再隨著荒木受到拜斯的勸誘也接手了罪惡印章的力量，一時造成兩回的騷動。
空手道場聖風會館
原文：
第2話中的一座空手道場，也是五十嵐櫻和牛島光練習空手道的場所。
私立大白水學園
原文：
第7話中的一所私立貴族名校，學生之一的前園仁志就讀於此。
堀之塚醫院
原文：
第11話中的一所醫院，大森聖子被灰谷天彥欺騙後，利用死囚綁架醫生而造成騷動。
神宮寺學園高等學校
原文：
胡里歐（玉置豪）和奧田陽介曾經就讀的高中學校。
北瀨高中
原文： / 
一輝高中時期就讀的學校，而知名人氣聲優木村昴是他在高中時的足球部前輩。
第30話在足球部2018年畢業生的號召下，于該地舉辦同窗會。
北瀨之藍
原文： / 
北瀨高中的一支足球隊，口號是『一蹴入魂！』。

## 用語
N.E.
原文：
本作所採用的紀元。
REVICE系統
原文： / 
菲尼克斯為對抗死亡之徒所開發的變身系統總稱，其主要核心配置為「REVICE驅動器」。
只有透過這項道具和罪惡印章才能將「人類體內潛藏的惡魔」及「人體內沉睡的強大生物種的遺傳基因記憶」合成及能力具現化，進而誕生出假面騎士。
LIVE / EVIL系統
原文： / 
為菲尼克斯繼REVICE系統後，所研發的第二款變身系統總稱，其主要核心配置為「雙側驅動器」。
透過這項道具和罪惡印章便能將「人類和體內潛藏的惡魔」的意識互換，以及「人體內潛藏的強大生物種的遺傳基因記憶」能力具現化，進而誕生出代表正負能量的假面騎士。
第10話喬治更表示，LIVE和EVIL這兩位假面騎士的力量是屬於「道高一尺，魔高一丈」的狀態，而且兩者間的力量亦會增強。
罪惡印章
原文： / 
蘊含最強生物遺傳基因情報與假面騎士形象的印章型道具，也是本作假面騎士的變身道具，能讓人類體內潛藏的惡魔分離並實體化。
罪惡印章的表面都刻有假面騎士和對應生物的形象圖案 。
其中十個罪惡印章是菲尼克斯指定要收集的，目的是爲了研發出「破殼暴龍」罪惡印章。
第21話時赤石英雄表示罪惡印章的開發目的在於將惡魔從人類體內剝離出來，使得人類得已進化。
第32話得知擁有復數形式的罪惡印章。
原型罪惡印章
原文： / 
蘊含最強生物遺傳基因情報的印章型道具，同時也是30年前由前隸屬於諾亞的科學家狩崎真澄開發的罪惡印章的雛型。
雖然一樣能讓人類體內潛藏的惡魔分離並實體化，但與罪惡印章的差別在於沒有假面騎士的形象圖案。
於本作故事開始前夕，就被以歐魯特卡為首的死亡之徒大量奪走許多印章，並四散給部分信徒，但大多都被菲尼克斯順利回收，再經由喬治·狩崎改良，才成為現在的假面騎士所使用的罪惡印章。
第48話得知其設計理念為小時候喬治·狩崎的想法。
死囚
原文： / 
本作原創怪人。為罪惡印章或原型罪惡印章直接蓋印在人類身體時，從體內分離出來並實體化的凶暴惡魔，又稱惡魔獸（悪魔獣）。
上半身酷似日本摺紙的風格，而下半身則分三個類型：有鱗的爬蟲類、昆蟲類和有毛的類型，而且上下兩半身的搭配不搭，且都統一擁有一個昆蟲面貌的裝飾。
普通人蓋上罪惡印章只能孕育出下級基夫（Giff Junior）這種下位惡魔，只有將罪惡印章蓋印在內心具備強烈惡意、慾望或負能量情緒之人身上才會孕育出死囚，而且生成死囚的條件是宿主的惡魔存在值必須達到高水準，如此一來，所生成的惡魔就會越發强大，當簽訂上級契約后就越有可能被基夫挑选成為基夫特使。
第15話得知曾為死囚的宿主們，在死囚被擊倒後（也就是解除契約），會因不明原因的關係，遺忘掉這段期間與死亡之徒有關的部份記憶。
自第31話起，當一個死囚被孕育出來後，由於受到基夫復甦的影響，而變得比同個階級的其他死囚還要強大，甚至連宿主都下得了手（不管宿主是善意還是惡意）。
另外，有鑒於本作假面騎士的惡魔存在情況（拜斯、陽炎和拉弗科芙），當宿主身亡后，所分離出來的死囚可能會跟著被消滅。
階段2
原文： / 
由死囚與宿主進行上級契約後，一體化的模樣，於第4話首次登場。
因宿主的靈魂出賣給惡魔，以無法恢復人類姿態的風險作為代價來獲得強大的力量，戰鬥力會比獨立實體化的死囚要強很多。
根據喬治·狩崎解釋，要將人類該模樣的死囚分離出來的唯一方法是使用騎士踢進行最後的攻擊。
基夫特使
原文： / 
即階段3的死囚，屬於幹部級惡魔，第14話由歐魯特卡正式提及。
藉由基夫對死囚與惡魔宿主進行篩選儀式，篩選成功後不僅會超越階段2的死囚，也擁有和階級2的死囚一樣的怪人態；篩選失敗則會被消滅。
目前已知有阿奎萊拉（僅契約被毀）、歐魯特卡（僅契約被毀）、胡里歐（僅契約被毀）、工藤康（被消滅）、灰谷天彥（被消滅）和變色龍·死囚（被消滅）。
到達此階段後的宿主將永遠化作基夫認可的怪人態，僅能藉由基夫給予的力量變回契約簽訂前的原貌，另外，呈該階段的死囚也會因情緒失控或其他因素而再進化。
能藉由些許罪惡印章的能力下，將宿主和基夫特使的契約分離出來，但其宿主的本質仍是惡魔或體內仍殘留惡魔的力量。
階段4
原文： / 
為基夫特使的強化形態，同樣屬於幹部級的惡魔，第28話由喬治·狩崎自行推斷出來。
當惡魔宿主簽訂契約的同時，與基夫的印章和棺材能量合二為一，達到與基夫一樣本能的姿態，亦具備無限的自我修復能力。
目前歐魯特卡是唯一一位達到此階段的宿主。
基夫印章
原文： / 
1971年（50年前）在中南美洲某遺跡中發現的謎之黑色印章，為時代錯誤遺物之一，可透過被蓋印的形式，將潛藏在宿主體內的惡魔釋放出來，然後以惡魔將宿主的身體蠶食殆盡的代價孕育出基夫魔信徒（GiffTerian）。
該印章的外形是黑色的惡魔之角，平時都會從內部發出紅色光芒，印章底部的形狀、圖形相當詭異，被作為死亡之徒的標誌。
在第14話喬治·狩崎被迫將其交給變色龍·死囚，並帶回死亡之徒的基地，啟動復活儀式之前，就先后由諾亞和菲尼克斯進行看管研究，而罪惡印章正是對其研究之後的成果之一，第15話儀式因菲尼克斯掃蕩而被打亂，該印章亦被歐魯特卡撿回、佔有。
第20話由於歐魯特卡被打倒，該印章被胡里歐（玉置豪）和阿奎萊拉撿得，直到第21話櫻從阿奎萊拉手上搶奪，但被拜斯察覺到是仿製品，真正的印章其實還在歐魯特卡手上，並交還給赤石英雄，但在第24話之後又為歐魯特卡所持有，第28話在歐魯特卡被吞噬後留在基夫的體內。
基夫的棺材
 / 
所有惡魔的始祖「基夫」的棺材，是在1971年（50年前）被發現時是一尊成年人身高，且呈休眠狀態的奇特棺材，和所屬的基夫印章同為時代錯誤遺物之一，棺材本身具備自我修復和防彈功能，連細胞也殘存著，其正中央有一顆用照射他人的方式，來篩選死囚與惡魔宿主，使其成爲基夫特使的寶石。
自此被發現以來，曾由科學研究組織諾亞連同印章一起管理，然而在20多年前因組織内部腐敗，使得基夫的棺材落入現在的死亡之徒手中，甚至讓死亡之徒為了將此在現代復活而開始了行動。
第3-4話得知需要六位能與死囚進行上級契約的人或基夫特使做為基夫復活用的祭品。
聯動劇場版《假面騎士Beyond Generations》中，被發現由於親戚迪亞布羅復蘇加劇，基夫因印章和棺材發光不斷，而復蘇只是時間問題。
第15話在復活儀式上，棺材伸出一隻手並拿起印章，試圖與阿奎萊拉簽訂契約，結果儀式因菲尼克斯的掃蕩而被打亂，漸漸復活之際連同死亡之徒的基地一起上升到半空，最後因為連同基地在內一起被五十嵐一輝和拜斯合力擊倒的關係，棺材被埋沒在基地殘骸下，直到第16話由菲尼克斯回收，並在精密研究下得知其構造只是單純的石頭，卻擁有心跳，但自從復活儀式被打斷後，在這期間一直在不斷的吸收所有被擊破的基夫特使和基夫魔信徒的殘餘碎片。
第20話起被發現只要基夫魔信徒被消滅，該棺材吸入其碎片後就會鼓動一次，除了證實與惡魔韋爾有所關聯以外，還同步影響到身為「基夫之末裔」的本作假面騎士的三個惡魔（拜斯、陽炎和拉弗科芙）。
第25話根據赤石英雄對歐魯特卡的透露，隨著基夫魔信徒的碎片吸收不斷，基夫的復甦之時將至，並且張開一隻巨大的手，吞噬掉菲尼克斯的一名科研人員。
第27話在吸收更多惡魔被擊敗所產生的能量後開始活性化，生成觸手開始捕食靠近的人類，甚至從菲尼克斯逃脫，並移動到歐魯特卡身旁進行捕食，同時對拜斯的影響加深導致其暴走。
第28話在吞噬歐魯特卡後棺材剝落，短暫出現基夫的樣貌後飛到天空中消失，直到第46話才被發現在亞空間內，最後連同整個亞空間被拜斯摧毀。
基夫魔信徒
原文： / GiffTerian 使用「基夫印章」的力量釋放出來的新種惡魔。第1話以陰影的形式登場，第17話正式初登場。
擁有遠遠超越階段2的戰鬥力，另外在進行此契約後，宿主的身體會被成體的基夫魔信徒蠶食殆盡，與階段2不同，宿主的存在已經被消滅，無法像以前階段2解除契約的方式將人類從其身上分離。
惡魔的耳語
原文： / 
隱約聽到内心寄宿的惡魔的説話聲的奇特現象，已知只有擁有基夫遺傳因子的人才會有。
小惡魔幽會
原文： / 
第3-4話中出現的3人偶像團體，桶谷美春是該團的成員之一。
空氣階段
原文： / 
第22-23話中出現的其中一支搞笑藝人團體，富永真由是該團體的經紀人。
柏餅
原文： / 
第22話中出現的其中一支搞笑藝人團體。
曾被五十嵐一輝和拜斯懷疑是孕育出死囚，造成騷動的嫌犯，但被證實與事件無關。
巴夫洛夫之犬
原文： / 
第22-23話中出現的其中一支搞笑藝人團體。
在搞笑藝人團體柏餅被證實不是孕育出死囚的嫌犯後，就被五十嵐一輝和拜斯懷疑，但在五十嵐一輝成功推論出真凶後被證實與事件無關。
回憶電影
原文：
一輝等人為了失去記憶的門田廣見所拍攝的電影，此為完成版本，副標題為『我們的英雄（僕らのヒーロー）』。

## 本作登場假面騎士

### 假面騎士REVI&假面騎士VICE
在REVICE驅動器上使用普通罪惡印章後，一分為二的方式變身的二位假面騎士。

#### 假面騎士REVI
變身者：五十嵐一輝（替身演員：縄田雄哉、冨田誠（胡狼基因組）、齊藤謙也、CV：前田拳太郎）
原文： / Kamen Rider REVI
名稱由來：REVICE，也叫Levi（לוי），在希伯來語是「連接」的意思。
形態
| 形態名稱                          | 簡介 | 外觀                                                                                               | 能力 | 必殺技 |
| Rex Genome 暴龍基因組             | 搭配 Rex Vistamp 變身的形態，為假面騎士REVI的基礎型態。 《假面騎士聖刃 + 機界戰隊全開者 超級英雄戰記》&劇場版短篇 / 《假面騎士聖刃》增刊號 / 本篇第1話初登場。 身高：198.2cm 體重：93.6kg 拳擊力：8.9t 踢擊力：32.1t 跳躍力：28.2m 行動速度：100m / 3.8秒。 | 全身以粉紅、綠松、紫色為主，外型結合了暴龍及其骨架的特徵。                                         | 擁有霸王龍基因情報的能力。 複眼擁有肉食恐龍的動態視力和廣闊視角，能精準的捕捉小目標的任何動作。 全身擁有霸王龍的強韌度的裝甲，能使出如同強韌的下顎力量的握力，和擁有壓倒性破壞力的腿力。 | Rex Stamping Finish 原文： 該型態所屬的必殺技（騎士踢）。 Rex Stamping Slash 原文： 使用蓋印破壞炮 50斧模式釋放如同霸王龍咬碎一切力量的斬擊。 Rex Stamping Strike 原文： 使用蓋印破壞炮 50槍模式發射霸王龍頭部能量體來咬碎一切。                                                                         |
| Eagle Genome 鷲基因組             | 搭配 Eagle Vistamp 變身的形態，為假面騎士REVI的衍生型態。 第2話初登場。 身高：196.9cm 體重：81.1kg 拳擊力：8.0t 踢擊力：25.7t 跳躍力：52.4m 行動速度：100m / 5.3秒。                                                                                        | 全身以紫、粉紅、綠、綠松色為主，外型結合了假面騎士W的CycloneJoker和鷲的特徵。                      | 擁有鷲基因情報的能力，持有飛行能力，操控大氣流動成為風的支配者。 左複眼擁有夜視裝置200倍性能的夜視能力，右複眼擁有高性能瞄準鏡功能，能在高空捕捉目標並進行跟蹤。 搭配氣流操控的手刀可產生銳利的衝擊波能將對象切成兩斷。 可透過手臂的動作改變風的形狀來產生指向性移動的疾風或激烈迴旋的旋風。 可操控氣流在腳下產生立足點進行空中步行，另外可瞬間產生強力的下壓力來增加踢擊的破壞力。 | Eagle Stamping Finish 原文： |
| Mammoth Genome 猛獁象基因組       | 搭配 Mammoth Vistamp 變身的形態，為假面騎士REVI的衍生型態。 第3話初登場。 身高：198.0cm 體重：106.9kg 拳擊力：14.8t 踢擊力：36.8t 跳躍力：16.4m 行動速度：100m / 4.4秒。                                                                                    | 全身以紫、粉紅、紅、綠松色為主，外型結合了假面騎士電王的聖劍形態和猛獁象的特徵，追加迴力鏢的武裝。 | 擁有猛獁象基因情報的能力，獲得溢出的力量和防禦力使綜合耐久力提升，成為最棒的男子漢。 複眼擁有即使在惡劣環境也能捕捉物體的熱成像視覺，嘴部裝備著在極限溫度環境下也能確保呼吸的溫度調節裝置。 背上裝備一對迴力鏢狀的武器「Mammothgasher（」，能用於投擲和進身戰，其超堅硬刀片，具有接受能量充填而發出紅光，並增加鋒利度的特性。 全身能展開不可視的屏障「危險氣場」來緩和受到的衝擊，並且能與外界空氣隔開，讓變身者可在極高溫、極低溫等極端的溫度環境下活動。 手臂能展開不可視的圓錐形屏障「危險氣場」，讓整條手臂成為一顆尖牙。 腿部擁有能踏破障礙物的強大突破力，腳部裝備在結冰地板也能正常行走的「猛獁象長釘」，能最大限度減少在光滑地表上的力道損失和讓攻擊效率化。 | Mammoth Stamping Finish 原文： 對迴力鏢進行能量充填並投擲，配合VICE召喚的12枚盾牌分身體反彈使目標連續受到傷害，最後12枚盾牌在目標頭上疊層並壓下。 |
| Ptera Genome 翼龍基因組           | 搭配 Ptera Vistamp 變身的形態，為假面騎士REVI的衍生型態。 第4話初登場。 身高：202.9cm 體重：86.7kg 拳擊力：8.4t 踢擊力：19.1t 跳躍力：43.6m 行動速度：100m / 4.1秒。                                                                                        | 全身以紫、粉紅、紅、綠松色為主，外型結合了假面騎士FAIZ的基礎形態和翼龍的特徵。                     | 擁有翼龍基因情報的能力。 複眼具有不被高速移動影響到視覺能力的動態視力。 兩肩上的加速裝置能產生加速效果的「光子流光」來瞬間提高動作速度，最大能達到50倍的速度，同時也能產生轟音「音爆」來抑止衝擊波。 全身融入翼龍之力增加跳躍力和裝甲輕量化來延長滯空時間。 為了彌補爆發性加速的能量消耗，以擁有滑翔能力的夥伴搭配來抑止極大的消耗。 | Ptera Stamping Finish 原文： |
| Lion Genome 獅子基因組            | 搭配 Lion Vistamp 變身的形態，為假面騎士REVI的衍生型態。 第5話初登場。 身高：196.6cm 體重：91.4kg 拳擊力：12.5t 踢擊力：30.4t 跳躍力：22.9m 行動速度：100m / 3.2秒。                                                                                        | 全身以紫、粉紅、綠松色為主，外型結合了假面騎士空我的全能形態和獅子的特徵。                         | 擁有獅子基因情報的能力，以百獸之王風格的格鬥技搭配火焰來鎮靜邪惡。 全身擁有獅子的柔軟性和敏捷性，可以使出驚人的體術。 具有火焰操作能力，能將燃燒的火焰在四肢上纏繞。 作為最大武器的尖銳四肢，擅長令人屏息的高速連擊，與後空翻等體術結合後能將踢技變化成斬擊。 | Lion Stamping Finish 原文： |
| Megalodon Genome 巨齒鯊基因組     | 搭配 Megalodon Vistamp 變身的形態，為假面騎士REVI的衍生型態。 劇場版短篇 / 《假面騎士聖刃》增刊號 / 本篇第6話初登場。 身高：202.3cm 體重：90.3kg 拳擊力：10.1t 踢擊力：28.3t 跳躍力：36.4m 行動速度：100m / 4.8秒。                                         | 全身以紫、粉紅、綠松色為主，外型結合了假面騎士DECADE的基礎型態和巨齒鯊的特徵。                     | 擁有巨齒鯊基因情報的能力，擁有強大的機動性與潛水能力。 嘴部能將聲音傳到水和大氣中作為主動聲納的功能，並且能釋放高頻的「巨齒鯊轟鳴」來擾亂目標，呼吸器能將吸入口中的水中取出氧氣進行呼吸。 肩部能產生能優化所有摩擦阻力和壓力阻力的能量立場「Hydro Form Ride（ハイドロフォームライド）」，透過此立場來減少阻力並提高游泳速度和能量效率。 前腕裝備的銳利的鰭「神聖鰭」，能在高速游泳中進行軌道修正或對目標進行格鬥攻擊。 雙腕上裝備能將怪人一刀兩斷的二振劍「神聖劍」，能與前腕的鰭產生共鳴，會產生品紅色的光芒。 腳部能產生如巨齒鯊的尾巴一樣的推進力，並擁有驚人的100節最高游泳速度。 | Megalodon Stamping Finish 原文： |
| Jackal Genome 胡狼基因組          | 搭配 Jackal Vistamp 變身的形態，為假面騎士REVI的衍生型態。 第7話初登場。 身高：202.2cm 體重：82.4kg 拳擊力：11.6t 踢擊力：24.3t 跳躍力：48.1m 行動速度：100m / 3.6秒。                                                                                      | 全身以紫、粉紅、綠松色為主，外型結合了假面騎士EX-AID的躍動玩家Level 2和胡狼的特徵。                | 擁有胡狼基因情報的能力，以展示雜技來控制黑暗。 頭部的聽覺裝置能遮蔽周圍的雜音來過濾必要的聲音，並搭載秘密通信功能。 複眼擁有與胡狼一樣的夜視能力和動態視力，重疊在複眼上作為頭戴式顯示器的護目鏡，可以顯示VR地圖和推薦攻略路線，並搭載夜間戰鬥用的發光裝置。 全身裝甲為了適應胡狼的快速攻擊的戰法而做調整，並且搭載運動能力的等級和累積戰鬥經驗來提升攻擊力與防禦力的功能。 腿部加上胡狼的柔軟性與敏捷性，擁有能輕鬆的突破建築物等密集的複雜地形的高機動力。 四肢擁有為了支援雜技而非常高的抓地力，還擁有敏銳的感覺，腳部針對為了操控VICE而進行了優化。 | Jackal Stamping Finish 原文： |
| Kong Genome 金剛基因組            | 搭配 Kong Vistamp 變身的形態，為假面騎士REVI的衍生型態。 第8話初登場。 身高：198.9cm 體重：109.7kg 拳擊力：20.4t 踢擊力：19.5t 跳躍力：18.4m 行動速度：100m / 4.3秒。                                                                                       | 全身以紫、粉紅、綠松色為主，外型結合了假面騎士Fourze的基礎狀態和大猩猩的特徵。                     | 擁有金剛基因情報的能力，成為擁有壓倒性剛腕的堅實拳擊手。 複眼可將目標的拳擊打點和打入所需能量記憶並視覺化來提高打擊效率。 前腕「金剛REVI打擊者」配置鑽機渦輪，拳頭加上超高速迴轉能將目標擊穿，增加質量和硬度能將拳擊力爆炸性地增強，透過將能量作為推進劑能以火箭方式發射來遠距離進行打擊攻擊，並由頭部內藏的雷達定位來回歸。 腳部裝備「香蕉長釘」能在踩踏的瞬間刺入地面，讓打擊時的能量損失最小化。 | Kong Stamping Finish 原文： 與VICE一同射出前腕武裝同時攻擊目標。 |
| Kamakiri Genome 螳螂基因組        | 搭配 Kamakiri Vistamp 變身的形態，為假面騎士REVI的衍生型態。 第9話初登場。 身高：197.1cm 體重：96.5kg 拳擊力：14.6t 踢擊力：17.2t 跳躍力：19.5m 行動速度：100m / 3.9秒。                                                                                    | 全身以紫、粉紅、綠松色為主，外型結合了假面騎士鎧武的柳橙鎧甲和螳螂的特徵，追加弓的武裝。           | 擁有螳螂基因情報的能力，成為以敏銳之心戰鬥的無雙武者。 複眼能鎖定對象掃描來製作出物質的虛擬斷層圖，能用來立即辨識弱點。 以專屬武器「螳螂弓」搭配螳螂巧妙的武器操控技術，能展現出高超的弓術和劍術。 腿部加上螳螂的力量，可以使用腳踢來揮出斬擊並朝向目標飛去。 | Kamakiri Stamping Finish 原文： |
| Brachio Genome 腕龍基因組         | 搭配 Brachio Vistamp 變身的形態，為假面騎士REVI的衍生型態。 第10話初登場。 身高：196.9cm 體重：112.8kg 拳擊力：17.5t 踢擊力：44.2t 跳躍力：12.4m 行動速度：100m / 5.8秒。                                                                                   | 全身以藍、紫、粉紅色為主，外型結合了假面騎士ZI-O的基礎形態和腕龍的特徵。                           | 擁有腕龍基因情報的能力。 頭部的情報蒐集裝置能捕獲時間和空間的情報，能測量與敵人的距離和射擊的著彈點，並預測敵人的攻擊和迴避。 能散發品紅色光芒的波動，讓拳擊和踢擊能震動空間的力量。 裙甲在「合體變身」後作為調整力場的重要作用。 腳部具有隔震結構，即使在劇烈震動的情況下也能保持穩定的立足點。 | Brachio Stamping Finish 原文： 該型態所屬的必殺技（騎士踢）。 |
| Barid Rex Genome 破殼暴龍基因組   | 搭配 Barid Rex Vistamp 變身的形態，為假面騎士REVI的強化型態。 第13話初登場。 身高：200.0cm 體重：118.7kg 拳擊力：31.2t 踢擊力：62.5t 跳躍力：56.8m 行動速度：100m / 2.6秒。                                                                                 | 全身以金屬淺藍、紫色為主。                                                                         | 擁有10種基因組之力。 頭部內藏的蒐集裝置能測量與敵人的距離和射擊的著彈點，並預測敵人的攻擊和迴避，調整器能對10種能力進行取捨使用和優化，讓攻擊效果最大化。 從罪惡印章和周圍凍結的熱度中吸收能量來供應所需的巨大能量，達到臨界溫度後能進入超導狀態，能從磁場迅速提高能量效率，產生的電磁加速能增加動作速度，並且能獨立同時發動所有的合體變身。 盔甲的溫度越低其強度越高，能強制吸入空氣並產生強風。 手部搭載能蓄積能量的機構，能將蓄積的能量一口氣釋放造成壓倒性衝擊力，並且能在雙手形成的空間中心部極低溫化，將壓縮能量以電磁輻射方式發射。 腿部擁有驚人的游泳力，能發揮其靈活度在複雜地形也能輕鬆穿越的高機動性，並且能再現霸王龍的強力腿力。                        | Finifinifinish 原文： 該型態所屬的必殺技（騎士踢）。 讓周圍極低溫化，在空中產生巨大冰柱冰凍地面的目標後給予強力的踢擊。 Baribari Stamp Fever 原文： 根據使用的罪惡印章召喚該形態的合體變身，複數發動時會將合體變身的特徵能力進行結合，全部使用後能與全部的合體變身一同使出足以擊毀一座基地的超強力踢擊。 |
| Volcano Rex Genome 火山暴龍基因組 | 搭配 Barid Rex Vistamp 和 Volcano Vistamp 變身的形態，為假面騎士REVI的二次強化型態。 第17話初登場。 身高：203.8cm 體重：113.8kg 拳擊力：40.1t 踢擊力：75.1t 跳躍力：61.9m 行動速度：100m / 2.2秒。                                                          | 全身以紫藍、金、黃色為主。                                                                         | 單體擁有著與合體變身同等的強大力量，與擁有相反力量的夥伴完全同步能將力量數倍提升，使用騎士踢以外的方式也能解除死囚的契約。 頭部內藏的蒐集裝置能測量與敵人的距離和射擊的著彈點，預測敵人的攻擊和迴避，並在複眼上視覺化，同時與夥伴共有情報。 各部位裝甲能將受到的衝擊轉換為熱能來使受到的傷害最小化。 肩上的姿勢安定板能使用岩漿能量展開「Volcetic field（ボルケティックフィールド）」來穩定姿勢，並可使用爆速衝刺和爆速飛行。 肩部搭載圓筒狀裝置「Volcetic Cylinder（ボルケティックシリンダー）」，透過集中和壓縮岩漿能量，使其產生與火山爆發相同的超高密度能量。 前腕裝備岩漿彈的發射口和延伸至手肘的銳利刀片，透過將刀片高溫化能熔斷所有物體。 與夥伴共同釋放必殺技產生湮滅，能解除階段3死囚的契約。               | Baribari Volvol Finish 原文： Volcano Festival 原文： 該型態所屬的必殺技（騎士踢）。 Volcano Stamping Slash 原文： 使用蓋印破壞炮 50斧模式釋放能在目標周圍產生火焰龍卷的斬擊。 |
| Neo Batta Genome 新蝗蟲基因組     | 搭配 Neo Batta Vistamp 變身的形態，為假面騎士REVI的衍生型態。 聯動劇場版 / 本篇第22話初登場。 | | | |
| Ultimate REVI 究極REVI            | 搭配 Giffard Rex Vistamp（N側） 變身的形態，為假面騎士REVI的最終形態。 第38話初登場。 身高：202.3cm 體重：105.0kg 拳擊力：83.7t 踢擊力：308.1t 跳躍力：270.7m 行動速度：100m / 0.8秒。                                                                      | 全身以鈷藍、淺藍、品紅色為主。                                                                     | 以正磁力與夥伴形成兩極的極力戰士。 複眼擁有肉食恐龍的動態視力和廣闊視角，能精準的捕捉小目標的任何動作，並且能透過可視化磁場進行直觀的操作。 裝甲表面能展開磁力盾牌使受到的特定衝擊無效化，並能將內部封入的強化套裝活性化來引出未知力量的功能。 整條手臂的功能如同電磁線圈，可以增強磁場並自由控制。 能賦予手中的物品與自身相同的磁極後，可以像磁軌砲一樣進行超高速射擊。 利用與地磁力形成反作用力的直線驅動器，使跑力和跳躍力極大的提升，與假面騎士究極VICE之間產生磁場並同時攻擊目標時，能使踢擊力倍增。 在地面蓋印印章能後產生在一定時間內活動的複製體。 | 原文： 該形態所屬的必殺技（騎士踢、騎士拳）。 Bari Vol Rolling Thunder Gale 原文： Giffard Rex Final Stamping 原文： 將縮成球形的假面騎士究極VICE踢向目標，給予REVICE所有強化形態的屬性攻擊。 |
| Kangaroo Genome 袋鼠基因組        | 搭配 Kangaroo Vistamp 變身的形態，為假面騎士REVI的衍生型態。 超戰鬥DVD登場。 身高：207.0cm 體重：92.6kg 拳擊力：18.7t 踢擊力：21.1t 跳躍力：31.2m 行動速度：100m / 4.1秒。                                                                                  | 全身以粉紅、紅、藍、綠松色為主，外型結合了假面騎士Build的兔子坦克形態和袋鼠的特徵。                | 擁有袋鼠基因情報的能力。 胸前的口袋能讓成為寶寶的VICE進入其中。 雙手的武裝能大幅增強拳擊力。 腿部加上袋鼠的力量，強力的腿力能產生強大的跳躍力。 | Kangaroo Stamping Finish 原文： |
| Gold Spino Genome 黃金棘龍基因組  | 搭配 Gold Spino Vistamp 變身的形態，為假面騎士REVI的特殊形態。 超戰鬥DVD登場。 身高：204.2cm 體重：102.8kg 拳擊力：25.2t 踢擊力：42.2t 跳躍力：46.2m 行動速度：100m / 2.9秒。                                                                               | 全身以金、粉紅、紅、黑、綠松色為主，外型結合了假面騎士2號和棘龍的特徵。                            | 擁有棘龍基因情報的能力。 亦同時繼承所謂「2號之魂」的能力，能夠以強壯的身體格擋敵人的攻擊，並能爆發出強力的拳腳攻擊的形態。 在吃下假面騎士VICE 黃金棘龍基因組烹調的美味米飯和野菜天婦羅後，能夠獲得更強大的力量。 | Gold Spino Kirakira Finish 原文： 該形態所屬的必殺技（騎士踢）。 |

其他形態
| 形態名稱                             | 簡介                                                               | 外觀 | 能力                         | 必殺技                                |
| Condor Genome 禿鷹基因組             | 搭配 Condor Vistamp 變身的形態，為假面騎士REVI的衍生型態。         | 全身以紫、粉紅、綠松、白色為主，外型結合了假面騎士Joker和禿鷹的特徵，外觀與鷲基因組相似。                | 擁有禿鷹基因情報的能力。     | Condor Stamping Finish 原文：         |
| White Leo Genome 白獅基因組          | 搭配 White Lwo Vistamp 變身的形態，為假面騎士REVI的衍生型態。      | 全身以紫、粉紅、白、綠松色為主，外型結合了假面騎士空我的驚異全能形態和白獅的特徵，外觀與獅子基因組相似。 | 擁有白獅基因情報的能力。     | White Leo Stamping Finish 原文：      |
| Quetzalcoatlus Genome 風神翼龍基因組 | 搭配 Quetzalcoatlus Vistamp 變身的形態，為假面騎士REVI的衍生型態。 | 全身以紫、粉紅、紅、白、綠松色為主，外型結合了假面騎士FAIZ加速型態和翼龍的特徵，外觀與翼龍基因組相似。   | 擁有風神翼龍基因情報的能力。 | Quetzalcoatlus Stamping Finish 原文： |
| Niwatori Genome 雞基因組             | 搭配 Niwatori Vistamp 變身的形態，為假面騎士REVI的衍生型態。       | 全身以紫、粉紅、藍、綠松色為主，外型結合了假面騎士Cross-Z和雞的特徵。                                    | 擁有雞基因情報的能力。       | Niwatori Stamping Finish 原文：       |
| Kirin Genome 長頸鹿基因組            | 搭配 Kirin Vistamp 變身的形態，為假面騎士REVI的衍生型態。          | 全身以紫、粉紅、紅、綠松色為主，外型結合了假面騎士Grease和長頸鹿的特徵。                                 | 擁有長頸鹿基因情報的能力。   | Kirin Stamping Finish 原文：          |
| Funkorogashi Genome 蜣螂基因組       | 搭配 Funkorogashi Vistamp 變身的形態，為假面騎士REVI的衍生型態。   | 全身以紫、粉紅、綠松色為主，外型結合了假面騎士Rogue和蜣螂的特徵。                                        | 擁有蜣螂基因情報的能力。     | Funkorogashi Stamping Finish 原文：   |

#### 假面騎士VICE
變身者：拜斯（替身演員：永德、CV：木村昴）
原文： / Kamen Rider VICE
名稱由來：REVICE，即「次等」、「惡魔」、「不良行爲」等意思，同時也代表惡魔拜斯。
形態
| 形態名稱                         | 簡介 | 外觀                                                                                     | 能力 | 必殺技 |
| Rex Genome 暴龍基因組            | 原文： 假面騎士REVI 使用 Rex Vistamp 或 Barid Rex Vistamp變身後跟隨變身的形態，為假面騎士VICE的基礎型態。 《假面騎士聖刃 + 機界戰隊全開者 超級英雄戰記》&劇場版短篇 / 《假面騎士聖刃》增刊號 / 本篇第1話初登場。 身高：199.8cm 體重：92.2kg 拳擊力：8.5t 踢擊力：29.9t 跳躍力：29.6m 行動速度：100m / 3.7秒。 | 全身以粉紅、黑、紫色為主，外型結合了暴龍的特徵。                                         | 擁有霸王龍基因情報的能力。 可同時自在操控自己的複眼和暴龍的眼睛來探索敵人，且能利用敏銳的暴龍鼻子，利用氣味來分辨周圍狀況，並擁有火焰攻擊的特殊能力。 手爪如同牙齒般的硬度和銳利。 尾巴能變化成如同霸王龍般的巨大尾巴來將敵人一網打盡。 從REVI 破殼暴龍基因組上獲得的盾牌「破殼護盾（バリッドシールド）」能透過集中能量來擴大防禦範圍。 | Rex Stamping Finish 原文： 該型態所屬的必殺技（騎士踢）。 |
| Eagle Genome 鷲基因組            | 原文： 假面騎士REVI 使用 Eagle Vistamp 變身後跟隨變身的形態，為假面騎士VICE的衍生型態。 第2話初登場。 身高：200.0cm 體重：84.3kg 拳擊力：7.2t 踢擊力：22.3t 跳躍力：56.1m 行動速度：100m / 5.1秒。 | 全身以黑、綠、灰、粉紅、紫色為主，外型結合了假面騎士W的CycloneJoker和鷲的特徵。          | 擁有鷲基因情報的能力。 頸部的圍巾變化成翅膀的形狀，讓惡魔的浮游能力昇華為飛行能力。 右側的綠色裝甲擁有提升惡魔動作速度的能力，以疾風般的速度玩弄目標。 左側的黑色裝甲擁有提升惡魔格鬥力的能力，作為夥伴的王牌。 | Eagle Stamping Finish 原文： 該型態所屬的必殺技。 |
| Mammoth Genome 猛獁象基因組      | 原文： 假面騎士REVI 使用 Mammoth Vistamp 變身後跟隨變身的形態，為假面騎士VICE的衍生型態。 第3話初登場。 身高：197.5cm 體重：105.8kg 拳擊力：12.9t 踢擊力：33.3t 跳躍力：16.9m 行動速度：100m / 4.3秒。 | 全身以黑、紅、白色為主，外型結合了假面騎士電王的聖劍形態和猛獁象的特徵，追加雙盾的武裝。 | 擁有猛獁象基因情報的能力。 頭上與耳朵一體化的眼睛，能將聽覺情報視覺化。 雙腕各裝備巨大盾牌「冰河盾牌」，兩面盾牌結合後能發揮出如同冰河厚度般的防禦力。 腿力能支撐超過500t的重物，並且不屈服於任何攻擊。 如果有哭泣的小孩，用圍巾來擦眼淚吧！ | Mammoth Stamping Finish 原文： 該型態所屬的必殺技。 對盾牌進行能量充填並在目標周圍召喚12枚盾牌分身體，配合REVI投擲迴力鏢的反彈使目標連續受到傷害，最後12枚盾牌在目標頭上疊層並壓下。        |
| Ptera Genome 翼龍基因組          | 原文： 假面騎士REVI 使用 Ptera Vistamp 變身後跟隨變身的形態，為假面騎士VICE的衍生型態，同時擔任假面騎士REVI 翼龍基因組的駕具。 劇場版短篇 / 本篇第4話初登場。 身高：175.1cm 體重：93.6kg 飛行最高高度：150.0m 最高速度：210.0km/h。                                                                           | 全身以紫、粉紅、黑、白、紅色為主，外型結合了假面騎士FAIZ、翼龍和浮空摩托車的特徵。       | 擁有翼龍基因情報的能力，變化成將翼龍的滑翔能力最大化的姿態。 由四角的旋翼推力來進行姿勢控制，能在空中自由移動，能透過劇烈的旋轉來進行攻擊。 主迴旋翼的前方裝備能發射光彈的「翼龍加農砲」，可以遠距離攻擊目標。 | Ptera Stamping Finish 原文： |
| Lion Genome 獅子基因組           | 原文： 假面騎士REVI 使用 Lion Vistamp 變身後跟隨變身的形態，為假面騎士VICE的衍生型態 第5話初登場。 身高：198.1cm 體重：89.9kg 拳擊力：12.1t 踢擊力：28.7t 跳躍力：23.2m 行動速度：100m / 3.0秒。 | 全身以粉紅、黑、紅、金色為主，外型結合了假面騎士空我的全能形態和獅子的特徵。             | 擁有獅子基因情報的能力。 能將火焰纏繞在自己身上後施展肉彈攻擊，將自己化為火球來擊退邪惡。 惡魔之爪纏繞火焰使之赤熱化，可以熔斷所有東西。 腿部鋒利狀的裝甲提高踢擊等格鬥技的破壞力，為踢擊增加了獠牙般的尖銳。 | Lion Stamping Finish 原文： |
| Megalodon Genome 巨齒鯊基因組    | 原文： 假面騎士REVI 使用 Megalodon Vistamp 變身後跟隨變身的形態，為假面騎士VICE的衍生型態。 劇場版短篇 / 《假面騎士聖刃》增刊號 / 本篇第6話初登場。 身高：206.5cm 體重：88.7kg 拳擊力：9.7t 踢擊力：26.8t 跳躍力：37.8m 行動速度：100m / 4.7秒。                                                              | 全身以粉紅、黑、紫色為主，外型結合了假面騎士Decade的基礎型態和巨齒鯊的特徵。             | 擁有巨齒鯊基因情報的能力。 頭頂的狹縫狀的板狀體能減少游泳時產生的周圍漩渦來提高速度，並且擁有嗅覺，能分辨水中微量的氣味。 眼睛能在水中發光，即使在深海也能活動。 銳利且堅硬的牙齒能提高頭槌的破壞力，即使損壞了，只要將損壞部分分離後再填裝即可維持攻擊力。 惡魔之力的四肢搭配巨齒鯊之力，游泳中只需一點點的力量就能驚人的前進，擁有能凌駕運動員和潛水員的游泳能力。 尾巴在游泳時能像船用螺旋槳的用途一樣進行高速迴轉。 | Megalodon Stamping Finish 原文： |
| Jackal Genome 胡狼基因組         | 原文： 假面騎士REVI 使用 Jackal Vistamp 變身後跟隨變身的形態，為假面騎士VICE的衍生型態，同時擔任假面騎士REVI 胡狼基因組的駕具。 第7話初登場。 身高：91.4cm 體重：3.6kg。 | 全身以粉紅、黑色為主，外型結合了假面騎士EX-AID的躍動玩家Level 1、胡狼和滑板的特徵。      | 擁有胡狼基因情報的能力，突然的路線變更，大膽的融入喬治·狩崎的自我熱潮，成為了滑板。 銳利的邊緣如同胡狼的牙，極大的提升身體的破壞力，並且在縮腳成為雪地規格時，還可以做為轉向的起點。 車軸能依靠惡魔的意志來轉向，且有吸收移動時的衝擊的懸架，並擁有胡狼的跳躍力，可以使出大跳躍。 車輪擁有惡魔的腳力和胡狼的能力結合的驚人的加速能力，能在短短幾秒鐘達到最高速度。 | Jackal Stamping Finish 原文： |
| Kong Genome 金剛基因組           | 原文： 假面騎士REVI 使用 Kong Vistamp 變身後跟隨變身的形態，為假面騎士VICE的衍生型態。 第8話初登場。 身高：207.3cm 體重：121.5kg 拳擊力：20.1t 踢擊力：17.9t 跳躍力：20.1m 行動速度：100m / 4.1秒。 | 全身以粉紅、黑、白色為主，外型結合了假面騎士Fourze的基礎狀態和大猩猩的特徵。             | 擁有金剛基因情報的能力。 手部的「金剛基因組護腕」能像火箭一樣射出，能與REVI連攜來發動必殺技。 剛腳力搭配手部的「金剛基因組護腕」能進行「指節行走」的四足步行，在森林等直線行進困難的狀況下能發揮巨大的效果。 尾巴具有能稱為第三拳擊的打擊力作為反擊用的秘密武器。 | Kong Stamping Finish 原文： 與REVI一同射出前腕武裝同時攻擊目標。 |
| Kamakiri Genome 螳螂基因組       | 原文： 假面騎士REVI 使用 Kamakiri Vistamp 變身後跟隨變身的形態，為假面騎士VICE的衍生型態。 第9話初登場。 身高：207.6cm 體重：97.2kg 拳擊力：14.0t 踢擊力：15.7t 跳躍力：22.5m 行動速度：100m / 3.8秒。 | 全身以金、粉紅、黑、橘色為主，外型結合了假面騎士鎧武的柳橙鎧甲和螳螂的特徵。             | 擁有螳螂基因情報的能力。 頭上的眼睛能在廣闊的視野中同時捕捉多個物體，並配備夜視裝置，即使在黑暗中也能捕捉物體。 肩部的護甲能像氣球一樣膨脹巨大化，反彈所有攻擊來保護夥伴。 能利用覆蓋在腳部的羽毛「螳螂基因被」來展現華麗的舞蹈步伐。 尾巴以螳螂的力量變化成斧頭般的形狀，產生銳利的鋒利度和對抗強敵的勇氣。 | Kamakiri Stamping Finish 原文： |
| Brachio Genome 腕龍基因組        | 原文： 假面騎士REVI 使用 Brachio Vistamp 變身後跟隨變身的形態，為假面騎士VICE的衍生型態。 第10話初登場。 身高：209.1cm 體重：127.3kg 拳擊力：16.9t 踢擊力：41.6t 跳躍力：15.9m 行動速度：100m / 5.4秒。 | 全身以黑、白、銀、紫色為主，外型結合了假面騎士ZI-O的基礎形態和腕龍的特徵。               | 擁有腕龍基因情報的能力。 裝甲由各個硬度與特性不同的裝甲重疊所構成，擁有能抵禦所有攻擊的壓倒性防禦力。 前腕武裝能從REVI接收品紅色光芒的波動，可以揮出能震動空間的拳擊。 尾巴加上腕龍的力量，在拜斯旋轉的同時能發揮出鐵柱般的破壞力將一切擊倒。 | Brachio Stamping Finish 原文： 該型態所屬的必殺技（騎士踢）。 |
| Barid Rex Genome 破殼暴龍基因組  | 原文： 假面騎士REVI 使用 Barid Rex Vistamp 和 Volcano Vistamp 變身後跟隨變身的形態，為假面騎士VICE的強化型態。 第17話初登場。 身高：199.8cm 體重：126.3kg 拳擊力：31.8t 踢擊力：58.2t 跳躍力：59.6m 行動速度：100m / 2.4秒。                                                                                  | 全身以金屬淺藍、黑色為主。                                                               | 單體擁有著與合體變身同等的強大力量，與擁有相反力量的夥伴完全同步能將力量數倍提升，使用騎士踢以外的方式也能解除死囚的契約。 可透過嗅覺來測量與敵人的距離和射擊的著彈點，預測敵人的攻擊和迴避，並在複眼和暴龍眼上視覺化，同時與夥伴共有情報。 擁有能自由自在操控大氣和冰，使一切凍結的力量，能瞬間從大氣中的水分製造絕對零度的武器「破殼武器」。 盔甲的溫度越低其強度越高，能強制吸入空氣並產生強風，達到臨界溫度後能進入超導狀態，能從磁場迅速提高能量效率，產生的電磁加速能增加動作速度。 盾牌「破殼護盾（バリッドシールド）」能使用磁場在變身者周圍漂浮，透過結合與分離能展開各式各樣的浮游盾，能依照戰況構築適合的防禦陣型，但目前由於某種原因導致分離發生問題。另外能透過超高密度的能量集中，可擴大防禦範圍或作為能與騎士踢同等攻擊力的武器。 尾巴因為凍結特性導致非常容易折斷，不過由於破殼暴龍基因組的力量，很快就會恢復原狀。 與夥伴共同釋放必殺技產生湮滅，能解除階段3死囚的契約。 | Baribari Volvol Finish 原文： Volcano Festival 原文： 該型態所屬的必殺技（騎士踢）。 Finifinifinish 原文： 將盾牌附上冰製造出「破殼武器」，揮出能將目標連同火焰一同包覆凍結成冰柱的斬擊。   |
| Neo Batta Genome 新蝗蟲基因組    | 原文： 假面騎士REVI 使用 Neo Batta Vistamp 變身後跟隨變身的形態，為假面騎士VICE的衍生型態。 聯動劇場版 / 本篇第22話初登場。 |                                                                                          | | |
| Ultimate VICE 究極VICE           | 原文： 搭配 Giffard Rex Vistamp（S側） 變身的形態，為假面騎士VICE的最終形態。 第38話初登場。 身高：201.0cm 體重：103.6kg 拳擊力：81.6t 踢擊力：287.0t 跳躍力：284.2m 行動速度：100m / 0.7秒。 | 全身以鈷藍、淺藍、品紅色為主。                                                           | 以負磁力與夥伴形成兩極的極力戰士。 複眼擁有肉食恐龍的動態視力和廣闊視角，能精準的捕捉小目標的任何動作，並且能透過可視化磁場進行直觀的操作。 裝甲表面能展開磁力盾牌使受到的特定衝擊無效化，並能將內部封入的惡魔身體活性化來引出未知力量的功能。 整條手臂的功能如同電磁線圈，可以增強磁場並自由控制。 能賦予手中的物品與自身相同的磁極後，可以像磁軌砲一樣進行超高速射擊。 利用與地磁力形成反作用力的直線驅動器，使跑力和跳躍力極大的提升，與假面騎士究極REVI之間產生磁場並同時攻擊目標時，能使踢擊力倍增。 究極進化後的拜斯能自由改變質量，使尾巴巨大化來消滅大量敵人。 在地面蓋印印章後能產生在一定時間內活動的複製體。 | 原文： 該形態所屬的必殺技（騎士踢、騎士拳）。 Bari Vol Rolling Thunder Gale 原文： Giffard Rex Final Stamping 原文： 縮成球形讓假面騎士究極REVI踢向目標，給予REVICE所有強化形態的屬性攻擊。 |
| Kangaroo Genome 袋鼠基因組       | 原文： 假面騎士REVI 使用 Kangaroo Vistamp 變身後跟隨變身的形態，為假面騎士VICE的衍生型態。 超戰鬥DVD登場。 身高：30.7cm 體重：0.9kg 拳擊力：0.01t 踢擊力：0.03t 跳躍力：2m 行動速度：100m / 21秒。 | 全身以粉紅、紅、藍、黑色為主，外型結合了假面騎士Build的兔子坦克形態和袋鼠寶寶的特徵。    | 擁有袋鼠基因情報的能力。 雖然體型如袋鼠寶寶一樣小，但有不輸於一般假面騎士的戰鬥力，能對潛伏中的小型怪人進行追擊。 | Kangaroo Stamping Finish 原文： |
| Gold Spino Genome 黃金棘龍基因組 | 原文： 假面騎士REVI 使用 Gold Spino Vistamp 變身後跟隨變身的形態，為假面騎士VICE的特殊形態。 超戰鬥DVD登場。 | 全身以黑、粉紅、紫、藍色為主，外型為電鍋。                                               | 具備拍照功能的電鍋，能烹調的美味米飯和野菜天婦羅。 在給假面騎士REVI 黃金棘龍基因組吃下料理後，能強化其身上的力量。 | |

其他形態
| 形態名稱                             | 簡介                                                                                             | 外觀 | 能力                         | 必殺技                                |
| Condor Genome 禿鷹基因組             | 原文： 假面騎士REVI 使用 Condor Vistamp 變身後跟隨變身的形態，為假面騎士VICE的衍生型態。         | 全身以黑、灰、粉紅、紫色為主，外型結合了假面騎士Joker和禿鷹的特徵，外觀與鷲基因組相似。                          | 擁有禿鷹基因情報的能力。     | Condor Stamping Finish 原文：         |
| White Leo Genome 白獅基因組          | 原文： 假面騎士REVI 使用 White Lwo Vistamp 變身後跟隨變身的形態，為假面騎士VICE的衍生型態。      | 全身以黑、靛藍、金色為主，外型結合了假面騎士空我的驚異全能形態和白獅的特徵，外觀與獅子基因組相似。               | 擁有白獅基因情報的能力。     | White Leo Stamping Finish 原文：      |
| Quetzalcoatlus Genome 風神翼龍基因組 | 原文： 假面騎士REVI 使用 Quetzalcoatlus Vistamp 變身後跟隨變身的形態，為假面騎士VICE的衍生型態。 | 全身以紫、黑、白、綠色為主，外型結合了假面騎士FAIZ加速型態、風神翼龍和浮空摩托車的的特徵，外觀與翼龍基因組相似。 | 擁有風神翼龍基因情報的能力。 | Quetzalcoatlus Stamping Finish 原文： |
| Niwatori Genome 雞基因組             | 原文： 假面騎士REVI 使用 Niwatori Vistamp 變身後跟隨變身的形態，為假面騎士VICE的衍生型態。       | 全身以黑、靛藍、藍、橙、白色為主，外型結合了假面騎士Cross-Z和雞的特徵。                                          | 擁有雞基因情報的能力。       | Niwatori Stamping Finish 原文：       |
| Kirin Genome 長頸鹿基因組            | 原文： 假面騎士REVI 使用 Kirin Vistamp 變身後跟隨變身的形態，為假面騎士VICE的衍生型態。          | 全身以黑、粉紅、金、白、青綠色為主，外型結合了假面騎士Grease和長頸鹿的特徵。                                     | 擁有長頸鹿基因情報的能力。   | Kirin Stamping Finish 原文：          |
| Funkorogashi Genome 蜣螂基因組       | 原文： 假面騎士REVI 使用 Funkorogashi Vistamp 變身後跟隨變身的形態，為假面騎士VICE的衍生型態。   | 全身以黑、白、紫色為主，外型結合了假面騎士Rogue和糞球的特徵。                                                    | 擁有蜣螂基因情報的能力。     | Funkorogashi Stamping Finish 原文：   |

#### 合體變身
原文： / Remix Henshin
當假面騎士REVI觸發到驅動器上的相應罪惡印章時，可與假面騎士VICE透過不同的姿勢擺設，混合般變身成相應的物種，而且從暴龍到腕龍等十個合體變身的形式，也能經由假面騎士REVI 破殼暴龍基因組召喚出來。
| 形態名稱                      | 簡介 | 外觀                                                 | 能力 | 必殺技 |
| Revice Rex REVICE暴龍         | 原文： 假面騎士REVI 和 假面騎士VICE 以暴龍基因組合體變身後的形態。 第2話初登場。                                  | 全身以粉紅、綠松、黑、紫色為主，外型為暴龍。         | 成為擁有強壯爪子和尾巴的霸王龍，能使用巨大的下顎咬碎敵人。 | Rex Stamping Finish 原文： 以全身的重量來使出能踐踏一切的踢擊。                                               |
| Revice Eagle REVICE鷲         | 原文： 假面騎士REVI 和 假面騎士VICE 以鷲基因組合體變身後的形態。 第2話初登場。                                    | 全身以綠松、綠、粉紅、黑、紫色為主，外型為鷲。       | 成為兩人合為一隻的鷲，可施展龍捲風攻擊，空中突襲，用銳利的爪抓住敵人並從高處丟下。 | Eagle Stamping Finish 原文： 對在空中的敵人使出包覆著兩股旋風的迴旋突擊。                                     |
| Revice Mammoth REVICE猛獁象   | 原文： 假面騎士REVI 和 假面騎士VICE 以猛獁象基因組合體變身後的形態。 第3話初登場。                                | 全身以紅、白、綠松、粉紅、黑色為主，外型為猛獁象。   | 成為生活在冰河時期的猛獁象，能揮舞銳利的長鼻子攻擊，用踐踏造成的衝擊使敵人無法行動，運用大牙施展必殺突擊。 能在空中布置用來控制突進的軌道「危險軌道」，來改變接近角度和重力加速度。                                         | Mammoth Stamping Finish 原文：                                                                                |
| Revice Ptera REVICE翼龍       | 原文： 假面騎士REVI 和 假面騎士VICE 以翼龍基因組合體變身後的形態。 第4話初登場。                                  | 全身以綠松、粉紅、紫、白、黑色為主。                 | 成為能高速飛行的翼龍，展開光子翼進行超高速飛行，能瞬間接近鎖定到的敵人，擦身而過時使用翅膀攻擊，以最高速度帶來的巨大衝擊粉碎。                                                                                              | Ptera Stamping Finish 原文： 開啟加速模式後，VICE展開光子翼對目標以激烈旋轉攻擊後，REVI從旁給予踢擊擊飛目標。 |
| Revice Lion REVICE獅子        | 原文： 假面騎士REVI 和 假面騎士VICE 以獅子基因組合體變身後的形態。 第5話初登場。                                  | 全身以紅、金、綠松、粉紅、黑色為主，外型為獅子。     | 成為一隻高貴的獅子，爆音的咆哮能產生阻擋所有物理攻擊的聲音屏障和破壞聽覺的聲波武器。 能用強力的牙和爪進行激烈的連擊，透過扭曲迴轉可以增加速度和威力。                                                                       | Lion Stamping Finish 原文： 撲在目標上以牙和爪進行激烈的連擊。                                                |
| Revice Megalodon REVICE巨齒鯊 | 原文： 假面騎士REVI 和 假面騎士VICE 以巨齒鯊基因組合體變身後的形態。 劇場版短篇 / 本篇第15話初登場                | 全身以綠松、粉紅、黑、紫色為主，外型為巨齒鯊。       | 成為古代的巨大鯊魚，被稱為是史上最大的捕食者，在水中擁有非常出色的動作速度和攻擊力。 | Megalodon Stamping Finish 原文： 緊咬著敵人不放並拖到海裡一番攻擊，再拋到半空中並給予致命狠咬。               |
| Revice Jackal REVICE胡狼      | 原文： 假面騎士REVI 和 假面騎士VICE 以胡狼基因組合體變身後的形態。 第7話初登場。                                  | 全身以紫、粉紅、綠松色為主。                         | 成為一隻都市中的胡狼，結合REVI的機動力與VICE的速度，能極大限度地發揮胡狼的瞬間爆發力和走力，以異次元水平的快速且雜技般的動作來將敵人逼入絕境。 還能將大樓的牆面和隧道等構造物作為自己的場地，擅長以三維立體方向來接近敵人。 | Jackal Stamping Finish 原文： 該型態所屬的必殺技（騎士踢）。                                                  |
| Revice Kong REVICE金剛        | 原文： 假面騎士REVI 和 假面騎士VICE 以金剛基因組合體變身後的形態。 第8話初登場。                                  | 全身以銀、黑、紫、粉紅、綠松色為主，外型為大猩猩。   | 成為一隻擁有未知宇宙力量的大猩猩（金剛），在森林地帶能使用「REVICE指節行走」來順利移動並繞到死角，雙手交替打擊胸部能無限提高腕力，能施展宇宙第一破壞力的一擊必殺拳擊。                                                      | Kong Stamping Finish 原文：                                                                                   |
| Revice Kamakiri REVICE螳螂    | 原文： 假面騎士REVI 和 假面騎士VICE 以螳螂基因組合體變身後的形態。 第9話初登場。                                  | 全身以紫、粉紅、綠松、橙色為主，外型為螳螂。         | 成為武藝百般，天下無敵無雙而自豪的螳螂，能高速操控雙手的鐮刀將物體切成圓片，背上的翅膀能短距離飛行和產生斬擊。 | Kamakiri Stamping Finish 原文： 使用雙手的鐮刀連續給予目標銳利的斬擊。                                        |
| Revice Brachio REVICE腕龍     | 原文： 假面騎士REVI 和 假面騎士VICE 以腕龍基因組合體變身後的形態。 第11話初登場。                                 | 全身以銀、黑、紫、粉紅、綠松色為主，外型為腕龍。     | 祝賀吧！逢魔時刻聳立的巨大身軀，最強最大最重，成為全方位超弩級的腕龍。每一步都能震撼大地，向四面八方揮動長脖子，將周圍一切全部擊倒。                                                                                        | Brachio Stamping Finish 原文： 運用長脖子將目標擊飛至空中，躍起後再以長脖子將目標擊落至地面。                 |
| Revice Condor REVICE禿鷹      | 原文： 假面騎士REVI 和 假面騎士VICE 以禿鷹基因組合體變身後的形態。 劇場版《假面騎士Beyond Generations》初登場。   |                                                      | | |
| Revice Neo Batta REVICE新蝗蟲 | 原文： 假面騎士REVI 和 假面騎士VICE 以新蝗蟲基因組合體變身後的形態。 劇場版《假面騎士Beyond Generations》初登場。 |                                                      | | |
| Revice Kangaroo REVICE袋鼠    | 原文： 假面騎士REVI 和 假面騎士VICE 以袋鼠基因組合體變身後的形態。 超戰鬥DVD初登場。                              | 全身以紅、藍、黑、紫、粉紅、綠松色為主，外型為袋鼠。 | 將拜斯放入口袋中防止較弱的拜斯受到攻擊，並憑藉靈活的步法，可以快速拉近距離，打出強力的一拳。 | Kangaroo Stamping Finish 原文： 兩人個別對各自戰鬥的對象同時使出踢擊。                                        |

#### 假面騎士JACK REVICE
變身者：五十嵐一輝 / 拜斯（替身演員：繩田雄哉（以一輝為主導時） / 永德（以拜斯為主導時） 、CV：前田拳太郎 / 木村昴）
原文： / 
名稱由來：挾持（HiJACK）+REVICE，即「把持REVICE（人類）的主導權之者（惡魔）」的意思。
形態
| 形態名稱 | 簡介 | 外觀                       | 能力 | 必殺技 |
|          | 搭配 Rolling Vistamp 變身的形態，為假面騎士JACK REVICE的基礎型態。 第22話初登場。 身高：204.4cm 體重：94.8kg 拳擊力：58.4t 踢擊力：117.3t 跳躍力：85.1m 行動速度：100m / 1.4秒。 | 全身以黑、銀、水藍色為主。 | 統合了REVICE系統操控惡魔之力的形態，能使變身者的惡魔顯露，喚醒其本性並將極大化的力量還原到肉體的機能。 能透過將惡魔的感覺敏銳到極限來高精度地捕捉周圍的情況，提高惡魔的探知和攻擊迴避能力，與複眼並用能準確把握敵人的動向。 嘴部能張開惡魔之牙使用咬擊攻擊。 全身裝甲能透過惡魔之力來自由改變硬度，並且能將銳利的棘「VICE針」在全身各部位展開。 暗色調的強化套裝為針對拜斯特化而做協調，每場戰鬥都會加強惡魔的力量，並且能從強化套裝供給的能量返還惡魔持有的特殊能力，使得腕力、握力、拳擊力、跑力和跳躍力極大化提高。 指尖有如惡魔般的漆黑之爪，能切裂所有東西，並對應滾輪罪惡印章做特殊調整。 | Rolling Stamping Finish 原文： 該型態所屬的必殺技（騎士踢）。 NuriNuRemix 原文： Rolling Rider Punch 原文： 該型態所屬的必殺技（騎士拳）。 Rolling Stamping Strike 原文： 使用蓋印破壞炮 50槍模式發射強力的黑色墨水狀能量砲。 |

#### 假面騎士REVICE
變身者：五十嵐一輝+拜斯（替身演員：繩田雄哉、CV：前田拳太郎+木村昴）
原文： / 
名稱由來：「修正」的意思，也代表REVI和VICE的合二爲一（連接惡魔）。
形態
| 形態名稱    | 簡介 | 外觀                                                   | 能力 | 必殺技                                                                                   |
| REVICE      | 搭配 Thunder Gale Vistamp 變身的形態，為假面騎士REVICE的基礎形態。 第28話初登場。 身高：204.3cm 體重：98.9kg 拳擊力：69.8t 踢擊力：136.3t 跳躍力：88.4m 行動速度：100m / 1.2秒。                   | 全身以黃、黑、金屬淺藍、粉紅、銀色為主。               | 統合了REVICE系統運用Buddy的力量，發揮一騎當千的力量，讓變身者成為疾風迅雷的戰士。 頭部天線增幅拜斯持有的超感覺，能捕捉機械雷達無法捕捉的現象，並且能隨意操控豪雷和暴風雨的功能，和調節各種攻擊輸出至最佳的功能。 頭部的特殊推進裝置和全身各部位突起的「等離子流光者」，能迴避阻力並瞬間提高行動加速度，產生的等離子體最大輸出時，僅透過確認猛烈閃光後就難以捕捉REVICE的姿態。 因豪雷之力讓電氣的信號傳導速度亞光速化，對攻擊的反應速度有明顯的提升。 強化套裝將五十嵐一輝和拜斯的力量結合能發揮出強大的腕力，和如風暴般的踏破力。 豪雷之力寄宿的拳頭的一閃能貫穿所有東西，拳壓所產生龍卷風，能用於捕獲目標。 腿部能將周圍的風停留來操控滯空時間，進行能被稱為飛行的長跳躍。 | 爆爆Revicetrike 原文： 該形態所屬的必殺技（騎士踢）。 必殺爆風爆雷Stamping Finish 原文： |
| REVICE SHIN | 原文： REVICE Driver 搭配 True Rex Vistamp變身的形態，為假面騎士REVICE的特殊形態。 舞台劇初登場。 身高：204.3cm 體重：98.9kg 拳擊力：150.0t 踢擊力：280.5t 跳躍力：202.1m 行動速度：100m / 0.5秒。 | 全身以粉紅、銀、黑、綠松石色為主，外觀與基礎形態同樣。 | | Final Revice Finish 原文： 該形態所屬的必殺技（騎士踢）。                                |

### 假面騎士LIVE
變身者：五十嵐大二（替身演員：中田裕士、CV：日向亘）
原文： / 
名稱由來：生存
形態
| 形態名稱                 | 簡介 | 外觀                                                                                                  | 能力 | 必殺技 |
| Bat Genome 蝙蝠基因組    | 原文： TWO SIDRIVER 搭配 Bat Vistamp 變身的形態，為假面騎士LIVE的基礎型態。 第10話初登場。 身高：195.7cm 體重：110.2kg 拳擊力：20.5t 踢擊力：48.6t 跳躍力：42.8m 行動速度：100m / 3.3秒。            | 全身以白、黑、銀、黃、金、青綠色為主。                                                                | 擁有蝙蝠基因情報的能力，擁有高生存力與飛行能力來執行正義。 內藏能將變身者的正能量增幅並轉變為力量的「LIVE系統」，從而產生強大的戰鬥力。 純白裝甲擁有正能量，能消除死囚等邪惡存在的力量。 能依靠驅動器給予的強大力量薄膜化來產生空中戰用翅膀，也能應用於姿勢控制，進行在空中飛舞的三維空間戰鬥。 腿部擁有高衝擊吸收力，不僅能承受攻擊，還能抵禦發動必殺技對自己所造成的衝擊，並且能結合蝙蝠的靜謐能力讓腳步聲等動作聲音極小化。 腳部鞋底擁有強大的吸著力，能在牆壁或天花板上行走。 | Bat Justis Finish 原文： 該型態所屬的必殺技（騎士踢）。 或者是連續射出附有金色光芒的子彈。                           |
| Jackal Genome 胡狼基因組 | 原文： TWO SIDRIVER 搭配 Jackal Vistamp 變身的形態，為假面騎士LIVE的衍生型態。 第16話初登場。 身高：196.1cm 體重：110.9kg 拳擊力：22.9t 踢擊力：50.3t 跳躍力：47.4m 行動速度：100m / 2.9秒。         | 全身以白、黑、草綠、黃、粉紅、青綠色為主，頭部外型結合了假面騎士EX-AID的躍動玩家Level 2和胡狼的特徵。 | 擁有胡狼基因情報的能力，擁有高敏捷性和高鎖敵能力來執行正義。 內藏能將變身者的正能量增幅並轉變為力量的「LIVE系統」，從而產生強大的戰鬥力。 頭部的聽覺裝置能遮蔽周圍的雜音來過濾必要的聲音，並搭載祕密通信功能。 複眼擁有與胡狼一樣的夜視能力和動態視力，重疊在複眼上作為頭戴式顯示器的護目鏡，可以顯示VR地圖和推薦攻略路線，並搭載夜間戰鬥用的發光裝置。 肩部能噴射覆蓋全身的裝甲強化劑，能在一定時間內提升防禦力。 裝甲能提高變身者的敏捷性，能使出快速攻擊的戰法，並且搭載運動能力的等級和累積戰鬥經驗來提升攻擊力與防禦力的功能。 可使用設置在各部位的推進器噴射空氣來在空中進行姿勢控制，達到如空中飛舞般的三維行動。 腿部擁有高衝擊吸收力，不僅能承受攻擊，還能抵禦發動必殺技對自己所造成的衝擊，並且能結合胡狼的柔軟性與敏捷性，擁有能輕鬆的突破建築物等密集的複雜地形的高機動力。 腳部擁有非常高的抓地力，即使在很小的立足點也能站穩。 | Jackal Justis Finish 原文： 在高速移動中對大量目標進行近距離射擊。                                                   |
| HOLY LIVE                | 原文： TWO SIDRIVER 搭配 Holy Wing Vistamp 變身的形態，為假面騎士LIVE的強化型態。 第26話初登場。 身高：197.9cm 體重：108.5kg 拳擊力：66.2t 踢擊力：121.3t 跳躍力：97.5m 行動速度：100m / 1.3秒。     | 全身以白、水藍、銀色為主。                                                                            | 內藏能將崇高的精神力轉變成巨大破壞力並加以增幅的「HOLY LIVE系統」，讓變身者成為無慈悲的正義執行者。 肩部能釋放具有消滅邪惡的正能量的神聖之光，擁有淨化周圍的能力，並且能利用光壓在空中進行姿態控制，讓三維機動化為可能。 純白的翅膀纏繞著神聖之光，能進行高達4馬赫的超高速飛行，並能透過包覆全身採取防禦模式，能驅逐所有的攻擊。 強化套裝極大的覆蓋手臂和腿部，讓內部空間充滿能量，從而產生超常的腕力和腿力，能使出無法看清的超高速斬擊，並且能以羽毛般輕盈的腳步避開所有攻擊。 腳部鞋底具有高耐久性和出色的衝擊吸收力，即使在險峻的山岳地帯也能以超高速突破。 | Holy Justis Finish 原文： 該形態所屬的必殺技（騎士踢）。 Winning Justis Finale 原文： 該形態所屬的必殺技（騎士踢）。 |
| EVILYTY LIVE             | 原文： TWO SIDRIVER 搭配 Perfect Wing Vistamp 變身的形態，為假面騎士LIVE的最終形態。 第44話初登場。 身高：197.9cm 體重：110.0kg 拳擊力：77.3t 踢擊力：141.6t 跳躍力：154.4m 行動速度：100m / 1.0秒。 | 全身以白、黑、水藍色為主。                                                                            | 內藏能適當使用正負兩極能量的「EVILYTY LIVE系統」，讓變身者成為完全調和的戰士。 肩部能釋放光壓在空中進行姿態控制，並且能讓全身溶入黑暗來隱藏姿態。 在翅膀纏繞神聖之光，能進行高達4.2馬赫的超高速飛行，並能利用羽毛上高硬質的銳利刀刃在飛行中進行突擊，或透過包覆全身採取防禦模式來驅逐所有的攻擊。 強化套裝能同時提供正負能量，能使出完全粉碎目標的拳擊，以羽毛般輕盈的腳步避開所有攻擊，並能在儀器上產生忽隱忽現錯覺的高隱形性能。 鞋底具有高吸附力和衝擊吸收力，能在牆壁和天花板上行走，即使在險峻的山岳地帯也能以超高速突破。 | Evilyty Perfect Finish 原文： Evilyty Perfect Finale 原文： 該形態所屬的必殺技（騎士踢）。                           |
| LIVE MARVELOUS           | 原文： 搭配 Mega Bat Vistamp 變身的形態，為假面騎士LIVE的特殊形態。 | | | |

### 假面騎士EVIL
變身者：陽炎（替身演員：中田裕士、繩田雄哉（第26話）、CV：日向亘）
原文： / 
名稱由來：邪惡，也爲LIVE的倒轉。
形態
| 形態名稱                 | 簡介 | 外觀                                                                                      | 能力 | 必殺技                                                                                                 |
| Bat Genome 蝙蝠基因組    | 原文： TWO SIDRIVER 搭配 Bat Vistamp 變身的形態，為假面騎士EVIL的基礎型態。 第5話初登場。 身高：207.0cm 體重：106.8kg 拳擊力：15.8t 踢擊力：37.5t 跳躍力：45.1m 行動速度：100m / 3.1秒。    | 全身以淡青、黑、銀、青綠色為主。                                                          | 擁有蝙蝠基因情報的能力，擁有高靜謐性與飛行能力，成為擅長隱密行動的黑暗殺手。 內藏能將變身者的負能量增幅並轉變為力量的「EVIL系統」，從而產生強大的戰鬥力。 肩部能依靠驅動器給予的強大力量薄膜化並產生翅膀來飛行。 包含手部以上，上半身的黑色裝甲擁有高隱蔽性，能在偵測儀器上突然出現、突然消失來產生錯覺。 腿部擁有高衝擊吸收力，不僅能承受攻擊，還能抵禦發動必殺技對自己所造成的衝擊，並且能結合蝙蝠的靜謐能力讓腳步聲等動作聲音極小化。 腳部鞋底擁有強大的吸著力，能在牆壁或天花板上行走。 | Bat Darkness Finish 原文： 揮出圓環狀的劍氣攻擊目標。 或者是將劍刃收回驅動器上，使出附有斬擊的迴旋踢。 |
| Jackal Genome 胡狼基因組 | 原文： TWO SIDRIVER 搭配 Jackal Vistamp 變身的形態，為假面騎士EVIL的衍生型態。 第8話初登場。 身高：197.6cm 體重：108.4kg 拳擊力：18.2t 踢擊力：39.2t 跳躍力：49.7m 行動速度：100m / 2.7秒。 | 全身以紫、黑、銀、青綠色為主，頭部外型結合了假面騎士EX-AID的躍動玩家Level 2和胡狼的特徵。 | 擁有胡狼基因情報的能力，擁有高敏捷性和高鎖敵能力，成為能將獵物追到天涯海角的黑暗獵人。 內藏能將變身者的負能量增幅並轉變為力量的「EVIL系統」，從而產生強大的戰鬥力。 頭部的聽覺裝置能遮蔽周圍的雜音來過濾必要的聲音，並搭載祕密通信功能。 複眼擁有與胡狼一樣的夜視能力和動態視力，重疊在複眼上作為頭戴式顯示器的護目鏡，可以顯示VR地圖和推薦攻略路線，並搭載夜間戰鬥用的發光裝置。 肩部能噴射覆蓋全身的裝甲強化劑，能在一定時間內提升防禦力。 包含手部以上，上半身的黑色裝甲具有高敏捷性，能使出快速攻擊的戰法，並且搭載運動能力的等級和累積戰鬥經驗來提升攻擊力與防禦力的功能。 腿部擁有高衝擊吸收力，不僅能承受攻擊，還能抵禦發動必殺技對自己所造成的衝擊，並且能結合胡狼的柔軟性與敏捷性，擁有能輕鬆的突破建築物等密集的複雜地形的高機動力。 | Jackal Darkness Finish 原文： 在高速移動中連續對目標使出斬擊。                                         |
| EVIL MARVELOUS           | 原文： 搭配 Mega Bat Vistamp 變身的形態，為假面騎士EVIL的特殊形態。 |                                                                                           | | |

### 假面騎士JEANNE
變身者：五十嵐櫻（替身演員：宮澤雪、CV：井本彩花）
原文： / Kamen Rider JEANNE
名稱由來：貞德
形態
| 形態名稱                  | 簡介 | 外觀                     | 能力 | 必殺技 |
| Cobra Genome 眼鏡蛇基因組 | 原文： LIBERA DRIVER 搭配 Cobra Vistamp 變身的形態，為假面騎士JEANNE的基礎型態。 第12話初登場。 身高：194.0cm 體重：62.5kg 拳擊力：36.2t 踢擊力：36.5t 跳躍力：27.1m 行動速度：100m / 2.6秒。      | 全身以藍、橘、黑色為主。 | 擁有眼鏡蛇基因情報的能力。 複眼擁有強大的動態勢力和熱感應能力，可以準確捕捉到敵人的動向。 擁有劇烈呼氣來增加戰鬥能力的特性，也能透過放大聲音來威嚇敵人。 黃色紋路狀的迴路能讀取變身者的意識，迅速向最需要能量的部位補充能量，來提高各種攻擊的威力。 擅長赤手空拳的格鬥戰和高速迴旋連續踢，身體搭配眼鏡蛇的靈活性，能使出肘擊和關節技等體技，也能迅速與敵人拉近距離，擁有在攻擊和迴避上取得有效距離的步法。 變身後而實體化的拉弗科芙，也許是受到罪惡印章的影響而成為偶爾會說出惡毒話的瘋丫頭，其淘氣的風格隱藏著無限的可能性。 | Cobra Stamping Smash 原文： 該形態所屬的必殺技（騎士踢）。 Cobra Liberal Smash 原文： 該形態所屬的必殺技（騎士踢）。 |
| Invincible 無敵JEANNE     | 原文： LIBERA DRIVER 搭配 King Cobra Vistamp 變身的形態，為假面騎士JEANNE的最終型態。 第46話初登場。 身高：194.0cm 體重：67.8kg 拳擊力：76.1t 踢擊力：76.7t 跳躍力：88.0m 行動速度：100m / 1.2秒。 | 全身以藍、橘、黑色為主。 | 獲得眼鏡王蛇罪惡印章之力的惡魔「拉弗科芙」變化成攻防一體的裝甲，能操控背後眼鏡王蛇固有能力持有的伸縮自在刀刃，彼此互相掩護死角，形成絕對無敵領域。 頭部的姿勢制御装置能將其尖端刺入地面固定身體來使用具有強大後坐力的大型武器。 | King Cobra Stamping Smash 原文： King Cobra Liberal Smash 原文：                                                     |

#### 拉弗科芙
| 形態名稱                         | 簡介 | 外觀                                           | 能力 | 必殺技 |
| Kujaku Genome 孔雀基因組         | 原文： 假面騎士JEANNE 使用 LIBERA DRIVER 搭配 Kujaku Vistamp 後，拉弗科芙變化的形態。 第13話初登場。       | 全身以藍、紅、黑、白色為主，外型為扇子。       | 擁有孔雀基因情報的能力。 能從自由驅動器的能量產生紅蓮之炎來提升破壞力，集中摺疊後能變形成打擊特化的形態。 兩枚一對能成為假面騎士JEANNE的翅膀，能進行有限度的飛行。 視野能分享給假面騎士JEANNE，在擁有三個視野的狀態下進行戰鬥。 | Kujaku Stamping Smash 原文： 該型態所屬的必殺技（騎士踢）。 分裂成片狀後在假面騎士JEANNE背上組成孔雀的尾巴，並在腳前圍繞八片扇面後給予強力的踢擊。 或者是將扇子投出對大量目標進行攻擊。 Kujaku Liberal Smash 原文： 在扇子上纏繞火焰連續給予目標強力的打擊。 |
| Turtle Genome 烏龜基因組         | 原文： 假面騎士JEANNE 使用 LIBERA DRIVER 搭配 Turtle Vistamp 後，拉弗科芙變化的形態。 第15話初登場。       | 全身以藍、紅、黑、白色為主，外型為火箭筒。     | 擁有烏龜基因情報的能力。 在長砲身內照射紅光能使能量倍增，在發射時，加速的能量彈會追加旋轉運動，透過高速旋轉大幅提升穿孔力和直線度，而且能連續發射千發砲擊。 瞄準鏡能取下並發射到空中成為偵查用器具。 拉弗科芙的視野下能代替集中在目標上的假面騎士JEANNE進行周圍警戒。 | Turtle Stamping Smash 原文： Turtle Liberal Smash 原文： 積蓄能量後發射出強力的砲彈。 |
| Hashibirokou Genome 鯨頭鸛基因組 | 原文： 假面騎士JEANNE 使用 LIBERA DRIVER 搭配 Hashibirokou Vistamp 後，拉弗科芙變化的形態。 第33話初登場。 | 全身以藍、銀、深紫、黃、紅色為主，外型為鐮刀。 | 擁有鯨頭鸛基因情報的能力。 該武器也能作為長柄長槍使用，刀尖在突刺攻擊和斬擊時的後擺攻擊中給予強力的音波力。 刀刃能透過特殊的斬擊產生湮滅，在進行粒子變換的剎那引起成對產生，能將持有階段3以上力量的死囚與契約者分離。 在視野下能時常追蹤目標，能配合假面騎士JEANNE的攻擊來將刀身切入角度和攻擊距離最佳化，但陽光強烈時會閉著眼。 為了讓對手無法預測轉向攻擊的瞬間和其軌跡，柄具有最大限度抑制動作噪音的特殊構造，還能根據使用者的想法和狀況來伸縮身體。 超硬質的末端，不僅能作為斬擊時的配重，還能用於打擊和防禦，在進行攻防的部分發揮作用。 | Hashibirokoi Stamping Smash 原文： Hashibirokou Liberal Smash 原文： 揮出纏繞紫炎的斬擊，能將階段3死囚與宿主分離。 |
| Tricera Genome 三角龍基因組      | 原文： 假面騎士JEANNE 使用 LIBERA DRIVER 搭配 Tricera Vistamp 後，拉弗科芙變化的形態。                     |                                                | | |

### 假面騎士DEMONS
變身者：門田廣見（第7 - 20話、44話） / 歐魯特卡（第21 - 27話） / 喬治·狩崎（第28話）（替身演員：小森拓真 / 寺本翔悟、CV：小松準彌 / 關隼汰 / 濱尾範高）
原文： / Kamen Rider DEMONS
名稱由來：英文字Demon（魔鬼）的複數。
形態
| 形態名稱                 | 簡介 | 外觀                             | 能力 | 必殺技 |
| Spider Genome 蜘蛛基因組 | 原文： DEMONS DRIVER 搭配 Spider Vistamp 變身的形態，為假面騎士DEMONS的基礎型態。 第7話初登場。 身高：202.3cm 體重：109.8kg 拳擊力：19.2t 踢擊力：42.1t 跳躍力：42.5m 行動速度：100m / 3.4秒。 | 全身以黑、銀、磚紅、鈷藍色為主。 | 擁有蜘蛛基因情報的能力。 以兩個美麗的大眼為中心，像蜘蛛一樣左右排列六個6連視覺傳感器，各個能獨立運作來確保360度視野，相反的也能切斷所有視覺來獲得敏銳的超感覺。 擁有毒耐性，吸入的毒隨時都能迅速解毒。 全身各處配備擁有黏性的特殊纖維「DEMONS絲」的排放口，絲線擁有高彈性、優異的強度和高耐熱，可以廣範圍捕捉目標、在空中固定身體和移動或是攻防戰。 全身的強化套裝能根據罪惡印章擁有的基因情報的能力為基礎，武裝化各部位的機構，能根據戰場交換武裝，進行多樣化的戰術，發揮高應對力。 | Demons Finish 原文： 該型態所屬的必殺技（騎士拳、騎士踢）。 Batta Scorpion Demons Requiem 原文： 同時使用蝗蟲的腿部和蠍子的尾巴進行踢擊和揮擊，最後跳至空中讓尾巴纏繞在腿部，對目標使出強力的踢擊，同時對周圍其他目標使出尾巴強力的揮擊。 |
| IMPERIAL DEMONS          | 原文： DEMONS DRIVER 搭配 Giant Spider Vistamp 變身的形態，為假面騎士DEMONS的特殊形態。 |                                  | | |

Dominate up
| 形態名稱                        | 簡介 | 外觀                                                   | 能力 | 必殺技 |
| Batta Genomix 蝗蟲基因組混合    | 原文： 變身狀態下對 DEMONS DRIVER 使用 Batta Vistamp 進行武裝後的姿態。 第8話初登場。 身高：216.9cm 體重：115.4kg 拳擊力：19.2t 踢擊力：58.4t 跳躍力：71.8m 行動速度：100m / 3.1秒。                                                  | 全身以黑、銀、磚紅、鈷藍色為主。                       | 可在雙腿上將蝗蟲基因情報的能力武裝化。 腳部以人工筋肉產生超跳躍力，極大提升跳躍和踢擊的威力。 | Demons Finish 原文： Batta Demons Requiem 原文： 以雙腿對目標進行踢擊。                                     |
| Mogura Genomix 鼴鼠基因組混合   | 原文： 變身狀態下對 DEMONS DRIVER 使用 Mogura Vistamp 進行武裝後的姿態。 第9話初登場。 身高：202.3cm 體重：111.5kg 拳擊力：24.8t 踢擊力：42.1t 跳躍力：42.5m 行動速度：100m / 3.6秒。                                                 | 全身以黑、銀、磚紅、鈷藍色為主，手臂的鑽頭以綠色為主。 | 可在左臂或右臂上將鼴鼠基因情報的能力武裝化。 透過人工肌肉使超硬刀刃進行高速迴轉產生驚人的穿孔力，在土裡挖掘時也能作為推進器的功能。                                                                         | Demons Finish 原文： 使鑽頭高速迴轉將目標貫穿。 Mogura Demons Requiem 原文： 該型態所屬的必殺技（騎士踢）。 |
| Condor Genomix 禿鷹基因組混合   | 原文： 變身狀態下對 DEMONS DRIVER 使用 Condor Vistamp 進行武裝後的姿態。 第11話初登場。 身高：202.3cm 體重：110.7kg 拳擊力：20.6t 踢擊力：44.9t 跳躍力：56.3m 行動速度：100m / 4.5秒。                                                | 全身以黑、銀、磚紅、鈷藍色為主，翅膀以紫色為主。       | 可在背上將禿鷹基因情報的能力武裝化。 展開後能進行飛行，並強化空間格鬥力。 | Demons Finish 原文： Condor Demons Requiem 原文：                                                           |
| Scorpion Genomix 蠍子基因組混合 | 原文： 變身狀態下對 DEMONS DRIVER 使用 Scorpion Vistamp 進行武裝後的姿態。 第15話初登場。 身高：202.3cm 體重：114.1kg 拳擊力：19.2t 踢擊力：42.1t 跳躍力：41.8m 行動速度：100m / 3.1秒。                                              | 全身以黑、銀、磚紅、鈷藍色為主，尾巴以黑色為主。       | 可在腰部將蠍子基因情報的能力武裝化。 能像第三隻手一樣自由操控，使用針狀尖端刺入目標並注入高壓能量，可以直接從內部造成破壞。                                                                                 | Demons Finish 原文： Scorpion Demons Requiem 原文：                                                         |
| Full Genomix 全基因組混合       | 原文： 變身狀態下對 DEMONS DRIVER 輪流使用 Batta Vistamp 、 Scorpion Vistamp 和 Anomalocaris Vistamp 進行武裝後的姿態。 第26話初登場。 身高：202.3cm 體重：128.8kg 拳擊力：21.3t 踢擊力：42.1t 跳躍力：42.0m 行動速度：100m / 3.7秒。 | 全身以黑、銀、磚紅、鈷藍色為主，雙臂與尾巴以黑色為主。 | 分別在雙腿、腰部和雙臂將蝗蟲、蠍子和奇蝦三種基因情報的能力武裝化。 能像鞭子一樣操控右手臂上的兩條伸縮自如觸手，將被捕獲的對象拉近後，用左手臂的鉤爪瞬間消滅目標，並且擅長以雙臂上裝甲強度強化防禦的格鬥戰。 | Demons Finish 原文： Demons Requiem 原文：                                                                  |

### 假面騎士VAIL
變身者：白波純平 / 五十嵐元太+韋爾（替身演員：小森拓真、CV：和田雅成 / 津田健次郎）
原文： / Kamen Rider VAIL
名稱由來：英文字Bale的同音，即「災厄」和「不幸」之意，意指變身者的過往遭遇，同時也代表惡魔韋爾。
形態
| 形態名稱                   | 簡介                                                                          | 外觀                               | 能力                               | 必殺技                             |
| Kabuto Genome 獨角仙基因組 | 原文： VAIL DRIVER 搭配 Kabuto Vistamp 變身的形態，為假面騎士VAIL的基礎型態。 | 更多 ： REVICE Legacy 假面騎士VAIL | 更多 ： REVICE Legacy 假面騎士VAIL | 更多 ： REVICE Legacy 假面騎士VAIL |

### 假面騎士OVER DEMONS[注 92]
變身者：牛島光 → 玉置豪（替身演員：米岡孝弘 → 榮男樹、CV：奧智哉 → 八條院藏人）
原文： / Kamen Rider OVER DEMONS
名稱由來：「超越」+「魔鬼」（復數）的意思，意指變身者對萬難（惡魔）的跨越。
形態
| 形態名稱                     | 簡介 | 外觀                                 | 能力 | 必殺技                                                                                            |
| Kuwagata Genome 鍬形蟲基因組 | 原文： DEMONS DRIVER 搭配 Kuwagata Vistamp 變身的形態，為假面騎士OVER DEMONS的基礎型態。 第35話初登場。 身高：200.2cm 體重：112.5kg 拳擊力：20.9t 踢擊力：45.3t 跳躍力：49.7m 行動速度：100m / 3.1秒。 | 全身以銀、棕、磚紅、鈷藍、黃色為主。 | 頭部配備衛星通信設備和索敵範圍120km的雷達，複眼能瞬間分析敵人武裝來預測並顯示有效射程等，並擁有夜視功能，左側特殊武裝能透過展開高密度能量來提高突進力。 肩部特殊武裝「Stag module（スタッグモジュール）為鍬形蟲基因情報的固有能力武裝化的裝備，擁有強化全身裝甲的能力，能在武裝尾端展開能量立場來進行飛行。 透過胸部裝甲上的能量通路讓肩部武裝與DEMONS DRIVER直接連結，讓全身各部位的能量供給超高速化，並能在緊急情況下進行伸縮，在戰線脫離時進行需救助者的確保和運送。 全身的強化套裝能根據罪惡印章擁有的基因情報的能力為基礎，武裝化各部位的機構，能根據戰場交換武裝，進行多樣化的戰術，發揮高應對力。 | Demons Finish 原文： 伸出擬似蟲腳的能量通路進行捕捉需救助者後展開武裝飛行。 Demons Requiem 原文： |
| GET OVER DEMONS              | 原文： DEMONS DRIVER 搭配 Giraffa Vistamp 變身的形態，為假面騎士OVER DEMONS的特殊形態。 劇場版《假面騎士GEATS×REVICE MOVIE Battle Royale》初登場。                                                     |                                      | |                                                                                                   |

Dominate up
| 形態名稱                      | 簡介 | 外觀                                                                             | 能力 | 必殺技                                            |
| Mogura Genomix 鼴鼠基因組混合 | 原文： 變身狀態下對 DEMONS DRIVER 使用 Mogura Vistamp 進行武裝後的姿態。 第37話初登場。 身高：200.2cm 體重：114.2kg 拳擊力：27.0t 踢擊力：45.3t 跳躍力：49.7m 行動速度：100m / 3.1秒。                                                                  | 全身以銀、棕、磚紅、鈷藍、黃色為主，手臂的鑽頭以綠色為主。                       | 可在左臂或右臂上將鼴鼠基因情報的能力武裝化。 透過人工肌肉使超硬刀刃進行高速迴轉產生驚人的穿孔力，在土裡挖掘時也能作為推進器的功能。 為了大幅抑制變身者的負荷，使用時間比起假面騎士DEMONS少上1/3。 | Demons Finish 原文： Mogura Demons Requiem 原文： |
| Condor Genomix 禿鷹基因組混合 | 原文： 變身狀態下對 DEMONS DRIVER 使用 Condor Vistamp 進行武裝後的姿態。 第43話初登場。 | 全身以銀、棕、磚紅、鈷藍、黃色為主，翅膀以紫色為主。                             | 可在背上將禿鷹基因情報的能力武裝化。 展開後能進行飛行，並強化空間格鬥力。 可從翅膀釋放擁有爆炸力的光彈，在高速飛行的同時可以對地面進行轟炸。                                                      | Demons Finish 原文： Condor Demons Requiem 原文： |
| Full Genomix 全基因組混合     | 原文： 變身狀態下對 DEMONS DRIVER 輪流使用 Batta Vistamp 、 Scorpion Vistamp 、 Condor Vistamp 和 Anomalocaris Vistamp 進行武裝後的姿態。 第43話初登場。 身高：214.8cm 體重：127.6kg 拳擊力：29.8t 踢擊力：78.6t 跳躍力：96.4m 行動速度：100m / 2.7秒。 | 全身以銀、棕、磚紅、鈷藍、黃色為主，翅膀以紫色為主，手臂、腿部和尾巴以黑色為主。 | 分別在雙腿、腰部、背部和雙臂將蝗蟲、蠍子、禿鷹和奇蝦四種基因情報的能力武裝化。 | Demons Finish 原文： Demons Requiem 原文：        |

### 假面騎士AGUILERA
變身者：夏木花（替身演員：林本奈奈、CV：淺倉唯）
原文： / Kamen Rider AGUILERA
名稱由來：變身者原作為反派的名稱。
形態
| 形態名稱                      | 簡介 | 外觀                                       | 能力 | 必殺技 |
| Queen Bee Genome 女王蜂基因組 | 原文： WEEK ENDRIVER 搭配 Queen Bee Vistamp 變身的形態，為假面騎士AGUILERA的基礎形態。 第36話初登場。 身高：198.7cm 體重：63.1kg 拳擊力：27.8t 踢擊力：31.8t 跳躍力：26.7m 行動速度：100m / 3.3秒。 | 全身以白、紅、黑、黃色為主，持有苦無武裝。 | 擁有女王蜂基因情報的能力。 頭部上的飛行裝置能在背上展開能量翼進行飛行，內藏的姿勢控制裝置能在三維空間戰鬥中進行輔助。 能利用女王蜂基因組的力量產生高密度能量立場「女王蜂巢」，能發射出中距離支援攻擊型的小蜜蜂「女王維斯蜂」和超高溫壓縮的「女王蜂露」。 強化套裝增強了身體能力並結合女王蜂的飛行能力和輕快動作，能以華麗且雜技般的格鬥戰和高速劍術來戰鬥。 基本武裝「針苦無」作為特化高速戰鬥的基因組武器，不僅作為手持的刀刃使用，還可以作為具有追蹤目標和歸還能力的投擲武器使用。 | Queen Bee Stamping Destroy 原文： 將能量集中在「針苦無」上，增加攻擊範圍並能刺入目標腳上使其無法行動。 或者是在自身周圍產生14把苦無能量體進行追蹤攻擊。 Queen Bee Stamping Break 原文： 該形態所屬的必殺技（騎士踢）。 或者是使用高密度能量的「女王蜂露」投向目標。 |
| Buffalo Genome 野牛基因組     | 原文： WEEK ENDRIVER 搭配 Buffalo Vistamp 變身的形態，為假面騎士AGUILERA的武裝變換形態。 |                                            | | |

### 假面騎士DEMONS TROOPER
變身者：WEEKEND成員
原文： / Kamen Rider DEMONS TROOPER
名稱由來：「魔鬼」（復數）+「騎兵」，意指千軍萬馬的群魔。
形態
| 形態名稱        | 簡介 | 外觀                         | 能力 | 必殺技                                     |
| α(Alpha) 阿爾法 | DEMONS DRIVER 搭配 Trooper Spider Vistamp 變身的形態，為假面騎士DEMONS TROOPER α的基礎型態。 第41話初登場。 身高：191.9cm（標準體型） 體重：89.6kg（標準體型） 拳擊力：7.1t 踢擊力：13.1t 跳躍力：14.4m 行動速度：100m / 5.1秒。   | 全身以黑、淺灰、磚紅色為主。 | 以頭部的6連輔助傳感器，搭配武器管制輔助系統運用蓋印破壞炮 50和按壓印鎚 50進行戰鬥。 肩部搭載能搜索周圍50km的高精細雷達。                                                          | Demons Finish 原文： Demons Requiem 原文： |
| β(Beta) 貝塔    | DEMONS DRIVER 搭配 Trooper Kuwagata Vistamp 變身的形態，為假面騎士DEMONS TROOPER β的基礎型態。 第41話初登場。 身高：190.0cm（標準體型） 體重：88.9kg（標準體型） 拳擊力：6.0t 踢擊力：15.4t 跳躍力：16.8m 行動速度：100m / 5.5秒。 | 全身以橘、淺灰、磚紅色為主。 | 擁有夜視功能，左側臉部特殊武裝能透過展開高密度能量來提高突進力，搭配武器管制輔助系統運用蓋印破壞炮 50和按壓印鎚 50進行戰鬥。 擁有強化全身裝甲的能力，使近距離格鬥戰的耐久力上升。 | Demons Finish 原文： Demons Requiem 原文： |

### 假面騎士DESTREAM
變身者：五十嵐元太（替身演員：小森拓真、CV：戶次重幸）
原文： / Kamen Rider DESTREAM
名稱由來：「DEATH」（死亡）+「STREAM（ストリーム）」（流），即象徵死亡的流動，同時也代表變身者的必死決心。
形態
| 形態名稱                       | 簡介 | 外觀                     | 能力 | 必殺技                                                                     |
| Hercules Genome 赫克力士基因組 | 原文： DESTREAM DRIVER 搭配 Hercules Vistamp 變身的形態，為假面騎士DESTREAM的基礎型態。 第42話初登場。 身高：205.9cm 體重：102.4kg 拳擊力：85.0t 踢擊力：167.0t 跳躍力：74.8m 行動速度：100m / 0.8秒。 | 全身以藍、白、紅色為主。 | 裝甲為赫克力士長戟大兜蟲基因情報的固有能力武裝化的裝備，擁有強化全身裝甲的能力，並能透過裝甲各尖端產生特殊能量流，能將阻力極小化來增加動作速度。 能透過對硬度最高的前頭部裝甲尖端聚集能量，使出如赫克力士長戟大兜蟲一樣的角撞。 背部裝備「萬能機械手」，能透過人工筋肉，依照變身者的想法像四肢一樣使用並支援戰鬥。 全身的強化套裝能根據罪惡印章擁有的基因情報的能力為基礎，武裝化各部位的機構，能根據戰場交換武裝，進行多樣化的戰術，發揮高應對力。 | Destream Finish 原文： 該形態所屬的必殺技（騎士踢）。 Destream Nova 原文： |

Dominate up
| 形態名稱                                 | 簡介 | 外觀                                           | 能力 | 必殺技                                      |
| Komodo Dragon Genomix 科摩多龍基因組混合 | 原文： 變身狀態下對 DESTREAM DRIVER 使用 Komodo Dragon Vistamp 進行武裝後的姿態。 第42話初登場。 身高：205.9cm 體重：110.1kg 拳擊力：91.0t 踢擊力：167.0t 跳躍力：70.3m 行動速度：100m / 1.0秒。 | 全身以藍、白、紅色為主，手臂的武裝以銀色為主。 | 可在左臂上將科摩多龍基因情報的能力武裝化。 能釋放出超高熱產生能彎曲任何衝擊的特殊盾牌，並能從熱能前端釋放熱線攻擊。 | Destream Finish 原文： Destream Nova 原文： |
| Crocodile Genomix 鱷魚基因組混合         | 原文： 變身狀態下對 DESTREAM DRIVER 使用 Crocodile Vistamp 進行武裝後的姿態。 第42話初登場。 身高：205.9cm 體重：108.7kg 拳擊力：93.1t 踢擊力：167.0t 跳躍力：71.2m 行動速度：100m / 0.9秒。     | 全身以藍、白、紅色為主，手臂的武裝以黑色為主。 | 可在右臂上將鱷魚基因情報的能力武裝化。 能用銳利刀刃捕捉後進行高速迴轉來粉碎目標。                                   | Destream Finish 原文： Destream Nova 原文： |
| Kong Genomix 金剛基因組混合              | 原文： 變身狀態下對 DESTREAM DRIVER 使用 Kong Vistamp 進行武裝後的姿態。 第42話初登場。 身高：205.9cm 體重：121.2kg 拳擊力：104.4t 踢擊力：167.0t 跳躍力：63.1m 行動速度：100m / 1.3秒。         | 全身以藍、白、紅色為主，手臂的武裝以白色為主。 | 可在雙手上將金剛基因情報的能力武裝化。 以大質量和高硬度的手部特殊武裝爆發性的提升拳擊力。                           | Destream Finish 原文： Destream Nova 原文： |

### 假面騎士JUUGA
變身者：喬治·狩崎（替身演員：小森拓真、CV：濱尾範高）
原文： / Kamen Rider JUUGA
名稱由來：「十（ジュ）」 + 「空我（クウガ）」的拼音合成詞。
形態
| 形態名稱         | 簡介                                                                    | 外觀 | 能力 | 必殺技 |
| Default 基本形態 | JUUGA DRIVER 搭配 Juuga Vistamp 變身的形態，為假面騎士JUUGA的基礎形態。 |      |      |        |

### 其他假面騎士（本篇以外作品）

#### 假面騎士CENTURY
變身者：百瀬兩父子（替身演員：小森拓真、CV：中尾明慶+古田新太）
原文： / Kamen Rider CENTURY
名稱由來：世紀
形態
| 形態名稱                                                              | 簡介                                                                  | 外觀                               | 能力                               | 必殺技                             |
| Initial and Berserker Form (Century Break) 初始兼暴走形態（世紀爆裂） | 原文： 百瀬龍之介強行借用百瀬秀夫的身體，使用 旋速驅動器 變身的形態。 | 更多 ： 假面騎士Beyond Generations | 更多 ： 假面騎士Beyond Generations | 更多 ： 假面騎士Beyond Generations |
| Default 基本形態                                                      | 百瀬龍之介與百瀬秀夫同時使用 旋速驅動器 變身的形態。                  | 更多 ： 假面騎士Beyond Generations | 更多 ： 假面騎士Beyond Generations | 更多 ： 假面騎士Beyond Generations |

#### 假面騎士CHIMERA
變身者：向井龍 → 大谷希望（替身演員：藤田慧、CV：橋本祥平 → 豆原一成）
原文： / Kamen Rider CHIMERA
名稱由來：奇美拉
形態
| 形態名稱         | 簡介                                                                                 | 外觀                                         | 能力                                         | 必殺技                                       |
| Default 基本形態 | CHIMERA DRIVER 搭配 Twin Chimera Vistamp 變身的形態，也是假面騎士CHIMERA的基礎形態。 | 更多 ： 劇場版 假面騎士REVICE Battle Familia | 更多 ： 劇場版 假面騎士REVICE Battle Familia | 更多 ： 劇場版 假面騎士REVICE Battle Familia |

#### 假面騎士DAIMON
變身者：亞祖瑪（替身演員：清水麟太郎、CV：小杉健）
原文： / Kamen Rider DAIMON
名稱由來：代蒙
形態
| 形態名稱         | 簡介                                                                               | 外觀                                         | 能力                                         | 必殺技                                       |
| Default 基本形態 | CHIMERA DRIVER 搭配 Tri Chimera Vistamp 變身的形態，也是假面騎士DAIMON的基礎形態。 | 更多 ： 劇場版 假面騎士REVICE Battle Familia | 更多 ： 劇場版 假面騎士REVICE Battle Familia | 更多 ： 劇場版 假面騎士REVICE Battle Familia |

#### 假面騎士五十嵐
變身者：五十嵐三兄妹（替身演員：縄田雄哉、CV：前田拳太郎 / 日向亘 / 井本彩花）
原文： / Kamen Rider IGARASHI
名稱由來：五十嵐
形態
| 形態名稱         | 簡介                                                             | 外觀 | 能力 | 必殺技 |
| Default 基本形態 | 搭配 Fifty Gale Vistamp 變身的形態，為假面騎士五十嵐的基礎形態。 |      |      |        |

#### 假面騎士DARK AGUILERA
變身者：惡魔花（替身演員：林本奈奈、CV：淺倉唯）
原文： / Kamen Rider DARK AGUILERA
名稱由來：該騎士的黑暗姿態。
形態
| 形態名稱         | 簡介                                                                                 | 外觀 | 能力 | 必殺技 |
| Default 基本形態 | WEEK ENDRIVER 搭配 Queen Bee Vistamp 變身的形態，為假面騎士DARK AGUILERA的基礎形態。 |      |      |        |

#### 假面騎士OLTECA
變身者：歐魯特卡（替身演員：、CV：關隼汰）
原文：仮面ライダーオルテカ / Kamen Rider OLTECA
名稱由來：變身者原作為反派的名稱。
形態
| 形態名稱                   | 簡介                                                                              | 外觀 | 能力 | 必殺技 |
| Kraken Genome 克拉肯基因組 | 原文： DEMONS DRIVER 搭配 Kraken Vistamp 變身的形態，為假面騎士OLTECA的基礎形態。 |      |      |        |

Dominate up
| 形態名稱                           | 簡介                                                                        | 外觀 | 能力 | 必殺技 |
| Chameleon Genomix 變色龍基因組混合 | 原文： 變身狀態下對 DEMONS DRIVER 使用 Chameleon Vistamp 進行武裝後的姿態。 |      |      |        |

## 本作登場其他騎士

### 真紅韋爾
變身者：韋爾（替身演員：榮男樹、CV：津田健次郎）
原文： / 
名稱由來：「深紅」 + 惡魔韋爾，意指韋爾的深紅色姿態。
形態
| 形態名稱               | 簡介 | 外觀                                                  | 能力 | 必殺技 |
| Power up Form 強化形態 | 韋爾使用 Crimson Vail Vistamp 強化後的姿態。 第42話初登場。 身高：206.2cm 體重：92.9kg 拳擊力：77.1t 踢擊力：154.8t 跳躍力：89.5m 行動速度：100m / 1.0秒。 | 全身以黑、銀、紅色為主，外觀酷似假面騎士JACK REVICE。 | 透過真紅韋爾罪惡印章的操作，將惡魔之力提高到極限，並且能統合、極大化至今為止所吸收的罪惡印章能力。 強化套裝能在惡魔身體內部展開電磁力場，用來維持真紅韋爾的身體形狀。 全身裝甲能透過惡魔之力來自由改變硬度，並且能將銳利的棘在全身各部位展開。 | Crimson Impact 原文： 該形態所屬的必殺技（騎士拳）。 Valling Stamping Finish 原文： 該形態所屬的必殺技（騎士踢）。 |

### 其他騎士（本篇以外作品）

#### 血色韋度
變身者：韋度（替身演員：、CV：田邊和也）
原文： / 
名稱由來：「血」 + 惡魔韋度，意指惡魔韋度的血色姿態。
形態
| 形態名稱               | 簡介                                                              | 外觀                                                            | 能力 | 必殺技 |
| Power up Form 強化形態 | 韋度使用 Crimson Vail Vistamp 強化後的姿態。 最終舞台劇限定登場。 | 全身以白、銀、紅色為主，外觀酷似假面騎士JACK REVICE和真紅韋爾。 |      |        |

#### 電波人BLACK TACKLE
變身者：黑江百合子（演員 + CV：文音）
原文： / Electronic Wave Humanoid BLACK TACKLE
名稱由來：《假面騎士Stronger》中登場的電波人TACKLE的黑色姿態。
形態
| 形態名稱         | 簡介                                                                             | 外觀 | 能力 | 必殺技 |
| Default 基本形態 | 僅身著一套黑色戰服和一頂瓢蟲頭盔後所著裝的姿態，為電波人BLACK TACKLE的基礎形態。 |      |      |        |

## 輔助工具
【「★★」代表Vistamp的動物名稱；「◆◆」代表Vistamp的待機音效；「■■」代表Vistamp的變身音效；「▼▼」代表Vistamp的合體變身音效；「▲▲」代表Vistamp在BaridRex Vistamp上蓋印音效；「⚫⚫」代表Vistamp內騎士的形象和必殺技前綴，詳情請見「罪惡印章（Vistamp）」】

### 變身道具

#### 驅動器
- REVICE驅動器

原文： / 
CV：藤森慎吾
菲尼克斯為了對抗死亡之徒對全世界一系列的襲擊，而秘密研發出的REVICE系統的核心道具，也是假面騎士REVICE和假面騎士LIVE&EVIL的變身腰帶，腰帶上印有「5」和「0」的字樣。
於外傳《REVICE Forward 假面騎士LIVE&EVIL&DEMONS》中一輝主動將該驅動器暫時借給大二使用，與陽炎一同變身成假面騎士LIVE&EVIL在大二與陽炎及廣見三人將天角獸組織擊敗後也將該動器歸還給了一輝。
能透過蓋印的方式將罪惡印章內強力生物的遺傳基因情報及強大的能量引發出來並供應給變身者，同步影響到變身者體內的惡魔。
假面騎士REVI的變身或轉換形態方式：按下罪惡印章上的啟動按鈕，使用印章向腰帶左側「0」的方形印章台上蓋上後，向腰帶右側「5」的插槽插入印章並向右扳下，左側印章台會轉為正面，就能進行變身。
假面騎士VICE的變身或轉換形態方式：在假面騎士REVI變身後跟隨變身或是將罪惡印章蓋在其身上。
印章啟動音效為：「★★！」；待機音效為：「Come On！◆◆！」；變身音效為：「Buddy up（バディアップ）！■■！」
變身的狀態下將驅動器上的印章向右扳下讓印章台轉回上方進入待機狀態，再次將印章向右扳下發動必殺技。
必殺技音效為：「★★！Stamping Finish（スタンピングフィニッシュ）！」
變身的狀態下將驅動器上的印章向右扳下讓印章台轉回上方進入待機狀態，按下印章上的按鈕後再次向右扳下進行合體變身。
按下印章按鈕的音效為：「Remix（リミックス）！」；合體變身音效為：「Buddy up（バディアップ）！▼▼！」
- 雙側驅動器

原文： /  TWO SIDRIVER 
CV：藤森慎吾
同樣由菲尼克斯開發的道具，也是假面騎士LIVE和假面騎士EVIL的變身腰帶。
於外傳《REVICE Forward 假面騎士LIVE&EVIL&DEMONS》中一度被村正斬成兩半，但隨後被喬治·狩崎修復好。
能透過蓋印的方式將罪惡印章內強力生物的遺傳基因情報引發出來，供應給變身者強大的能量及各種能力，並且搭載「雙側引擎」程式，可以從兩種變身中進行選擇。
假面騎士LIVE
變身方式：按下罪惡印章上的啟動按鈕，使用印章向腰帶左側的騎士圖樣蓋上後，向腰帶右側上的插槽插入印章並將前端部位翻轉向上變成槍模式，最後拔出槍銃按下扳機就能進行變身。
印章啟動音效為：「★★！」；蓋印音效為：「Confirmed（コンファームド）！」；待機音效為：「Eeny, meeny, miny, moe!」；變身音效為：「Versus up（バーサスアップ）！Precious！Trust us！Justis！Bat（バット）！Kamen Rider LIVE（仮面ライダーライブ）！）
轉換形態方式：按下罪惡印章上的啟動按鈕，替換插槽上的印章後按下扳機。
轉換形態音效為：「Versus up！Over drive！Power dive！Kamen Rider LIVE（仮面ライダーライブ）！★★！」
按下罪惡印章上的按鈕後，按下扳機發動必殺技。
按下印章按鈕的音效為：「必殺承認！」；必殺技音效為：「★★！Justis Finish（ジャスティスフィニッシュ）！」
假面騎士EVIL
變身方式：按下罪惡印章上的啟動按鈕，使用印章向腰帶左側的騎士圖樣蓋上後，向腰帶右側上的插槽插入印章並將前端部位向下維持在劍模式，拔出後劍刃會自動展開，最後按下扳機就能進行變身。
印章啟動音效為：「★★！」；蓋印音效為：「Confirmed（コンファームド）！」；待機音效為：「Eeny, meeny, miny, moe!」；變身音效為：「Versus up（バーサスアップ）！Madness！Hopeless！Darkness！Bat（バット）！Kamen Rider EVIL（仮面ライダーエビル）！」
轉換形態方式：按下罪惡印章上的啟動按鈕，替換插槽上的印章後按下扳機。
轉換形態音效為：「Versus up！Feel！a thril！Spiral！Kamen Rider EVIL（仮面ライダーエビル）！★★！」
按下罪惡印章上的按鈕後，按下扳機發動必殺技。
按下印章按鈕的音效為：「必殺承認！」；必殺技音效為：「★★！Darkness Finish（ダークネスフィニッシュ）！」
- DEMONS驅動器

原文： / DEMONS DRIVER 
CV：津田健次郎
原為科學研究組織諾亞開發，後由菲尼克斯改良而成的道具，也是DEMONS系列假面騎士或假面騎士OLTECA的變身腰帶。
第21話因為門田廣見的辭職，加上赤石英雄的暗中交易，使得驅動器落入歐魯特卡手上。
第24~27話期間，由於惡魔韋爾的完全蘇醒，而從驅動器至他處那裏來回不斷，在歐魯特卡拋棄使用及韋爾從中離去後，被喬治·狩崎回收。
於外傳《假面騎士JUUGA VS 假面騎士OLTECA》中為了增強該驅動器的力量，由歐魯特卡主動找上了澤神凜奈加以改良。
此腰帶擁有著不同於其他腰帶的系統，似乎能讓變身者在體內無孕育出惡魔的情況下進行變身，但相對地有著讓變身者身體機能急速老化的強烈副作用。
第35話後，作為量產改良，代替原本安裝在中樞系統的惡魔「韋爾」，安裝大幅增強各種能力的人體強化引擎「O.V.E.R.（オーバー）」，只抽取使用者潛藏的惡魔的力量，使泛用性提升。
能透過蓋印的方式將罪惡印章內強力生物的遺傳基因情報引發出來，供應給變身者強大的能量及各種能力，並且擁有與其他印章重疊蓋印讓能力多重化的功能。
變身方式：按下罪惡印章上的啟動按鈕，使用印章向腰帶上方的承認裝置上蓋上後，再向正面的情報輸入裝置蓋印，就能進行變身。
印章啟動音效為：「★★！」；承認裝置上蓋印音效為：「Deal!」
使用蜘蛛罪惡印章變身成假面騎士DEMONS的變身音效為：「Decide up! Deep.（深く.）Drop.（落ちる.）Danger.（危機.仮面.）Rider. DEMONS!」
使用鍬形蟲罪惡印章變身成假面騎士OVER DEMONS的變身音效為：「Delete up! Unknown.（未知なる.）Unlest.（混乱が.）Unlimited.（超える.）Kamen. Rider. OVER DEMONS!」
使用長頸鹿鋸罪惡印章變身成假面騎士GET OVER DEMONS的變身音效為：「Delete up! Unknown.（未知なる.）Unlest.（混乱が.）Unlimited.（超える.）Kamen. Rider. GET OVER DEMONS!」
使用其他罪惡印章的音效為：「Decide up! Rise.（昇る.）Raze.（怒る.）Requiem.（悲しみ.）Kamen Rider!」
按下罪惡印章上的啟動按鈕，向正面的情報輸入裝置蓋印罪惡印章後按壓腰帶兩側的按鈕發動必殺技。
必殺技待機音效為：「Charge!」；必殺技音效為：「Demons Finish（デモンズフィニッシュ）！」
按壓腰帶兩側按鈕後，使用其他罪惡印章向腰帶上方的承認裝置上蓋上後，再向正面的情報輸入裝置蓋印，進行基因組混合變化，最多可記憶4種。
按下按鈕的音效為：「Add」；記憶音效為：「Dominate up！★★！Genomix（ゲノミクス）！」
按壓腰帶兩側按鈕兩次進入必殺技待機狀態，再次按下按鈕發動基因組混合必殺技。
按下兩次按鈕的音效為：「More」；必殺技音效為：「★★！Demons Requiem（デモンズレクイエム）！」
- 自由驅動器

原文： /  LIBERA DRIVER 
CV：藤森慎吾
原由菲尼克斯計畫開發的量產型道具，但因些許技術上的問題而將開發資料處理掉，被某人著手處理後以改良的形式完成，也是假面騎士JEANNE的變身腰帶。
第32話因持有人小櫻陷入迷茫的緣故讓驅動器陷入負荷，使得一度損壞，直到隔話被修復完成。
能透過蓋印的方式將罪惡印章內強力生物的遺傳基因情報引發出來，能同步影響到變身者體內的惡魔，讓體內的惡魔變身成各種武裝。
變身方式：按下罪惡印章上的啟動按鈕，插入腰帶上方插槽後向左扳下，就能進行變身。
印章啟動音效為：「★★！」；待機音效為：「What's coming up!?」
使用眼鏡蛇罪惡印章的變身音效為：「Liberal up! Ah Going my way! Kamen Rider! Ja! Ja! Ja! JEANNE!（リベラルアップ！Ah Going my way！仮面ライダー！蛇！蛇！蛇！ジャンヌ！）」
使用眼鏡王蛇罪惡印章的待機音效變為：「Come with me! Go with me!」；變身音效為：「Hyper Liberal up! We are! We are! Kamen Rider! Invisible! Ja! Ja! Ja! Ja! Ja! Ja! JEANNE! Haa! Ha!（ハイパーリベラルアップ！We are！We are！仮面ライダー！インビンシブル！蛇！蛇！蛇！蛇！蛇！蛇！ジャンヌ！ハァー！ハーッ！）」
使用其他罪惡印章的音效為：「Liberal up（リベラルアップ）！Ah！JEANNE（ジャンヌ）！★★！Jajajajaan（ジャジャジャジャーン）！」
按下罪惡印章上的啟動按鈕，插入腰帶上方插槽，再次按下罪惡印章的按鈕後向左扳下，進行基因組變化。
按下印章按鈕的音效為：「Restyle（リスタイル）！」；待機音效為：「Weaponponpon! Ponpon!（ウェポンポンポーン！ポンポン！）」；變化音效為：「Rebuddy up（リバディアップ）！Ah！★★！Dadadadaan（ダダダダーン）！」
變身的狀態下將驅動器上的印章扳回上方後再次向左扳下發動必殺技。
必殺技音效為：「★★！Stamping Smash（スタンピングスマッシュ）！」
變身的狀態下將驅動器上的印章扳回上方，按下印章上的按鈕後再次向左扳下發動必殺技。
按下印章按鈕的音效為：「必殺承認！」；待機音效為「必殺！」；必殺技音效為：「★★！Liberal Smash（リベラルスマッシュ）！」
- VAIL驅動器

原文： / 
- 周末驅動器

原文： /  WEEK ENDRIVER 
狩崎真澄以自由驅動器為原型開發的簡易量產型道具，作為周末的成員使用的變身腰帶，也是假面騎士AGUILERA和假面騎士DARK AGUILERA的變身腰帶。
能透過蓋印的方式將罪惡印章內強力生物的遺傳基因情報引發出來，供應給變身者強大的能量及各種能力，大幅度抑制變身時的負荷，並搭載預定以戰略部隊行動的「W連結系統」。
假面騎士AGUILERA
變身方式：按下罪惡印章上的啟動按鈕，插入腰帶上方插槽後向左扳下，就能進行變身。
印章啟動音效為：「★★！」；使用女王蜂罪惡印章的變身音效為：「Subvert up！Wow！Just believe in My self！Kamen Rider（仮面ライダー） Ah！AGUILERA（アギレラ）！」
假面騎士DARK AGUILERA
變身方式：將驅動器向左轉動再轉回原樣後，使用女王蜂罪惡印章進行變身。
印章啟動音效為：「★★！」；使用女王蜂罪惡印章的變身音效為：「Subvert up！Wow！Don't believe in My self！Kamen Rider AGUILERA（仮面ライダーアギレラ）！ Dark（ダーク）！」
使用其他罪惡印章的變身音效為：「Subvert up！Wow！Kamen Rider（仮面ライダー）！★★！」
按下罪惡印章上的啟動按鈕，插入腰帶上方插槽，再次按下罪惡印章的按鈕後向左扳下，進行基因組變化。
按下印章按鈕的音效為：「Restyle（リスタイル）！」；待機音效為：「Buki! Buki!」；變化音效為：「Rebuddy up（リバディアップ）！Yeah！★★！Wow！wow！wow！wow！」
變身的狀態下將驅動器上的印章扳回上方後再次向左扳下發動必殺技。
必殺技音效為：「★★！Stamping Break（スタンピングブレイク）！」
變身的狀態下將驅動器上的印章扳回上方，按下印章上的按鈕後再次向左扳下發動必殺技。
按下印章按鈕的音效為：「必殺承認！」；必殺技音效為：「★★！Stamping Destroy（スタンピングデストロイ）！」
- DESTREAM驅動器

原文： / 
喬治·狩崎利用VAIL驅動器的原理進一步研發出來的道具，也是假面騎士DESTREAM的變身腰帶。
能透過蓋印的方式將罪惡印章內強力生物的遺傳基因情報引發出來，供應給變身者巨大的能量及各種能力，並且擁有與其他印章重疊蓋印讓能力多重化的功能，最多可記憶4種。
由於不需要惡魔之力即可換取超人般的力量，變身者會伴隨著無法估計的負荷。
變身方式：按下罪惡印章上的啟動按鈕，使用印章向腰帶上方的承認裝置上蓋上後，再向正面的情報輸入裝置蓋印，就能進行變身。
印章啟動音效為：「★★！」；承認裝置上蓋印音效為：「Contract!」
使用赫克力士罪惡印章的變身音效為：「Spirit up! Slash! Sting! Spiral! Strong! Kamen Rider DESTREAM!（スピリッツアップ！スラッシュ！スティング！スパイアル！ストロング！仮面ライダーデストリーム！）」
使用基礎十種罪惡印章的變身音效為：「Spirit up! Victory! Vitality! Variety! Vistamp! Kamen Rider DESTREAM!（スピリッツアップ！ビクトリー！バイタリティー！バラエティー！バイスタンプ！仮面ライダーデストリーム！）」
使用其他一般罪惡印章的變身音效為：「Spirit up! Awake! Advance! Ability! Another! Kamen Rider DESTREAM!（スピリッツアップ！アウエーク！アドゔァンス！アビリティー！アナザー！仮面ライダーデストリーム！）」
使用強化形態罪惡印章的變身音效為：「Spirit up! Exist! Evolution! Element! Extra! Kamen Rider DESTREAM!（スピリッツアップ！エグジスト！エボリューション！エレメント！エクストラ！仮面ライダーデストリーム！）」
按下罪惡印章上的啟動按鈕，向正面的情報輸入裝置蓋印罪惡印章後按壓腰帶兩側的按鈕發動必殺技。
必殺技待機音效為：「Charge!」；必殺技音效為：「Destream Finish（デストリームフィニッシュ）！」
按壓腰帶兩側按鈕後，使用其他罪惡印章向腰帶上方的承認裝置上蓋上後，再向正面的情報輸入裝置蓋印，進行基因組混合變化。
按下按鈕的音效為：「Next」；記憶音效為：「Dominate up！★★！Neo Burst（ネオバースト）！」
按壓腰帶兩側按鈕兩次進入必殺技待機狀態，再次按下按鈕發動基因組混合必殺技。
按下兩次按鈕的音效為：「More」；必殺技音效為：「★★！Destream Nova（デストリームノヴァ）！」
- 旋速驅動器

原文： /  CYCLOTRON DRIVER 
- 奇美拉驅動器

原文： /  CHIMERA DRIVER 
- JUUGA驅動器

原文： /  JUUGA DRIVER 

#### 新型罪惡印章
- 破殼暴龍罪惡印章

原文： / BARID REX VISTAMP
屬性：冰
由喬治·狩崎以收集到的十枚罪惡印章之力所開發出的新型罪惡印章，平時外型是將破殼的恐龍蛋，打開印章時殼內出現一隻機械暴龍，也是假面騎士REVI變身成強化形態的道具，被喬治·狩崎視為「難得的大傑作」
變身方式：先在破殼暴龍罪惡印章上方蓋印暴龍罪惡印章，向REVICE驅動器左側「0」的方形印章台上蓋上後，向腰帶右側「5」的插槽插入印章並向右扳下，左側印章台會轉為正面，就能進行變身。
感應音效為：「Baribari（バリバリ）！」；待機音效為：「Baribari（バリバリ）！Come On！Barid Rex！」；變身音效為：「Baribari up! My name is! Kamen Rider! Revi! vi! vi! vi! REVI! REVI! Revi! vi! vi! vi! REVI!（バリバリィアップ！My name is！ 仮面ライダー！リバ！バ！バ！バイ！リバイ！リバイ！リバ！バ！バ！バイ！リバイ！）」
變身的狀態下將驅動器上的印章向右扳下讓印章台轉回上方進入待機狀態，再次將印章向右扳下發動必殺技。
待機音效為：「Ba! Ba! Bari! Ba! Bari! Bari! Bari! Bari!（バ！バ！バリ！バ！バリ！バリ！バリ！バリ！）」；必殺技音效為：「Barid Rex! Finifinifinish!（バリッドレックス！フィニフィニフィニッシュ！）」
變身的狀態下將驅動器上的印章向右扳下讓印章台轉回上方進入待機狀態，在破殼暴龍罪惡印章上方蓋印1 - 10次罪惡印章後，再次將印章向右扳下發動必殺技。
蓋印音效為：「▲▲！」；蓋印1 - 9次印章的必殺技音效為；「Reborn（リボーン）！▲▲！Baribari（バリバリ）！Stamp Fever（スタンプフィーバー）！ 」
蓋印10次印章的必殺技音效為：「Reborn! Everybody! Max! Baribari! Stamp Fever!（リボーン！エブリバディ！バリバリ！マックス！スタンプフィーバー！）」
- 火山罪惡印章

原文： / VOLCANO VISTAMP
屬性：火
喬治·狩崎為了應對高階位的死囚所開發出的新型罪惡印章，為假面騎士REVI和假面騎士VICE變身成強化形態的道具。
此罪惡印章除了與破殼暴龍印章組合外，本身亦能單獨使用。
假面騎士REVI的變身方式：先將火山罪惡印章向腰帶左側「0」的方形印章台上蓋上後，與破殼暴龍罪惡印章組合，並轉動火山罪惡印章上的轉鈕，火山罪惡印章上的火焰就會倒向破殼暴龍罪惡印章下方，接著向腰帶右側「5」的插槽插入印章並將向右扳下，印章的火焰回到原位，破殼暴龍罪惡印章的龍蛋就會破殼，左側印章台會轉為正面，就能進行變身。
假面騎士VICE的變身方式：在假面騎士REVI變身成火山暴龍基因組的同時，接收爆裂開來的破殼暴龍外殼強化變身成破殼暴龍基因組。
組合音效為：「Combine（コンバイン）！」；待機音效為：「Burning fire（バーニングファイヤー）！Come On！Volcano（ボルケーノ）！」；變身音效為：「Burst up! Oni-atsuui! Bari-yabaui! Gon-sugoui! Pane-tsuyoi! REVICE! We are! REVICE! （バーストアップ！オニアツーイ！バリヤバーイ！ゴンスゴーイ！パネェツヨイ！リバイス！We are！リバイス！）」
變身的狀態下將驅動器上的印章向右扳下讓印章台轉回上方進入待機狀態，再次將印章向右扳下發動必殺技。
待機音效為：「Vo! Vo! Vol! Vo! Vol! Vo! Volcano!（ボ！ボ！ボル！ボ！ボル！ボ！ボルケーノ！）」；必殺技音效為：「Volcano Festival（ボルケーノフェスティバル）！」
變身的狀態下將驅動器上的印章向右扳下讓印章台轉回上方進入待機狀態，按下火山罪惡印章上的按鈕後再次向右扳下召喚合體變身。
按下印章按鈕的音效為：「Buster Remix（バーストリミックス）！」；合體變身音效為：「Hissatsu! Suge no! Pane no! Volcano!（必殺！スゲェの！パネェの！ボルケーノ！）」
單獨使用的變身音效為：「Burst up! REVICE! We are! REVICE!（バーストアップ！リバイス！We are！リバイス！）」；合體變身音效為：「Burst up! Hissatsu! Baribari Volvol Finish!（バーストアップ！必殺！バリバリボルボルフィニッシュ！）」
- 滾輪罪惡印章

原文： / ROLLING VISTAMP
屬性：墨
狩崎真澄為了試圖抑制拜斯的暴走所開發的新型罪惡印章，經由周末成員偽裝成菲尼克斯的一員交託給五十嵐一輝，為假面騎士JACK REVICE的變身道具，印章本身可作為拳套使用。
能將顏色和形狀等情報複合組合，以繪畫來展現基因組能力，可在所有事物和空間上進行能力賦予，發揮出比以往的罪惡印章更高的應對能力。
變身方式：轉動印章上的滾輪，使用印章向REVICE驅動器上左側「0」的方形印章台上蓋上後，向腰帶右側「5」的插槽插入印章並向右扳下，左側印章台會轉為正面，就能進行變身。
待機音效為：「Come on! Vi! Vi! Vi! Vice! Rolling! Vi! Vi! Vi! Vice!（Come on！バ！バ！バ！バイス！Rolling！バイ！バイ！バイ！バイス！）」；變身音效為：「Vice up! Gattsuri! Nottori! Kuronuri! Kamen Rider REVICE! VICE! VICE! VICE!（バイスアップ！ガッツリ！ノットリ！クロヌリ！仮面ライダーリバイス！バイス！バイス！バイス！）」
變身的狀態下將驅動器上的印章向右扳下讓印章台轉回上方進入待機狀態，再次將印章向右扳下發動必殺技。
待機音效為：「ViViVi! Vice! ViViViViViVi! Vice!（バババ！バイス！ババババババ！バイス！）」；必殺技音效為：「Rolling Stamping Finish（ローリングスタンピングフィニッシュ）！ 」
變身的狀態下將驅動器上的印章向右扳下讓印章台轉回上方進入待機狀態，按下印章上的扳機後，再次向右扳下發動塗鴉混合必殺技，或者將印章拔出按下扳機發動塗鴉混合必殺技。
待機音效為：「ViViVi! Vice! ViViViViViVi! Vice!（バババ！バイス！ババババババ！バイス！）」；按下扳機的音效為：「NuriNuRemix（ヌリヌリミックス）！」；必殺技音效為：「Knuckle up! Hissatsu! Rolling! Going! Drawing!（ナックルアップ！必殺！ローリング！ゴーイング！ドローイング！）」
手持狀態下，將印章上的滾輪轉動三次後按下扳機發動滾輪必殺技。
滾輪轉動三次後音效為：「Knuckle up（ナックルアップ）！」；待機音效為：「ViViVi! Vice! ViViViViViVi! Vice!（バババ！バイス！ババババババ！バイス！）」；必殺技音效為：「Rolling! Rider! Punch!（ローリング！ライター！パンチ！）」
手持狀態下，在印章上方的感應處感應其他印章後按下扳機發動必殺技。
感應音效為：「★★！Energy（エナジー）！」；待機音效為：「ViViVi! Vice! ViViViViViVi! Vice!（バババ！バイス！ババババババ！バイス！）」；必殺技音效為：「Painting Finish（ペインティングフィニッシュ）！」
- 神聖飛翼罪惡印章

原文： / HOLY WING VISTAMP
屬性：光
由喬治·狩崎為了強化大二的戰力所開發的烏鴉罪惡印章因陽炎的力量變化而成的新型罪惡印章，也是假面騎士LIVE變身成強化形態的道具。
變身方式：按下罪惡印章上的啟動按鈕，使用印章向腰帶左側的騎士圖樣蓋上後，向腰帶右側上的插槽插入印章並將前端部位翻轉向上變成槍模式，拔出槍銃按壓印章上的拉桿展開飛翼後，按下扳機就能進行變身。
待機音效為：「Wing to fly!」；按壓拉桿展開飛翼的音效為：「Wing up（ウイングアップ）！」；變身音效為：「Holy up（ホーリーアップ）！Wind！Wing！Winning！Holy（ホーリー）！Holy（ホーリー）！Holy（ホーリー）！Holy（ホーリー）！HOLY LIVE（ホーリーライブ）！」
按下罪惡印章上的按鈕後，按下扳機發動必殺技。
按下印章按鈕的音效為：「必殺承認！」；必殺技音效為：「Holy Justis Finish（ホーリージャスティスフィニッシュ）！」
將飛翼收回，按壓印章上的拉桿展開飛翼後，按下扳機發動飛翼必殺技。
發動音效為：「Wind Charge（ウインドチャージ）！」；必殺技音效為：「Flying up! Winning Justis Finale!（フライングアップ！ウイニングジャスティスフィナーレ！）」
使用REVICE驅動器的變身、必殺技音效與上述相同。
- 雷霆風暴罪惡印章

原文： / THUNDER GALE VISTAMP
屬性：雷、風
喬治·狩崎為了強化一輝的戰力所開發的新型罪惡印章，也是假面騎士REVICE的變身道具，更是整個REVICE系統的集大成，外型為張著嘴並口中的風扇蓄力風雷能量的恐龍頭，於《劇場版 假面騎士REVICE Battle Familia》中在吸收五十嵐幸實身體出現的惡魔，使的該印章變成了五十嵐罪惡印章。
變身方式：先將雷霆風暴印章向腰帶左側「0」的方形印章台上蓋上後，向腰帶右側「5」的插槽插入印章並按下印章上的按鈕啟動風扇，然後向右扳下，左側印章台會轉為正面，就能進行變身。
待機音效為：「Come on！Thunder Gale GO（サンダーゲイルGO）！」；變身音效為：「Isshindoutai! Igokochi dou dai!? Chou yabaissu! Gourai to arashi de New Style Kamen Rider! REVICE!（一心同体！居心地どうだい！？超ヤバイっす！豪雷と嵐でニュースタイル 仮面ライダー！リバイス！）」
變身的狀態下按下印章上的按鈕啟動風扇，將驅動器上的印章向右扳下讓印章台轉回上方進入待機狀態，再次將印章向右扳下發動必殺技。
發動音效為：「BakufuuBakurai GO（爆風爆雷GO）！」；必殺技音效為：「Bakubaku Revicetrike（爆爆リバイストライク）！」
變身的狀態下按下印章上的按鈕啟動風扇，將驅動器上的印章向右扳下讓印章台轉回上方進入待機狀態，再次按下印章上的按鈕後向右扳下進行合體變身。
發動音效為：「BakufuuBakurai GO（爆風爆雷GO）！」；按下印章按鈕的音效為：「BiribiRemix（ビリビリミックス）！」；合體變身音效為：「Revice up! Hissatsu! Bakufuu! Bakurai! Stamping! Finish!（リバイスアップ！必殺！爆風！爆雷！スタンピング！フイニッシュ！）」
使用其他罪惡印章於印章背面感應處感應後，按下印章按鈕發動必殺技。
感應音效為「Charge（チャージ）！」；必殺技音效為：「Lightning Tornado（ライトニングトルネード）！」
- 勇敢暴龍罪惡印章

原文： / GIFFARD REX VISTAMP
屬性：磁
狩崎父子為了對抗基夫而利用基夫細胞，所合力研發的最新型罪惡印章，為假面騎士REVI和假面騎士VICE共同變身成最終形態的道具，外形為可上下拆卸的暴龍頭顱。
印章完工後具備自主意識，而且讓人無法輕易抑制，須上下拆卸才能完全抑制。
變身方式：將印章分離，按下罪惡印章上的啟動按鈕，使用印章向腰帶左側「0」的方形印章台上蓋上後，向腰帶右側「5」的插槽插入印章並向右扳下，左側印章台會轉為正面，就能進行變身。
待機音效為：「Big bang（ビッグバン）！Come on！Giffard Rex（ギファードレックス）！」
假面騎士REVI使用印章N側的變身音效為：
假面騎士VICE使用印章S側的變身音效為：
變身的狀態下將驅動器上的印章向右扳下讓印章台轉回上方進入待機狀態，再次將印章向右扳下發動必殺技。
必殺技音效為：
變身的狀態下將驅動器上的印章向右扳下讓印章台轉回上方進入待機狀態，將兩個印章的頭部展開進行連結並按壓印章的蓋印面，分離後將印章向右扳下發動最終合體必殺技。
按壓音效為：「Final Remix（ファイナルリミックス）！」；必殺技音效為：「Chou hissatsu! Bari! Vol! Rolling! Thunder Gale! Giffard Rex! Final Stamping!（超必殺！バリ！ボル！ローリング！サンダーゲイル！ギファードレックス！ファイナルスタンピング！）」
- 真紅韋爾罪惡印章

原文： / 
屬性：血
狩崎真澄為了強化惡魔韋爾，同時為了讓五十嵐元太能將韋爾吸收回到體內所開發的罪惡印章，為真紅韋爾和血色韋度的變身道具，印章本身可作為拳套使用。
於本篇結束後，殘存韋爾的粒子的該印章一度被外流到黑市上，最後落入若林優一郎手中，試圖對菲尼克斯的相關成員展開復仇。
變身方式：長壓扳機啟動後，轉動印章上的滾輪，蓋印後就能進行變身。
真紅韋爾
啟動音效為：「Blackout!（ブラックアウト！）」；變身音效為：「Crimson up! Crimson Vail!（クリムゾンアップ！クリムゾンベイル！）」
血色韋度
啟動音效為：「Blackout!（ブラックアウト！）」；變身音效為：「Blood up! Blood Vade!（ブラッドアップ！ブラッドベイド！）」
將印章上的滾輪轉動三次後，按下扳機發動必殺技，或是蓋印後按下扳機發動必殺技。
滾輪轉動三次後音效為：「Vail up（ベイルアップ）！」；必殺技音效為：「Crimson Impact（クリムゾンインパクト）！」；蓋印後必殺技音效為：「Crimson Finish（クリムゾンフィニッシュ）！」
在印章上方的感應處感應其他印章後按下扳機發動必殺技。
感應音效為：「★★！Energy（エナジー）！」；必殺技音效為：「Painting Finish（ペインティングフィニッシュ）！」
使用REVICE驅動器的變身音效為：「Crimson up! Fukaku, akaku, Crimson Vail!（クリムゾンアップ！深く、紅く、クリムゾンベイル！）」
必殺技音效為：「Vailing Stamping Finish（ベイリングスタンピングフィニッシュ）！」；按下扳機的音效為：「Crimson Remix（クリムゾンリミックス）！」；混合必殺技音效為：「Crimson up! Hissatsu! Fukaku, akaku, Crimson Nova（クリムゾンアップ！必殺！深く、紅く、クリムゾンノヴァ！）」
- 完美飛翼罪惡印章

原文： / PERFECT WING VISTAMP
屬性：光、暗
五十嵐大二與陽炎共鳴後，由神聖飛翼罪惡印章變化而成的罪惡印章，也是假面騎士LIVE變身成最終形態的道具。
變身方式：按下罪惡印章上的啟動按鈕，使用印章向腰帶左側的騎士圖樣蓋上後，向腰帶右側上的插槽插入印章並將前端部位翻轉向上變成槍模式，拔出槍銃按壓印章上的拉桿展開飛翼後，按下扳機就能進行變身。
待機音效為：「Wings for the future!」；按壓拉桿展開飛翼的音效為：「Fly High!」；變身音效為：「Perfect up! Kamen Rider EVILYTY LIVE! I'm Perfect!（パーフェクトアップ！仮面ライダーエビリティライブ！アイムパーフェクト！）」
按下罪惡印章上的按鈕後，按下扳機發動必殺技。
按下印章按鈕的音效為：「EVIL LIVE Charge（エビルライブチャージ）！」；必殺技音效為：「EVILYTY Perfect Finish（エビリティパーフェクトフィニッシュ）！」
將飛翼收回，按壓印章上的拉桿展開飛翼後，按下扳機發動飛翼必殺技。
發動音效為：「EVIL LIVE Charge（エビルライブチャージ）！」；必殺技音效為：「Fly High! EVILYTY Perfect Finale!（フライングアップ！エビリティパーフェクトフィナーレ！）」
- 黃金棘龍罪惡印章

原文： / GOLD SPINO VISTAMP
由平行世界的喬治·狩崎，為了阻止狼・死囚的陰謀帶來給2號假面騎士使用的道具，也是假面騎士REVI變身成特殊形態的道具。
變身方式：先在黃金棘龍罪惡印章上方蓋印暴龍罪惡印章，向REVICE驅動器左側「0」的方形印章台上蓋上後，向腰帶右側「5」的插槽插入印章並向右扳下，左側印章台會轉為正面，就能進行變身。
待機音效為：「Come On！Gold Spino！」；變身音效為：「Gold Up! Oh! Me! say! Show time! Kamen Rider! Gonna do it now! Gonna do it now! Ougon no Kagayaki Tsunagaru ishi! GO ON! Gold Spino!（ゴールドアップ！Oh！Me！say！Show time！仮面ライダー！Gonna do it now! Gonna do it now！黄金の輝き繋がる意志！GO ON！ゴールドスピノ！）」
變身的狀態下將驅動器上的印章向右扳下讓印章台轉回上方進入待機狀態，再次將印章向右扳下發動必殺技。
必殺技音效為：「Gold Spino! Kirakira Finish!（ゴールドスピノ！ギラギラフィニッシュ！）」
變身的狀態下將驅動器上的印章向右扳下讓印章台轉回上方進入待機狀態，在黃金棘龍罪惡印章上方蓋印1 - 10次罪惡印章後，再次將印章向右扳下發動必殺技。
蓋印音效為：「▲▲！」；蓋印1 - 9次印章的必殺技音效為；「Reborn（リボーン）！▲▲！Golden Rider Kick（ゴールデンライダーキック）！ 」
蓋印10次印章的必殺技音效為：「Reborn! Everybody! Max! Golden Rider Kick!（リボーン！エブリバディ！マックス！ゴールデンライダーキック！）」
- 五十嵐罪惡印章

原文： / FIFTY GALE VISTAMP

### 專屬武器
- 蓋印破壞炮 50

原文： / 
假面騎士REVI和假面騎士VICE及假面騎士LIVE&EVIL的專屬武器，擁有槍和斧兩種模式。也是REVICE系統的一環。
可將槍口拔下向印章台蓋上並裝回，按下扳機發動蓋章必殺技。
蓋上槍口的音效為：「Stamp by（スタンプバイ）！」；槍模式必殺技音效為：「Ohing Strike（オーイングストライク）！」；斧模式必殺技音效為：「Ohing Slash（オーイングスラッシュ）！」
將罪惡印章向印章台蓋上，並將印章插入印章台上方插槽後，按下扳機發動必殺技。
蓋上罪惡印章的音效為：「Stamp by（スタンプバイ）！」；印章插入插槽的音效為：「必殺承認！」；槍模式必殺技音效為：「★★！Stamping Strike（スタンピングストライク）！」；斧模式必殺技音效為：「★★！Stamping Slash（スタンピングスラッシュ）！」
- 蓋印印章

原文： / 
印章型道具，也是蓋印破壞炮 50的核心部位，只有透過蓋印的方式才能變化成蓋印破壞炮 50。
- 按壓印鎚 50

原文： / 
假面騎士REVI和假面騎士VICE及假面騎士LIVE&EVIL的鎚型可變形武器。也是REVICE系統的一環。
能透過敲擊物體瞬間讀取其成分並產生該物體的擬似能量體。
可變形成劍型配件與蓋印破壞炮 50組合成REVICE斬擊者（リバイスラッシャー）。
按下握把下的按鈕，按下扳機選擇必殺技，再次按下握把下的按鈕決定必殺技後，按下扳機發動必殺技。
按下握把下的按鈕的音效為：「Let's Itadaki（レッツイタダキ）！」；選擇必殺技音效為：「車 / 飲料（ドリンク） / 平交道（フミキリ） / 吸塵器（掃除機） / 自然（ネイチャー）！」；決定必殺技音效為：「Itadaki（イタダキ）！」；發動必殺技的音效為：「Drive-in（ドライブ印） / Splash Rain（スプラッシュレ印） / Stop Train（ストップトレ印） / Mecha Cuin（メッチャキュー印） / Element in（エレメント印）！Osutoderu Crush（オストデルクラッシュ）！」
握把上的插槽感應罪惡印章後按下扳機發動必殺技。
感應罪惡印章的音效為：「★★！Itadaki（イタダキ）！」；待機音效為：「Ohin! Goin!（オーイン！ゴーイン！）」；發動必殺技的音效為「Osutoderu Crush（オストデルクラッシュ）！」
- REVICE斬擊者

原文： / 
由蓋印破壞炮 50和按壓印鎚 50組合成的武器。也是REVICE系統的一環。
將蓋印破壞炮 50的槍口拔下向印章台蓋上並裝回，按下扳機發動蓋章必殺技。
蓋上槍口的音效為：「Stamp by（スタンプバイ）！」；待機音效為：「Here we go! Let's go!」；必殺技音效為：「REVIVICELASH（リバイバイスラッシュ）！」
- LIVE槍 / EVIL劍

原文： / 
假面騎士LIVE和假面騎士EVIL的專屬武器兼變身道具。

### 道具
- 羈絆扣帶

原文： / 
假面騎士VICE的裝飾用腰帶，兩側的配件也能收納罪惡印章。
- 手槍電話50

原文： / 
菲尼克斯發放給分隊長以上等級的幹部的多功能終端機。
除了本身的內涵多樣APP，可瀏覽任務的多功能手機型態（電話模式）外，還有對戰死亡之徒時可使用的銃型態（手槍模式）。
另外，拜斯可透過附身於其中與他人進行對話。
- 罪惡印章收納架

原文： / 
REVICE驅動器兩側的配件，用於收納罪惡印章。
- 罪惡印章架

原文： / 
用於收納罪惡印章的架子，一個架子最多能收納兩個罪惡印章，可透過組裝（五個）合成能收納十個罪惡印章的收納塔。

#### 罪惡印章（Vistamp）
Vistamp一覽  
| 英文名稱         | 日文名稱               | 中文名稱   | 對應假面騎士                    | 音效 | 能力 | 備註 |
| ---------------- | ---------------------- | ---------- | ------------------------------- | --- | --- | --- |
| Rex              | レックス               | 暴龍       | 《假面騎士REVICE》              | 待機音效「Re! Re! Re! Rex!（レ！レ！レ！レックス！）」 變身音效「 （）」 合體變身音效「Hissatsu! Kuridasu! Max! Rex! （必殺！繰り出す！マックス！レックス！）」 破殼暴龍罪惡印章上蓋印音效「RekuReku!（）」 | 假面騎士REVI和假面騎士VICE：變身成暴龍基因組及合體變身成REVICE暴龍。 孕育出暴龍・死囚。                                                            | 存放暴龍遺傳基因情報和假面騎士REVI形象的印章型道具。 |
| True Rex         | トゥルーレックス       | 真實暴龍   | 《假面騎士REVICE》              | 待機音效「True Rex!（トゥルーレックス！）」 變身音效「Synchro up! （シンクロアップ！OK！ショーニング！レックス！ローリング！仮面ライダー！リバイ！バイス！リバイス・真！）」 合體變身音效「Synchro up! Hissatsu! Max! Climax! Rex! （シンクロアップ！必殺！マックス！クライマックス！レックス！）」 | 變身成假面騎士REVICE・真。 | 存放暴龍遺傳基因情報和假面騎士REVI形象的印章型道具。 |
| Barid Rex        | バリッドレックス       | 破殼暴龍   | 《假面騎士REVICE》              | 破殼暴龍罪惡印章上蓋印音效「BakiBaki!（バキバキ！）」。 | 假面騎士REVI：變身成破殼暴龍基因組。 假面騎士VICE：變身成破殼暴龍基因組。                                                                          | 是喬治·狩崎以收集到的十枚罪惡印章之力所開發出的印章型道具。 |
| Volcano          | ボルケーノ             | 火山       | 《假面騎士REVICE》              | 破殼暴龍罪惡印章上蓋印音效「MeraMera!（メラメラ！）」。 | 假面騎士REVI：變身成火山暴龍基因組。 假面騎士VICE：變身成破殼暴龍基因組。                                                                          | 是喬治·狩崎所開發出的印章型道具，相當難以駕馭。 |
| Rolling          | ローリング             | 滾輪       | 《假面騎士REVICE》              | 破殼暴龍罪惡印章上蓋印音效「BakiBaki!（バキバキ！）」。 | 變身成假面騎士JACK REVICE。 | 為以普通人的思維模式所難以研發出來的印章型道具，初次使用後會取代惡魔宿主（一輝）的主導權，並由惡魔（拜斯）取而代之，但經由與「暴龍」罪惡印章的聯動後，再次使用時惡魔與宿主可共享主導權。 |
| Thunder Gale     | サンダーゲイル         | 雷霆風暴   | 《假面騎士REVICE》              | 更多 ： § 變身道具 | 變身成假面騎士REVICE。 | 存放豪雷與嵐之力和霸王龍遺傳基因情報的印章型道具。 未完成狀態使用失敗會可能使一輝和拜斯同時消失。                                                                                        |
| Giffard Rex      | ギファードレックス     | 勇敢暴龍   | 《假面騎士REVICE》              | 更多 ： § 變身道具 | 假面騎士REVI：變身成假面騎士究極REVI。 假面騎士VICE：變身成假面騎士究極VICE。                                                                      | 存放基夫與霸王龍兩種遺傳基因情報的印章型道具。 印章本身具備自主意識，須上下拆卸才能抑制其失控。                                                                                          |
| Fifty Gale       | フィフティゲイル       | 五十嵐     | 《假面騎士五十嵐》              | | | |
| Bat              | バット                 | 蝙蝠       | 《假面騎士LIVE / 假面騎士EVIL》 | 待機音效「Ba! Ba! Ba! Bat!（バ！バ！バ！バット！）」 變身音效「Zubatto! Cut! Shot! Acrobat! Dokatto! Bat! （ズバッと！カット！ショット！アクロバット！ドカッと！バット！）」 合體變身音效「Hissatsu! Gabatto! Combat! Bat! （必殺！ガバっと！コンバット！バット！）」 破殼暴龍罪惡印章上蓋印音效「BatoBato!（バトバト！）」 | 假面騎士LIVE：變身成蝙蝠基因組。 假面騎士EVIL：變身成蝙蝠基因組。                                                                                  | 存放蝙蝠遺傳基因情報和假面騎士LIVE / 假面騎士EVIL形象的印章型道具。 第26話藉由陽炎得知狩崎保有備用的印章。                                                                               |
| Holy Wing        | ホーリーウィング       | 神聖飛翼   | 《假面騎士LIVE / 假面騎士EVIL》 | 更多 ： § 變身道具 | 變身成假面騎士HOLY LIVE。 | 存放白烏鴉遺傳基因情報和假面騎士HOLY LIVE形象的印章型道具。 |
| Perfect Wing     | パーフェクトウイング   | 完美飛翼   | 《假面騎士LIVE / 假面騎士EVIL》 | 更多 ： § 變身道具 | 變身成假面騎士EVILYTY LIVE。 | 由神聖飛翼罪惡印章變化而成的印章型道具。 |
| Mega Bat         | メガバット             | 巨型蝙蝠   | 《假面騎士LIVE / 假面騎士EVIL》 | | | |
| Spider           | スパイダー             | 蜘蛛       | 《假面騎士DEMONS》              | 待機音效「Pa! Pai! Spider!（パ！パイ！スパイダー！）」 變身音效「Spicy! Spymy! Spiral! Spider! （スパイシー！スパイミー！スパイラル！スパイダー！）」 合體變身音效「Hissatsu! Order! Wonder! Spider! （必殺！オーダー！ワンダー！スパイダー！）」 破殼暴龍罪惡印章上蓋印音效「SupaSupa!（スパスパ！）」 | 假面騎士DEMONS：變身成蜘蛛基因組。 | 存放蜘蛛遺傳基因情報和假面騎士DEMONS形象的印章型道具。 |
| Giant Spider     | ジャイアントスパイダー | 巨型蜘蛛   | 《假面騎士DEMONS》              | | | |
| Cobra            | コブラ                 | 眼鏡蛇     | 《假面騎士JEANNE》              | 待機音效「Co! Co! Cobu! Cobra!（コ！コ！コブ！コブラ！）」 變身音效「Aburakatabura! Hitomi tsubura! Cobra! （アブラカタブラ！瞳つぶら！コブラ！）」 合體變身音效「Hissatsu! Hasurau! Burabura! Cobra! （必殺！ハスラー！ブラブラ！コブラ！）」 破殼暴龍罪惡印章上蓋印音效「CobuCobu!（コブコブ！）」 | 假面騎士JEANNE：變身成眼鏡蛇基因組。 | 存放眼鏡蛇遺傳基因情報和假面騎士JEANNE形象的印章型道具。 |
| King Cobra       | キングコブラ           | 眼鏡王蛇   | 《假面騎士JEANNE》              | 待機音效「Ki! Ki! King Cobra!（キ！キ！キングコブラ！）」 變身音效「Shin no kagayaki! Masani muteki! King Cobra! （真の輝き！まさに無敵！キングコブラ！）」 合體變身音效「Hissatsu! Kirameki! Ouja no Cobra! （必殺！きらめき！王者のコブラ！）」 | 變身成假面騎士INVISIBLE JEANNE。 | 存放眼鏡王蛇遺傳基因情報的印章型道具。 宿主五十嵐櫻和惡魔拉弗科芙產生共鳴后，由眼鏡蛇罪惡印章變化而成。                                                                                  |
| Kabuto           | カブト                 | 獨角仙     | 《假面騎士VAIL》                | | | |
| Kuwagata         | クワガタ               | 鍬形蟲     | 《假面騎士OVER DEMONS》         | 待機音效「Kuwa! Kuwagata!（クワ！クワガタ！）」 變身音效「Togatta! Double Cutter! Hanagata! Kuwagata! （尖った！ダブルカッター！花形！クワガタ！）」 合體變身音效「Hissatsu! Shingata! Kono sugata! Kuwagata! （必殺！新型！この姿！クワガタ！）」 | 假面騎士OVER DEMONS：變身成鍬形蟲基因組。 | 存放鍬形蟲遺傳基因情報和假面騎士OVER DEMONS形象的印章型道具。 |
| Giraffa          | ギラファ               | 長頸鹿鋸   | 《假面騎士OVER DEMONS》         | | | |
| Queen Bee        | クイーンビー           | 女王蜂     | 《假面騎士AGUILERA》            | 待機音效「Ku! Ku! Queen Bee!（ク！ク！クイーンビー！）」 變身音效「Yorokobi! Sakebi! Yuushuunobi! Queen Bee! （喜び！叫び！有終の美！クイーンビー！）」 合體變身音效「Hissatsu! Saishokukenbi! Queen Bee! （必殺！才色兼備！クイーンビー！）」 | 假面騎士AGUILERA / 假面騎士DARK AGUILERA：變身成女王蜂基因組。                                                                                     | 存放女王蜂遺傳基因情報和假面騎士AGUILERA形象的印章型道具。 |
| Trooper Spider   | トルーパースパイダー   | 騎兵蜘蛛   | 《假面騎士DEMONS TROOPER》      | 待機音效「A! A! Alpha!（ア！ア！アルファ！）」 變身音效「Tousotsu! Karami toru! Perfect harmony! Spider Trooper! （統率！絡み取る！パーフェクトハーモミー！スパイダートルーパー！）」 合體變身音效「Hissatsu! Uchitoru! Kachitoru! Spider Trooper! （必殺！撃ち取る！勝ち取る！スパイダートルーパー！）」 破殼暴龍罪惡印章上蓋印音效「MeraMera!（メラメラ！）」 | 變身成假面騎士DEMONS TROOPER α。 | 存放蜘蛛遺傳基因情報和假面騎士DEMONS形象的印章型道具，並減少和簡化罪惡印章的情報量來增加泛用性。                                                                                         |
| Trooper Kuwagata | トルーパークワガタ     | 騎兵鍬形蟲 | 《假面騎士DEMONS TROOPER》      | 待機音效「BeBe! Be! Be! Beta!（ベベ！ベ！ベ！ベータ！）」 變身音效「Tousotsu! Hasami toru! Perfect harmony! Kuwagata Trooper! （統率！鋏み取る！パーフェクトハーモニー！クワガタトルーパー！）」 合體變身音效「Hissatsu! Karitoru! Kachitoru! Kuwagata Trooper! （必殺！狩り取る！勝ち取る！クワガタトルーパー！）」 破殼暴龍罪惡印章上蓋印音效「MeraMera!（メラメラ！）」 | 變身成假面騎士DEMONS TROOPER β。 | 存放鍬形蟲遺傳基因情報和假面騎士OVER DEMONS形象的印章型道具，並減少和簡化罪惡印章的情報量來增加泛用性。                                                                                  |
| Hercules         | ヘラクレス             | 赫克力士   | 《假面騎士DESTREAM》            | 待機音效「He! He! Hercules!（ヘ！ヘ！ヘラクレス！）」 變身音效「Konjikidesu! Heartless! Yeah! Hercules! Hey! （金色です！ハートレス！Yeah！ヘラクレス！Hey！）」 合體變身音效「Hissatsu! Timeless! Express! Hercules! （必殺！タイムレス！エクスプレス！ヘラクレス！）」 | 變身成假面騎士DESTREAM。 | 存放赫克力士長戟大兜蟲遺傳基因情報和假面騎士DESTREAM形象的印章型道具。 |
| Juuga            | ジュウガ               | JUUGA      | 《假面騎士JUUGA》               | | | |
| Kraken           | クラーケン             | 克拉肯     | 《假面騎士OLTECA》              | | | |
| Twin Chimera     | ツィンキマイラ         | 雙重奇美拉 | 《假面騎士CHIMERA》             | | | |
| Tri Chimera      | トライキマイラ         | 三重奇美拉 | 《假面騎士DAIMON》              | | | |
| Kajiki           | カジキ                 | 旗魚       | 《》                            | 待機音效「Ka! Ka! Ka! Kajiki!（カ！カ！カ！カジキ！）」 變身音效「Hanasaki! Tsuranuki! Mizushibuki! Kajiki! Ketsumatsu wa nami ga kimeru! （鼻先！貫き！水しぶき！カジキ！結末は波が決める！）」 合體變身音效「Hissatsu! Tadashiki! Konjiki! Kajiki! （必殺！正しき！金色！カジキ！）」 | 轉換形態成旗魚基因組。 | 存放旗魚遺傳基因情報和假面騎士聖刃形象的印章型道具。 |
| Neo Batta        | ネオバッタ             | 新蝗蟲     | 《》                            | | | |
| Brachio          | ブラキオ               | 腕龍       | 《》                            | 待機音效「Br! Br! Brachio!（ブ！ブ！ブラキオ！）」 變身音效「Saidai! Saichou! Saiko de saikyou! Brachio! Iwae! Nagaki ou no tanjou o! （最大！最長！最古で最強！ブラキオー！祝え！長き王の誕生を！）」 合體變身音效「Hissatsu! Hatsudou! Gekitou! Brachio! （必殺！発動！激鬪！ブラキオー！）」 破殼暴龍罪惡印章上蓋印音效「OuOu!（オーオー！）」 | 假面騎士REVI和假面騎士VICE：轉換形態成腕龍基因組及合體變身成REVICE腕龍。                                                                           | 存放腕龍遺傳基因情報和假面騎士ZI-O形象的印章型道具。 |
| Kangaroo         | カンガルー             | 袋鼠       | 《假面騎士Build》               | 待機音效「Ka! Ka! Kangaroo!（カ！カ！カンガルー！）」 變身音效「Tobiagaru! Maiagaru! Kangaroo! Shouri no Punch ga kimatta! （飛び上がる！舞い上がる！カンガルー！勝利のパンチが決まった！）」 合體變身音效「Hissatsu! Shiagaru! Migaru! Kangaroo! （必殺！仕上がる！身軽！カンガルー！）」 | 假面騎士REVI和假面騎士VICE：轉換形態成袋鼠基因組及合體變身成REVICE袋鼠。                                                                           | 存放袋鼠遺傳基因情報和假面騎士Build形象的印章型道具。 |
| Niwatori         | ニワトリ               | 雞         | 《假面騎士Cross-Z》             | | 假面騎士REVI和假面騎士VICE：轉換形態成雞基因組。                                                                                                   | 存放雞遺傳基因情報和假面騎士Cross-Z形象的印章型道具。 |
| Kirin            | キリン                 | 長頸鹿     | 《假面騎士Grease》              | | 假面騎士REVI和假面騎士VICE：轉換形態成長頸鹿基因組。                                                                                               | 存放長頸鹿遺傳基因情報和假面騎士Grease形象的印章型道具。 |
| Funkorogashi     | フンコロガシ           | 蜣螂       | 《假面騎士Rogue》               | | 假面騎士REVI和假面騎士VICE：轉換形態成蜣螂基因組。                                                                                                 | 存放蜣螂遺傳基因情報和假面騎士Rogue形象的印章型道具。 |
| Jackal           | ジャッカル             | 胡狼       | 《假面騎士EX-AID》              | 待機音效「Ja! Ja! Ja! Jackal!（ジャ！ジャ！ジャ！ジャッカル！）」 變身音效「Technical! Rhythmical! Critical! Jackal! None stop de clear shiteyaruze! （テクニカル！リズミカル！クリティカル！ジャッカル！ノンストップでクリアしてやるぜ！）」 合體變身音效「Hissatsu! Karugaru! Nokkaru! Jackal! （必殺！軽々！乗っかる！ジャッカル！）」 破殼暴龍罪惡印章上蓋印音效「JakaJaka!（ジャカジャカ！）」 | 假面騎士REVI和假面騎士VICE：轉換形態成胡狼基因組及合體變身成REVICE胡狼。 假面騎士LIVE：轉換形態成胡狼基因組。 假面騎士EVIL：轉換形態成胡狼基因組。 | 存放胡狼遺傳基因情報和假面騎士EX-AID形象的印章型道具。 |
| Kurosai          | クロサイ               | 黑犀       | 《假面騎士Ghost》               | 待機音效「Kurororororo! Kurosai!（クロロロロロ！クロサイ！）」 變身音效「Tsuno de funsai! Konoyo de banzai! Ore! Kurosai! Batchiri tsukina~! （角で粉砕！この世で万歳！オレ！クロサイ！バッチリ突きな〜！）」 合體變身音效「Hissatsu! Issai! Funsai! Kurosai! （必殺！一切！粉砕！クロサイ！）」 | 轉換形態成黑犀基因組。 | 存放黑犀遺傳基因情報和假面騎士Ghost形象的印章型道具。 |
| Octopus          | オクトパス             | 章魚       | 《假面騎士Drive》               | | | |
| Chameleon        | カメレオン             | 變色龍     | 《假面騎士Mach》                | | | |
| Planarian        | プラナリア             | 渦蟲       | 《假面騎士Chaser》              | | | |
| Kamakiri         | カマキリ               | 螳螂       | 《假面騎士鎧武》                | 待機音效「Ka! Kamakiri!（カ！カマキリ！）」 變身音效「Iza musoukiri! Ore ga yokogiri! Kamakiri! Oretachi on stage! （いざ無双斬リ！俺が横切リ！カマキリ！俺たちオンステージ！）」 合體變身音效「Hissatsu! Koma kiri! Butchigiri! Kamakiri! （必殺！コマ斬り！ブッチギリ！カマキリ！）」 破殼暴龍罪惡印章上蓋印音效「KamaKama!（カマカマ！）」 | 假面騎士REVI和假面騎士VICE：轉換形態成螳螂基因組及合體變身成REVICE螳螂。                                                                           | 存放螳螂遺傳基因情報和假面騎士鎧武形象的印章型道具。 |
| Crocodile        | クロコダイル           | 鱷魚       | 《假面騎士Wizard》              | 待機音效「Ku! Ku! Crocodile!（ク！ク！クロコダイル！）」 變身音效「Kami kudaku Style! Gabu Gabu Showtime! Crocodile! Ago ga Saigo no Kibou da! （噛み砕くスタイル！ガブガブショータイム！クロコダイル！顎が最後の希望だ！）」 合體變身音效「Hissatsu! Cross! Claw! Crocodile! （必殺！クロス！クロー！クロコダイル！）」 | 假面騎士DESTREAM：混合變化鱷魚基因組於右手。 | 存放鱷魚遺傳基因情報和假面騎士Wizard形象的印章型道具。 |
| Kong             | コング                 | 金剛       | 《假面騎士Fourze》              | 待機音效「Kon! Kon! Kong!（コン！コン！コング！）」 變身音效「Arm! Strong! Tatakai no gong! Narase! Kong! Drumming kita! （アーム！ストロング！戦いのゴング！鳴らせ！コング！ドラミングキター！）」 合體變身音效「Hissatsu! King! Punching! Kong! （必殺！キング！パンチング！コング！）」 破殼暴龍罪惡印章上蓋印音效「KonKon!（コンコン！）」 | 假面騎士REVI和假面騎士VICE：轉換形態成金剛基因組及合體變身成REVICE金剛。 假面騎士DESTREAM：混合變化金剛基因組於雙手。                              | 存放大猩猩遺傳基因情報和假面騎士Fourze形象的印章型道具。 |
| Buffalo          | バッファロー           | 野牛       | 《假面騎士OOO》                 | 待機音效「Ba! Ba! Buffalo!（バ！バ！バッファロー！）」 變身音效「Totsugeki yarou! Shougeki sonaero! Buffalo! Ashita no Guts ga areba ine~! （突撃野郎！衝撃備えろ！バッファロー！明日のガッツがあればいいネェ～！）」 合體變身音效「Hissatsu! Bassui! Batteki! Buffalo! （必殺！抜粋！抜擢！バッファロー！）」 | 假面騎士AGUILERA：武器變化成野牛基因組。 | 存放野牛遺傳基因情報和假面騎士OOO形象的印章型道具。 |
| Eagle            | イーグル               | 鷲         | 《假面騎士W》                   | 待機音效「Ea! Ea! Ea! Eagle!（イ！イ！イ！イーグル！）」 變身音效「Araburu! Takaburu! Sorakake meguru! Eagle! Omae no hane o kazo ero! （荒ぶる！高ぶる！空駆け巡る！イーグル！お前の羽を数えろ！）」 合體變身音效「Hissatsu! Miracle! Guru Guru! Eagle! （必殺！ミラクル！グルグル！イーグル！）」 破殼暴龍罪惡印章上蓋印音效「GuruGuru!（グルグル！）」 | 假面騎士REVI和假面騎士VICE：轉換形態成鷲基因組及合體變身成REVICE鷲。                                                                               | 存放鷲遺傳基因情報和假面騎士W形象的印章型道具。 |
| Condor           | コンドル               | 禿鷹       | 《假面騎士Joker》               | 待機音效「Co! Condo! Condor!（コ！コンド！コンドル！）」 變身音效「Tsubasa hirogeru! Odoru! Irodoru! Condor! Bird Wild ni kimeru ze! （翼広げる！踊る！彩る！コンドル！バードワイルドに決めるぜ！）」 合體變身音效「Hissatsu! Yadoru! Kidoru! Condor! （必殺！宿る！気取る！コンドル！）」 | 假面騎士REVI和假面騎士VICE：轉換形態成禿鷹基因組及合體變身成REVICE禿鷹。 假面騎士DEMONS：混合變化禿鷹基因組於背上。                                | 存放禿鷹遺傳基因情報和假面騎士Joker形象的印章型道具。 |
| Megalodon        | メガロドン             | 巨齒鯊     | 《假面騎士Decade》              | 待機音效「Megalodon!（メガロドン！）」 變身音效「Moguru DonDon! Yoidon! Dobon! Megalodon! Torisugari no HuHuHuHunter! （潜るドンドン！ヨーイドン！ドボン！メガロドン！通りすがりのハハハハンター！）」 合體變身音效「Hissatsu! Nonton? Megaton! Megalodon! （必殺！何トン？メガトン！メガロドン！）」 破殼暴龍罪惡印章上蓋印音效「MegaMega!（メガメガ！）」 | 假面騎士REVI和假面騎士VICE：轉換形態成巨齒鯊基因組及合體變身成REVICE巨齒鯊。                                                                       | 存放巨齒鯊遺傳基因情報和假面騎士DECADE形象的印章型道具。 |
| Hedgehog         | ヘッジホッグ           | 刺蝟       | 《》                            | 待機音效「He! Hedgehog!（ヘ！ヘッジホッグ！）」 變身音效「Chikuchiku! Surudoku! Hari tsukisasu! Hedgehog! Togatte iku ze~! （チクチク！鋭く！針突き刺す！ヘッジホッグ！尖っていくぜー！）」 合體變身音效「Hissatsu! Kesshi de! Edge de! Hedgehog! （必殺！決死で！エッジで！ヘッジホッグ！）」 | 轉換形態成刺蝟基因組。 | 存放刺蝟遺傳基因情報和假面騎士KIVA 形象的印章型道具。 |
| Mammoth          | マンモス               | 猛獁象     | 《》                            | 待機音效「Ma! Ma! Mammoth!（マ！マ！マンモス！）」 變身音效「Kyodai na kibamotsu! Riku no Boss! Mammoth! Hanakkara Climax daze! （巨大なキバ持つ！陸のボス！マンモス！はなっからクライマックスだぜ！）」 合體變身音效「Hissatsu! Dosu Dosu! Taosu! Mammoth! （必殺！ドスドス！倒す！マンモス！）」 破殼暴龍罪惡印章上蓋印音效「MosuMosu!（モスモス！）」 | 假面騎士REVI和假面騎士VICE：轉換形態成猛獁象基因組及合體變身成REVICE猛獁象。                                                                       | 存放猛獁象遺傳基因情報和形象的印章型道具。 |
| Oumukade         | オオムカデ             | 蜈蚣       | 《》                            | 待機音效「O! O! Oumukade!（オ！オ！オオムカデ！）」 變身音效「Tsuchi no naka de! Got it! Ago ga shinka shita ze! Oumukade! One Hundred! Rider Kick! （土の中で！Got it！顎が進化したぜ！オオムカデ！ワンハンドレッド！ライダーキック！）」 合體變身音效「Hissatsu! Kousoku! Moudoku! Oumukade! （必殺！拘束！猛毒！オオムカデ！）」 | 轉換形態成蜈蚣基因組。 | 存放蜈蚣遺傳基因情報和假面騎士Kabuto形象的印章型道具。 |
| Hashibirokou     | ハシビロコウ           | 鯨頭鸛     | 《假面騎士響鬼》                | 待機音效「Hashi! Hashibirokou!（ハシ！ハシビロコウ！）」 變身音效「Hashitakara tan made! Hashirazu miwatasu! Hashibirokou! Ugokazu taetemasukara! （端から端まて！走らず見渡す！ハシビロコウ！動かず耐えてますから！）」 合體變身音效「Hissatsu! Wabiro! Wabiro! Hashibiro kou! （必殺！詫びろ！詫びろ！ハシビロ コウ！）」 | 假面騎士JEANNE：拉弗科芙變化成鯨頭鸛基因組。 | 存放鯨頭鸛遺傳基因情報和假面騎士響鬼形象的印章型道具。 |
| King Crab        | キングクラブ           | 帝王蟹     | 《假面騎士劍》                  | 待機音效「Kin! Kin! King Crab!（キン！キン！キングクラブ！）」 變身音效「Chokkin! Chikadjika! Kinkirakin! King Crab! Category King no Mark! （チョッキン！近々！キンキラキン！キングクラブ！カテゴリーキングのマーク！）」 合體變身音效「Hissatsu! Scissors! King Crab! （必殺！シザース！キングクラブ！）」 | 轉換形態成帝王蟹基因組。 | 存放帝王蟹遺傳基因情報和假面騎士劍形象的印章型道具。 |
| Ptera            | プテラ                 | 翼龍       | 《假面騎士Faiz》                | 待機音效 「Pu! Pu! Putera!（プ！プ！プテラ！）」 變身音效「Josho kiryu! Ichiryu! Yokuryu! Putera! Flying by! Complete! （上昇気流！一流！翼竜！プテラ！Flying by！Complete！）」 合體變身音效「Hissatsu! Utsute na! Mite na! Putera! （必殺！撃つてな！見てな！プテラ！）」 破殼暴龍罪惡印章上蓋印音效「PutePute!（プテプテ！）」 | 假面騎士REVI和假面騎士VICE：轉換形態成翼龍基因組及合體變身成REVICE翼龍。                                                                           | 存放翼龍遺傳基因情報和假面騎士555形象的印章型道具。 |
| Quetzalcoatlus   | ケツァルコアトルス     | 風神翼龍   | 《假面騎士Faiz》                | 待機音效 「Quetza! Quetzalcoatlus!（ケツァ！ケツァルコアトルス！）」 變身音效「Haya sugi! Stealth! Kokoro ni shirusu! Quetzalcoatlus! 3、2、1! SKY OUT! （速すぎ！ステルス！心に記す！ケツァルコアトルス！3・2・1！SKY OUT！）」 合體變身音效「Hissatsu! Tenkuu! Seisu! Quetzalcoatlus! （必殺！天空！制す！ケツァルコアトルス！）」 | 假面騎士REVI和假面騎士VICE：轉換形態成風神翼龍基因組。                                                                                             | 存放風神翼龍遺傳基因情報和假面騎士555 加速型態形象的印章型道具。 |
| Komodo Dragon    | コモドドラゴン         | 科摩多龍   | 《假面騎士龍騎》                | 待機音效「Komo! Komo! Komodo Dragon!（コモ！コモ！コモドドラゴン！）」 變身音效「Konoyo! Oh My God! Gense no ryu koto! Komodo Dragon! Tatakawanakereba ikimonodenai! （この世！Oh My God！現世の竜こと！コモドドラゴン！戦わなければ生きものでない！）」 合體變身音效「Hissatsu! Kono Oto! Komodo Dragon! （必殺！この音！コモドドラゴン！）」 | 假面騎士DESTREAM：混合變化科摩多龍基因組於左手。                                                                                                   | 存放科摩多龍遺傳基因情報和假面騎士龍騎形象的印章型道具。 |
| Tricera          | トリケラ               | 三角龍     | 《假面騎士鄂鬥》                | 待機音效「Tori! To! Tricera!（トリ！ト！トリケラ！）」 變身音效「Triple Horn! Tricky Battle! Tricera! Mezamaru! Sankaku ryu! （トリプルホーン！トリッキーバトル！トリケラ！目覚める！三角竜！）」 合體變身音效「Hissatsu! Chekera! Hito kakera! Tricera! （必殺！チェケラ！ひと欠片！トリケラ！）」 | 假面騎士JEANNE：拉布科芙變化成三角龍基因組。 | 存放三角龍遺傳基因情報和假面騎士顎門形象的印章型道具。 |
| Lion             | ライオン               | 獅子       | 《假面騎士空我》                | 待機音效 「Li! Li! Lion!（ラ！ラ！ライオン！）」 變身音效「Gaon! Get on! Yaju no ou! Lion! Mitetekudasai! Ore no otakebi! （ガオーン！ゲットオン！野獣の王！ライオン！見ててください！俺の雄叫び！）」 合體變身音效「Hissatsu! Champion! Bakuon! Lion! （必殺！チャンピオン！爆音！ライオン！）」 破殼暴龍罪惡印章上蓋印音效「LaiLai!（ライライ！）」 | 假面騎士REVI和假面騎士VICE：轉換形態成獅子基因組及合體變身成REVICE獅子。                                                                           | 存放獅子遺傳基因情報和假面騎士空我形象的印章型道具。 |
| White Leo        | ホワイトレオ           | 白獅       | 《假面騎士空我》                | 待機音效 「White! White! White Lion!（ホワイ！ホワイ！ホワイトレオ！）」 變身音效「Osoreyo! Ore o! White Leo! Jidai o Leo kara hajimeyou! （恐れよ！俺を！ホワイトレオ！時代をレオから始めよう！）」 合體變身音效「Hissatsu! Why!? Kowai! White Leo! （必殺！WHY！？怖い！ホワイトレオ！）」 | 假面騎士REVI和假面騎士VICE：轉換形態成白獅基因組。                                                                                                 | 存放白獅遺傳基因情報和假面騎士空我 驚異全能形象的印章型道具。 |
| Anomalocaris     | アノマロカリス         | 奇蝦       | 《假面騎士BLACK》               | 待機音效「A! Anomalo! Anomalocaris!（ア！アノマロ！アノマロカリス！）」 變身音效「Anoni! Anotoki! Ano umite! Anomalocaris! Tokiwokoeru! Umiwokakeru! 」 （あの日！あの時！あの海て！アノマロカリス！時を超える！海を駆ける！）」 合體變身音效「Hissatsu! Ano te! Kono te! Anomalocaris! （必殺！あの手！この手！アノマロカリス！）」 | 假面騎士DEMONS：混合變化奇蝦基因組於雙手。 變身成奇蝦・死囚。                                                                                      | 存放奇蝦遺傳基因情報和假面騎士BLACK形象的印章型道具。 |
| Kujaku           | クジャク               | 孔雀       | 《假面騎士ZX》                  | 待機音效「Kuja! Ku! Kujaku!（）」 變身音效「Stage o jack! Amanojaku! Kujaku! Shougeki Issen Bakufuu! （ステージをジャック！天邪鬼！クジャク！衝撃・一閃・爆風！）」 合體變身音效「Hissatsu! Jubaku! Kudaku! Kujaku! （）」 | 假面騎士JEANNE：拉弗科芙變化成孔雀基因組。 | 存放孔雀遺傳基因情報和假面騎士ZX形象的印章型道具。 |
| Mogura           | モグラ                 | 鼴鼠       | 《假面騎士亞馬遜》              | 待機音效「Mogu! Mogu! Mogura!（モグ！モグ！モグラ！）」 變身音效「Makkura! Hitasura! Masshigura! Mogura! Hooruuzoon! （真っ暗！ひたすら！まっしぐら！モグラ！ホールーゾーン！）」 合體變身音效「Hissatsu! Guragura! Bikkura! Mogura! （必殺！グラグラ！びっくら！モグラ！）」 | 假面騎士DEMONS：混合變化鼴鼠基因組於右手。 假面騎士OVER DEMONS：混合變化鼴鼠基因組於右手。                                                         | 存放鼴鼠遺傳基因情報和假面騎士亞馬遜形象的印章型道具。 |
| Scorpion         | スコーピオン           | 蠍子       | 《假面騎士X》                   | 待機音效「Suko! Suko! Scorpion!（スコ！スコ！スコーピオン！）」 變身音效「Doku doku hari o! Lock on! Scorpion! Daisharin string! （毒々針を！ロックオン！スコーピオン！大車輪スティング！）」 合體變身音效「Hissatsu! Switch on! Scorpion! （必殺！スイッチオン！スコーピオン！）」 | 假面騎士DEMONS：混合變化蠍子基因組於腰部。 | 存放蠍子遺傳基因情報和假面騎士X形象的印章型道具。 |
| Turtle           | タートル               | 烏龜       | 《假面騎士V3》                  | 待機音效「Ta! Ta! Ta! Turtle!（タ！タ！タ！タートル！）」 變身音效「Heiwa o mamoru!Cho battle! Turtle! Uchimakurya-! （平和を守る！超バトル！タートル！打ちまくりゃー！）」 合體變身音效「Hissatsu! Uchitoru! Kachitoru! Turtle! （必殺！打ち取る！勝ち取る！タートル！）」 | 假面騎士JEANNE：拉弗科芙變化成烏龜基因組。 | 存放烏龜遺傳基因情報和假面騎士V3形象的印章型道具。 |
| Gold Spino       | ゴールドスピノ         | 黃金棘龍   | 《假面騎士2號》                 | 破殼暴龍罪惡印章上蓋印音效「BakiBaki!（バキバキ！）」。 | 假面騎士REVI：轉換形態成黃金棘龍基因組。 | 存放棘龍遺傳基因情報和假面騎士2號形象的印章型道具，外觀與破殼暴龍罪惡印章同樣。 由來自平行世界的狩崎兩父子為了阻止狼・死囚的陰謀而共同研發，為寄存「2號之力」的假面騎士才能用的道具。    |
| Batta            | バッタ                 | 蝗蟲       | 《假面騎士1號》                 | 待機音效「Ba! Ba! Batta!（バ！バ！バッタ！）」 變身音效「Densetsu to Natsuta! Saisho no Batta! Top Batter! Semaru Hopper! Henshin! （伝説となつた！最初のバッタ！トップバッター！迫るホッパー！変身！）」 合體變身音效「Hissatsu! Rider! Kickda! Batta! （必殺！ライダー！キックだ！バッタ！）」 破殼暴龍罪惡印章上蓋印音效「BataBata!（バタバタ！）」 該印章一開始在《假面騎士聖刃》增刊號（特別篇）中由歐魯特卡拿來與純平作契約誕生出「蝗蟲·死囚」，在飛羽真、賢人、一輝、拜斯四人一同打敗「蝗蟲·死囚」後，由賢人將該印章交給一輝，而後轉交給喬治·狩崎。 | 假面騎士DEMONS：混合變化蝗蟲基因組於雙腳。 | 存放蝗蟲遺傳基因情報和假面騎士1號形象的印章型道具。 |

#### 原型罪惡印章（Proto Vistamp）
Proto Vistamp一覽 
| 英文名稱          | 日文名稱               | 中文名稱     | 能力                                                                       | 備註 |
| ----------------- | ---------------------- | ------------ | -------------------------------------------------------------------------- | --- |
| Spider Proto      | スパイダープロト       | 蜘蛛原型     | 孕育出蜘蛛・死囚。                                                         | 存放蜘蛛遺傳基因情報的印章型道具。 |
| Batta Proto       | バッタプロト           | 蝗蟲原型     | 孕育出蝗蟲・死囚。                                                         | 存放蝗蟲遺傳基因情報的印章型道具。 |
| Mammoth Proto     | マンモスプロト         | 猛獁象原型   | 孕育出猛獁象・死囚。                                                       | 存放猛獁象遺傳基因情報的印章型道具。 |
| Kamakiri Proto    | カマキリプロト         | 螳螂原型     | 孕育出螳螂・死囚。                                                         | 存放螳螂遺傳基因情報的印章型道具。 |
| Megalodon Proto   | メガロドンプロト       | 巨齒鯊原型   | 孕育出巨齒鯊・死囚 進階成巨齒鯊・死囚 階段2。                              | 存放巨齒鯊遺傳基因情報的印章型道具。 |
| Kong Proto        | コングプロト           | 金剛原型     | 孕育出金剛・死囚。 進階成金剛・死囚 階段2。                                | 存放大猩猩遺傳基因情報的印章型道具。 |
| Lion Proto        | ライオンプロト         | 獅子原型     | 孕育出獅子・死囚。                                                         | 存放獅子遺傳基因情報的印章型道具。 |
| Daiouika Proto    | ダイオウイカプロト     | 大王烏賊原型 | 變身成大王烏賊・死囚。                                                     | 存放大王烏賊遺傳基因情報的印章型道具。 待機音效「Gracias! Daiouika!（グラシアス！ダイオウイカ！）」 變身音效「Deadmans up! Sumi hakanaika! Kyodai janaika! Daiouika! （デッドマンズアップ！スミはかないか！巨大じゃないか！ダイオウイカ！）」 合體變身音效「Hissatsu! Shihaika! Daiouika! （必殺！支配下！ダイオウイカ！）」      |
| Wolf Proto        | ウルフプロト           | 野狼原型     | 變身成野狼・死囚。                                                         | 存放野狼遺傳基因情報的印章型道具。 待機音效「Gracias! Wolf!（グラシアス！ウルフ！）」 變身音效「Deadmans up! Tsukiage serufu! Tsukiyo ni uzuku! Wolf! （デッドマンズアップ！突き上げセルフ！月夜にうずく！ウルフ！）」 合體變身音效「Hissatsu! Ultra! Raru sai wolf! （必殺！ウルトラ！ラるさいウルフ！）」                   |
| Kangaroo Proto    | カンガループロト       | 袋鼠原型     | 孕育出袋鼠・死囚。                                                         | 存放袋鼠遺傳基因情報的印章型道具。 |
| Cheetah Proto     | チータープロト         | 獵豹原型     | 孕育出獵豹・死囚。 進階成獵豹・死囚 階段2。                                | 存放獵豹遺傳基因情報的印章型道具。 |
| Brachio Proto     | ブラキオプロト         | 腕龍原型     | 孕育出腕龍・死囚。                                                         | 存放腕龍遺傳基因情報的印章型道具。 能孕育出不同型態的死囚。 |
| Planarian Proto   | ブラナリアプロト       | 渦蟲原型     | 孕育出渦蟲・死囚。 進階成渦蟲・死囚 階段2。 變身成渦蟲・死囚 階段3。       | 存放渦蟲遺傳基因情報的印章型道具。 能使用渦蟲的能力進行印章複製。 |
| Chamaeleon Proto  | カメレオンプロト       | 變色龍原型   | 孕育出變色龍・死囚。 進階成變色龍・死囚 階段2。 變身成變色龍・死囚 階段3。 | 存放變色龍遺傳基因情報的印章型道具。 |
| Saber Tiger Proto | サーベルタイガープロト | 劍齒虎原型   | 孕育出劍齒虎・死囚。 進階成劍齒虎・死囚 階段2。 變身成劍齒虎・死囚 階段3。 | 存放劍齒虎遺傳基因情報的印章型道具。 |
| Queen Bee Proto   | クイーンビープロト     | 女王蜂原型   | 變身成女王蜂・死囚 階段3。                                                 | 存放女王蜂遺傳基因情報的印章型道具。 待機音效「Gracias! Queen Bee!（グラシアス！クイーンビー！）」 變身音效「Deadmans up! Gohoubi! Kanbi! Nerau kubi! Queen Bee! （デッドマンズアップ！ご褒美！甘美！狙う首！クイーンビー！）」 合體變身音效「Hissatsu! Uchikomu! Kusabi! Queen Bee! （必殺！打ち込む！楔！クイーンビー！）」 |
| Shark Proto       | シャークプロト         | 鯊魚原型     | 孕育出鯊魚・死囚。                                                         | 存放鯊魚遺傳基因情報的印章型道具。 |
| Elephant Proto    | エレファントプロト     | 大象原型     | 孕育出大象・死囚。                                                         | 存放大象遺傳基因情報的印章型道具。 |
| Rafflesia Proto   | ラフレシアトプロト     | 大花草原型   | 孕育出大花草・死囚。                                                       | 存放大花草遺傳基因情報的印章型道具。 |
| Koala Proto       | コアラプロト           | 無尾熊原型   | 孕育出無尾熊・死囚。                                                       | 存放無尾熊遺傳基因情報的印章型道具。 |
| Mandrill Proto    | マンドリルプロト       | 山魈原型     | 更多 ： 劇場版 假面騎士REVICE Battle Familia                               | 更多 ： 劇場版 假面騎士REVICE Battle Familia |

#### 克里斯帕印章（CRISPR Stamp）
CRISPR Stamp一覽 
| 英文名稱 | 日文名稱   | 中文名稱   | 能力 | 備註 |
| -------- | ---------- | ---------- | ---- | ---- |
| Himiko   | ヒミコ     | 卑彌呼     |      |      |
| Khufu    | クフ       | 古夫       |      |      |
| Edison   | エジソン   | 愛迪生     |      |      |
| Leonidas | レオニダス | 列奧尼達斯 |      |      |

#### 怪人印章（Kaijin Stamp）
Kaijin Stamp一覽 
| 英文名稱       | 日文名稱 | 中文名稱     | 對應怪人                                                      | 能力                                                          | 備註                                                          |
| -------------- | -------- | ------------ | ------------------------------------------------------------- | ------------------------------------------------------------- | ------------------------------------------------------------- |
| Deadman Stamp  |          | 死囚印章     | 更多 ： 假面騎士REVICE The Mystery § 怪人印章（Kaijin Stamp） | 更多 ： 假面騎士REVICE The Mystery § 怪人印章（Kaijin Stamp） | 更多 ： 假面騎士REVICE The Mystery § 怪人印章（Kaijin Stamp） |
| Dopant Stamp   |          | 摻雜體印章   | 更多 ： 假面騎士REVICE The Mystery § 怪人印章（Kaijin Stamp） | 更多 ： 假面騎士REVICE The Mystery § 怪人印章（Kaijin Stamp） | 更多 ： 假面騎士REVICE The Mystery § 怪人印章（Kaijin Stamp） |
| Inves Stamp    |          | 異域精靈印章 | 更多 ： 假面騎士REVICE The Mystery § 怪人印章（Kaijin Stamp） | 更多 ： 假面騎士REVICE The Mystery § 怪人印章（Kaijin Stamp） | 更多 ： 假面騎士REVICE The Mystery § 怪人印章（Kaijin Stamp） |
| Roidmude Stamp |          | 惡路程式印章 | 更多 ： 假面騎士REVICE The Mystery § 怪人印章（Kaijin Stamp） | 更多 ： 假面騎士REVICE The Mystery § 怪人印章（Kaijin Stamp） | 更多 ： 假面騎士REVICE The Mystery § 怪人印章（Kaijin Stamp） |
| Stamp          |          | 牙血鬼印章   | 更多 ： 假面騎士REVICE The Mystery § 怪人印章（Kaijin Stamp） | 更多 ： 假面騎士REVICE The Mystery § 怪人印章（Kaijin Stamp） | 更多 ： 假面騎士REVICE The Mystery § 怪人印章（Kaijin Stamp） |
| Stamp          |          | 宙體闇使印章 | 更多 ： 假面騎士REVICE The Mystery § 怪人印章（Kaijin Stamp） | 更多 ： 假面騎士REVICE The Mystery § 怪人印章（Kaijin Stamp） | 更多 ： 假面騎士REVICE The Mystery § 怪人印章（Kaijin Stamp） |
| Gurongi Stamp  |          | 達古朗基印章 | 更多 ： 假面騎士REVICE The Mystery § 怪人印章（Kaijin Stamp） | 更多 ： 假面騎士REVICE The Mystery § 怪人印章（Kaijin Stamp） | 更多 ： 假面騎士REVICE The Mystery § 怪人印章（Kaijin Stamp） |
| Worm Stamp     |          | 異蟲印章     | 更多 ： 假面騎士REVICE The Mystery § 怪人印章（Kaijin Stamp） | 更多 ： 假面騎士REVICE The Mystery § 怪人印章（Kaijin Stamp） | 更多 ： 假面騎士REVICE The Mystery § 怪人印章（Kaijin Stamp） |
| Smash Stamp    |          | 猛擊者印章   | 更多 ： 假面騎士REVICE The Mystery § 怪人印章（Kaijin Stamp） | 更多 ： 假面騎士REVICE The Mystery § 怪人印章（Kaijin Stamp） | 更多 ： 假面騎士REVICE The Mystery § 怪人印章（Kaijin Stamp） |
| Orphnoch Stamp |          | 操冥使徒印章 | 更多 ： 假面騎士REVICE The Mystery § 怪人印章（Kaijin Stamp） | 更多 ： 假面騎士REVICE The Mystery § 怪人印章（Kaijin Stamp） | 更多 ： 假面騎士REVICE The Mystery § 怪人印章（Kaijin Stamp） |

#### 其他罪惡印章
其他Vistamp一覽 
| 英文名稱                      | 日文名稱                             | 中文名稱               | 音效 | 備註 |
| ----------------------------- | ------------------------------------ | ---------------------- | --- | --- |
| GiffJunior                    | ギフジュニア                         | 下級基夫               | 待機音效「Gracias! GiffJunior!（グラシアス！ギフジュニア！）」 變身音效「Deadmans up! Gracias! Deadmans! GiffJunior! （デッドマンズアップ！グラシアス！デッドマンズ！ギフジュニア！）」 必殺技音效「GiffJunior! Deadmans Finish! （ギフジュニア！デッドマンズフィニッシュ！）」 合體變身音效「Release! Hissatsu! Kaihou! GiffJunior! （リリース！必殺！解放！ギフジュニア！）」              | 為死亡之徒所持有的謎之印章型道具，可孕育及召喚出下級惡魔下級基夫（GiffJunior）。 第36話出現菲尼克斯版本的印章，功能與前者同樣。                        |
| Fake Lion                     | フェイクライオン                     | 偽造獅子               | | 喬治·狩崎所製作出的獅子罪惡印章仿製品，目的在於揪出從菲尼克斯盜走罪惡印章的內賊。 不同於罪惡印章上的蓋印面為生物圖案，此印章的蓋印面則是書寫狩崎（）。 |
| Crow                          | クロウ                               | 烏鴉                   | | 存放烏鴉遺傳基因情報的印章型道具，喬治·狩崎為了強化雙側驅動器而開發的未完成品。 但怕大二跟陽炎兩者其中之一人在完成過程中因此消失，而未交給大二使用。   |
| Crimson Vail                  | クリムソンベイル                     | 真紅韋爾               | 更多 ： § 變身道具 | 狩崎真澄為了強化韋爾所研發的印章型道具，外觀與滾輪罪惡印章相似。 具有儲存惡魔並返還至宿主身上的功能。                                                  |
| Blank                         | ブランク                             | 空白                   | | 用於進行釋放惡魔實驗的印章，為原型罪惡印章的雛型，不具有生物遺傳基因情報。                                                                             |
| Oblivian                      | オブリビアン                         | 奧布利維安             | 更多 ： 假面騎士REVICE The Mystery § 本作登場道具 | 更多 ： 假面騎士REVICE The Mystery § 本作登場道具 |
| Rex(Black Metal Plating Ver.) | レックス（ブラックメタルメッキver.） | 暴龍（黑金屬電鍍ver.） | 待機音效「Lucky! Lucky!（ラッキー！ラッキー！）」 變身音效「 （）」 必殺技前半音效「Lucky!（ラッキー！）」 合體變身音效「Hissatsu! Kuridasu! Max! Rex! Omedeto! （必殺！繰り出す！マックス！レックス！おめでとう！）」                                                                                   | 存放暴龍遺傳基因情報和假面騎士REVI形象的印章型道具。                                                                                                   |
| Rex(Christmas Ver.)           | レックス（クリスマスver.）           | 暴龍（聖誕節ver.）     | 待機音效「Hapi! Hapi! Happy!（ハピ！ハピ！ハッピー！）」 變身音效「Ohing! Shoning! Rolling! Going! Kamen Rider! REVI! VICE! REVICE! （オーイング！ショーニング！ローリング！ゴーイング！仮面ライダー！リバイ！バイス！リバイス！）」 必殺技前半音效「Christmas!（クリスマス！）」 合體變身音效「Hissatsu! Kuridasu! Max! Rex! （必殺！繰り出す！マックス！レックス！）」                   | 存放暴龍遺傳基因情報和假面騎士REVI形象的印章型道具。                                                                                                   |
| Rex(Opening Ver.)             | レックス（主題歌Ver.）               | 暴龍（主題曲Ver.）     | 待機音效「Re! Re! Re! Rex!（レ！レ！レ！レックス！）」 變身音效「 Hey! Oretchi ga VICE! De, atchi ga ne! Yoru shiku! （）」 合體變身音效「Hissatsu! Kuridasu! Max! Rex! （必殺！繰り出す！マックス！レックス！）」                                                                       | 存放暴龍遺傳基因情報和假面騎士REVI形象的印章型道具。                                                                                                   |
| Toysaurus                     | トイザウルス                         | 玩具恐龍               | 待機音效「Toy! Toy! Toysaurus!（トイ！トイ！トイザウルス！）」 變身音效「Rex! Kicks! DX! Kamen Rider REVICE! Toysaurus! （レックス！キックス！デラックス！仮面ライダーリバイス！トイザウルス！）」 合體變身音效「Hissatsu! Mix! Doubles! Saurus! （必殺！ミックス！ダブルス！ザウルス！）」 破殼暴龍罪惡印章上蓋印音效「ToyToy!（トイトイ！）」                        | 存放暴龍遺傳基因情報和假面騎士REVI形象的印章型道具。                                                                                                   |
| Mammoth(China Ver.)           | マンモス（中囯限定Ver.）             | 猛獁象（中國限定Ver.） | 待機音效「Ma! Ma! Mammoth!（マ！マ！マンモス！）」 變身音效「Kyodai na kibamotsu! Riku no Boss! Mammoth! Hanakkara Climax daze! （巨大なキバ持つ！陸のボス！マンモス！はなっからクライマックスだぜ！）」 合體變身音效「Hissatsu! Dosu Dosu! Taosu! Mammoth! （必殺！ドスドス！倒す！マンモス！）」 破殼暴龍罪惡印章上蓋印音效「MosuMosu!（モスモス！）」 | 存放猛獁象遺傳基因情報和假面騎士電王形象的印章型道具。                                                                                                 |

## 本作登場怪人
有關參考：故事用語

### 下級基夫
原文： / GiffJunior
罪惡印章：GiffJunior罪惡印章
身高：199.2cm
體重：64.1kg
特色 / 能力：集團行動
本作中的雜兵，第1話初登場。
使用「下級基夫罪惡印章」從人類體內孕育出的無任何生物基因情報的下位惡魔，能從地上所留下的蓋印處周圍湧現出來。

### 死囚（Deadman）
| 日本原文名字 | 中文名字                 | 英文名字                    | 登場話數                                          | 罪惡印章                                          | 身高                                              | 體重                                              | 特色 / 能力                                       | 契約者                                            | 備註 |
| ------------ | ------------------------ | --------------------------- | ------------------------------------------------- | ------------------------------------------------- | ------------------------------------------------- | ------------------------------------------------- | ------------------------------------------------- | ------------------------------------------------- | --- |
|              | 蜘蛛・死囚               | Spider Deadman              | 《劇場版短篇 假面騎士REVICE》                     | 蜘蛛 原型罪惡印章                                 | 203.3cm                                           | 92.6kg                                            | 蛛絲 / 蛛肢                                       | 上班族                                            | 擁有蜘蛛遺傳基因情報的怪人。 擅長利用從嘴裡吐出的蜘蛛絲來拘束敵人，而且還能連續吐出。 上半身的蜘蛛節肢則巨大化並且大範圍地攻擊，讓敵人陷入不知所措的狀態。                                                             |
|              | 蝗蟲・死囚               | Batta Deadman               | 《假面騎士聖刃》增刊號                            | 蝗蟲 原型罪惡印章                                 | 221.0cm                                           | 76.2kg                                            | 跳躍力                                            | 小畑 純平                                         | 擁有蝗蟲遺傳基因情報的怪人。 擅長運用高跳躍力和輕盈的身體來玩弄目標，在目標精疲力盡後一口氣解決的戰術。 |
|              | 猛獁象・死囚             | Mammoth Deadman             | 1                                                 | 猛獁象 原型罪惡印章                               | 206.6cm                                           | 131.5kg                                           | 鼻 / 牙 / 突進                                    | 原田 智之                                         | 擁有猛獁象遺傳基因情報的怪人。 能使用巨大的牙進行破壞力加倍的突進。 另外，長鼻子能像粗鞭子一樣使用，能將所有東西一掃而空。                                                                                             |
|              | 暴龍・死囚               | Rex Deadman                 | 1                                                 | 暴龍 罪惡印章                                     | 213.7cm                                           | 130.2kg                                           | 顎 / 牙 / 尾巴                                    | 門田 廣見                                         | 擁有霸王龍遺傳基因情報的怪人。 赤裸裸的展現如同暴君般的鬥爭本能來肆虐，能用下顎將所有東西咬碎。 |
|              | 螳螂・死囚               | Kamakiri Deadman            | 2                                                 | 螳螂 原型罪惡印章                                 | 192.2cm                                           | 86.7kg                                            | 鐮刀                                              | 井端                                              | 擁有螳螂遺傳基因情報的怪人。 雙腕上鋒利的鐮刀能切斷所有東西。 另外，鐮刀能像錨一樣使用來攀登懸崖。 |
|              | 巨齒鯊・死囚             | Megalodon Deadman           | 2                                                 | 巨齒鯊 原型罪惡印章                               | 212.7cm                                           | 126.2kg                                           | 齒 / 兩棲                                         | 荒木                                              | 擁有巨齒鯊遺傳基因情報的怪人。 由於能在地上和海中活動，所以行動範圍很廣。 另外，大嘴裡銳利的牙齒擁有被破壞後再生新牙來維持銳利度的能力。                                                                               |
|              | 金剛・死囚               | Kong Deadman                | 3 - 4                                             | 金剛 原型罪惡印章                                 | 198.8cm                                           | 128.8kg                                           | 拳擊力 / 粗壯的手臂                               | 桶谷彩夏                                          | 擁有金剛遺傳基因情報的怪人。 無法抑制想毆打進入視野內的所有東西的衝動。 另外，能釋放強力拳擊的大型粗壯手臂，能以防禦姿勢來抵禦任何攻擊。                                                                               |
|              | 獅子・死囚               | Lion Deadman                | 5                                                 | 獅子 原型罪惡印章                                 | 214.0cm                                           | 118.9kg                                           | 火炎操作 / 分身                                   | 波恩                                              | 擁有獅子遺傳基因情報的怪人。 能用咆哮之炎包覆在巨大的手上來強化力量。 另外，能將能量集中在鬃毛上來製造分身，具有成群攻擊目標的特性。                                                                                   |
|              | 袋鼠・死囚               | Kangaroo Deadman            | 6                                                 | 袋鼠 原型罪惡印章                                 | 222.2cm                                           | 107.5kg                                           | 拳擊力 / 跳躍力 / 炸彈                            | 工藤康                                            | 擁有袋鼠生物遺傳基因情報的怪人。 能讓全身像彈簧一樣產生輕快的步伐。 雙手的「Garou Balloon（ガルーバルーン）」能釋放出可以產生衝擊波的強力拳擊。 腹部口袋還隱藏著膨脹到頂點後會爆炸的定時炸彈。                         |
|              | 腕龍・死囚               | Brachio Deadman             | 9 - 10                                            | 腕龍 原型罪惡印章                                 | 216.2cm                                           | 141.6kg                                           | 突進力 / 武裝攻擊                                 | 詐欺師三人組                                      | 擁有腕龍生物遺傳基因情報的怪人。 特徵為能將身體的一部份武裝化。 目前為止已經確認了三種類型：持有電鋸的類型、持有加農砲的類型、持有鑽頭的類型。                                                                         |
|              | 腕龍・死囚（Type-Union） | Brachio Deadman(Type-Union) | 10、《假面騎士JUUGA VS 假面騎士OLTECA》           | 腕龍 原型罪惡印章                                 | 222.9cm                                           | 168.2kg                                           | 突進力 / 武裝攻擊 / 合體                          | 詐欺師三人組                                      | 3隻腕龍・死囚合體後的怪人，整個身體配備了每隻個體的武器。 頭頂與長頸擁有Type-A的電鋸，頭頂與右臂擁有Type-B的加農砲，頭頂與左臂擁有Type-C的鑽頭。 雖尚未確認，但與之前確認的階段1不同的強化系統，是作為死囚的特殊類型。 |
|              | 水母・死囚               | Kurage Deadman              | 11                                                | 不明                                              | 不明                                              | 不明                                              | 不明                                              | 不明                                              | 擁有水母生物遺傳基因情報的怪人。 |
|              | 鸚鵡・死囚               | Oumu Deadman                | 11                                                | 不明                                              | 不明                                              | 不明                                              | 不明                                              | 不明                                              | 擁有鸚鵡生物遺傳基因情報的怪人。 |
|              | 針鼴・死囚               | Harimogura Deadman          | 11                                                | 不明                                              | 不明                                              | 不明                                              | 飛行能力                                          | 不明                                              | 擁有針鼴生物遺傳基因情報的怪人。 |
|              | 渦蟲・死囚               | Planarian Deadman           | 11 - 12、《假面騎士Beyond Generations》、14       | 渦蟲 原型罪惡印章                                 | 210.2cm                                           | 100.3kg                                           | 再生能力 / 尾巴                                   | 灰谷天彦                                          | 擁有渦蟲生物遺傳基因情報的怪人。 即使給予大量傷害也能使用再生能力立即恢復。 另外也擁有強力的格鬥能力，利用尾巴纏繞在目標身上，剝奪自由狀況下進行攻擊。 此外右臂能釋放具備爆炸力的能量球。                              |
|              | 鯊魚・死囚               | Shark Deadman               | 22 - 23                                           | 鯊魚 原型罪惡印章                                 | 204.5cm                                           | 127.7kg                                           | 銳利的鰭 / 兩棲                                   | 富永真由                                          | 擁有鯊魚生物遺傳基因情報的怪人。 由於能在地上和海中活動，所以行動範圍很廣，雙眼能個別使用來瞬間發現獵物。 另外，可以使用銳利的鰭將所有東西斬斷。                                                                       |
|              | 大象・死囚               | Elephant Deadman            | 22 - 23                                           | 大象 原型罪惡印章                                 | 208.1cm                                           | 128.1kg                                           | 突風 / 突進                                       | 富永真由                                          | 擁有大象生物遺傳基因情報的怪人。 長鼻子能吸入空氣化為突風噴出。 另外，還可以透過大耳收集聲音情報來觀察遠處的情況。 |
|              | 大花草・死囚             | Rafflesia Deadman           | 30 - 31                                           | 大花草 原型罪惡印章                               | 214.6cm                                           | 133.8kg                                           | 惡臭                                              | 木村昴                                            | 擁有大花草生物遺傳基因情報的怪人。 能用巨大的花瓣包覆對象，釋放強烈的臭氣，並讓其陷入幻覺的特殊能力。 另外，雖然是階段1的狀態，但由於基夫復活的影響，攻擊力和暴走性逐漸增強。                                          |
|              | 紅猩猩・死囚             | Orangutan Deadman           | 更多 ： 假面騎士REVICE The Mystery § 本作登場怪人 | 更多 ： 假面騎士REVICE The Mystery § 本作登場怪人 | 更多 ： 假面騎士REVICE The Mystery § 本作登場怪人 | 更多 ： 假面騎士REVICE The Mystery § 本作登場怪人 | 更多 ： 假面騎士REVICE The Mystery § 本作登場怪人 | 更多 ： 假面騎士REVICE The Mystery § 本作登場怪人 | 更多 ： 假面騎士REVICE The Mystery § 本作登場怪人 |
|              | 無尾熊・死囚             | Koala Deadman               | 超戰鬥DVD                                         | 無尾熊 原型罪惡印章                               | 不明                                              | 不明                                              | 強力拳擊 / 讓本體逃脫而復活                       | 搞笑藝人                                          | 擁有無尾熊生物遺傳基因情報的怪人。 擅長使用鋼腕使出強力拳擊戰鬥。 口袋內為特殊空間，只要不將潛伏在內的本體擊破，就能夠無限次地復活。                                                                                   |
|              | 狼・死囚                 | Ookami Deadman              | 超戰鬥DVD2                                        | 不明                                              | 不明                                              | 不明                                              | 將人變成小狗 / 格鬥技 / 火炎彈                    | 未知                                              | 擁有狼生物遺傳基因情報的怪人。 擁有能將人類變成小狗的能力，雖然有擁有強力的格鬥技和強力的火炎彈，但弱點為「2號之魂」。                                                                                                 |

### 死囚 階段2（Deadman Phase 2）
| 日本原文名字     | 中文名字           | 英文名字                    | 登場話數                                                    | 罪惡印章                                                    | 身高                                                        | 體重                                                        | 特色 / 能力                                                 | 契約者                                                      | 備註 |
| ---------------- | ------------------ | --------------------------- | ----------------------------------------------------------- | ----------------------------------------------------------- | ----------------------------------------------------------- | ----------------------------------------------------------- | ----------------------------------------------------------- | ----------------------------------------------------------- | --- |
|                  | 金剛・死囚 階段2   | Kong Deadman Phase2         | 4                                                           | 金剛 原型罪惡印章                                           | 197.9cm                                                     | 88.4kg                                                      | 拳擊力 / 跳躍力                                             | 桶谷彩夏                                                    | 金剛・死囚與宿主進行上級契約而一體化的怪人。 擁有超越金剛・死囚的拳擊力，僅僅衝擊波就可以摧毀建築物，能以指節行走在市區中縱橫奔馳，以瞬間移動般的速度將對象逼入絕境。                                                      |
|                  | 獵豹・死囚 階段2   | Cheetah Deadman Phase2      | 7                                                           | 獵豹 原型罪惡印章                                           | 200.8cm                                                     | 86.5kg                                                      | 強走力 / 超瞬間爆發力                                       | 前園孝治                                                    | 獵豹・死囚與宿主進行上級契約而一體化的怪人。 在至今為止確認過的死囚中，以第一名的跑力而自豪，單純比速度是無人能敵的。 對於遇到的阻礙，都以那個速度來突破。 並且還擁有尖銳的雙爪，擅長在與目標擦肩而過時進行斬裂攻擊。      |
|                  | 渦蟲・死囚 階段2   | Planarian Deadman Phase 2   | 11 - 12、14 - 15                                            | 渦蟲 原型罪惡印章                                           | 199.0cm                                                     | 93.5kg                                                      | 超再生能力 / 自我武裝化                                     | 大森聖子（共同）                                            | 渦蟲・死囚與宿主或其他「共同契約」宿主進行上級契約而一體化的怪人。 成為階段2獲得超再生能力，因此可以剝去自身的一部份，將其武裝化成「Nou-darake Arms（）」。 若與原本的宿主進行上級契約則會成為擁有超越共同契約的強大個體。 |
| 灰谷天彦（本人） | 渦蟲・死囚 階段2   | Planarian Deadman Phase 2   | 11 - 12、14 - 15                                            | 渦蟲 原型罪惡印章                                           | 199.0cm                                                     | 93.5kg                                                      | 超再生能力 / 自我武裝化                                     |                                                             | 渦蟲・死囚與宿主或其他「共同契約」宿主進行上級契約而一體化的怪人。 成為階段2獲得超再生能力，因此可以剝去自身的一部份，將其武裝化成「Nou-darake Arms（）」。 若與原本的宿主進行上級契約則會成為擁有超越共同契約的強大個體。 |
|                  | 變色龍・死囚 階段2 | Chamaeleon Deadman Phase 2  | 13 - 16                                                     | 變色龍 原型罪惡印章                                         | 196.6cm                                                     | 106.1kg                                                     | 形態變化 / 保護色                                           | 未知                                                        | 變色龍・死囚與宿主進行上級契約而一體化的怪人。 變成階段2除了能使體表顏色變色外，還獲得改變形態的能力。 因此可以裝扮成各式各樣的東西，擅長潛入工作。 一旦改變形態，人類就很難判別，即使是惡魔也會不小心忽視的完美程度。     |
|                  | 劍齒虎・死囚 階段2 | Saber Tiger Deadman Phase 2 | 14 - 15、30                                                 | 劍齒虎 原型罪惡印章                                         | 206.9cm                                                     | 113.5kg                                                     | 牙 / 幻惑                                                   | 工藤康                                                      | 劍齒虎・死囚與宿主進行上級契約而一體化的怪人。 擁有兩顆延伸至雙手的尖牙和敏捷的體術。 另外，可以使用口腔中的巨大眼球來迷惑對手，擾亂對方的攻擊軌道。                                                                       |
|                  | 山魈・死囚 階段2   | Mandrill Deadman Phase 2    | 更多 ： 劇場版 假面騎士REVICE Battle Familia § 本作登場怪人 | 更多 ： 劇場版 假面騎士REVICE Battle Familia § 本作登場怪人 | 更多 ： 劇場版 假面騎士REVICE Battle Familia § 本作登場怪人 | 更多 ： 劇場版 假面騎士REVICE Battle Familia § 本作登場怪人 | 更多 ： 劇場版 假面騎士REVICE Battle Familia § 本作登場怪人 | 更多 ： 劇場版 假面騎士REVICE Battle Familia § 本作登場怪人 | 更多 ： 劇場版 假面騎士REVICE Battle Familia § 本作登場怪人 |
|                  | 巨齒鯊・死囚 階段2 | Megalodon Deadman Phase 2   | TTFC產直1                                                   | 巨齒鯊 原型罪惡印章                                         | 不明                                                        | 不明                                                        | 長槍攻擊                                                    | 亂入某起事件的男人                                          | 巨齒鯊・死囚與宿主進行上級契約而一體化的怪人。 除了能用尖銳的牙齒咬碎敵人以外，還能裝備長槍進行戰鬥。 |
|                  | 章魚・死囚 階段2   | Octopus Deadman Phase 2     | 最終舞台劇                                                  | 章魚 罪惡印章                                               | 220.0cm                                                     | 128.1kg                                                     | 墨汁 / 捕捉能力                                             | 菲尼克斯某位已故成員的親屬                                  | 章魚・死囚與宿主進行上級契約而一體化的怪人。 |
|                  | 烏龜・死囚 階段2   | Turtle Deadman Phase 2      | 最終舞台劇                                                  | 烏龜 罪惡印章                                               | 218.5cm                                                     | 112.0kg                                                     | 龜甲 / 防禦力                                               | 菲尼克斯某位已故成員的親屬                                  | 烏龜・死囚與宿主進行上級契約而一體化的怪人。 |

### 基夫魔信徒
- 基夫魔信徒

原文： / GiffTerian
罪惡印章：基夫印章
身高：214.4cm
體重：109.2kg
特色 / 能力：劍 / 格鬥
將潛藏在人類體內的惡魔使用「基夫印章」的力量釋放出來的新種惡魔。第1話以陰影的形式登場，第17話正式初登場。
擁有遠遠超越階段2的戰鬥力，雙手腕上突出的劍「Farigud（フェアグド）」其鋒利度能極輕易斬斷鋼鐵。
另外，宿主在進行此契約後，以其身體被成體的基夫魔信徒蠶食殆盡作為代價，宿主的存在已經被消滅，目前無法像以前解除契約的方式來將人類從其身上分離。
- 基夫魔信徒（TRUE）

原文： / GiffTerian True
罪惡印章：基夫印章
身高：214.4cm
體重：112.8kg
特色 / 能力：劍 / 格鬥
由基夫誕生出來的真之基夫魔信徒 ，第29話正式初登場。
擁有媲美階段3死囚的戰鬥力，雙手腕上突出的劍「Fairgdard（フェアグダード）」其鋒利度能切斷萬物。
- 地獄基夫魔信徒

原文： / Hell GiffTerian
罪惡印章：不明
身高：206.1cm
體重：142.4kg
特色 / 能力：格鬥 / 超修復能力
由基夫將無數個基夫魔信徒融合而成的新生物。
擁有可以和多數個假面騎士戰鬥的巨大戰鬥力和基夫賦予的超修復能力，並具有很高的智能，能與人類溝通。

### 基夫特使（Gifftex）
- 女王蜂・死囚 階段3

原文：/ Queen Bee Deadman Phase3
罪惡印章：女王蜂原型罪惡印章
身高：193.5cm
體重：82.1kg
特色 / 能力：統帥力 / 毒針 / 飛行
（替身演員：林本奈奈、CV：淺倉唯）
阿奎萊拉的怪人型態，第16話初變身登場。
擁有女王蜂遺傳基因情報的怪人。
擁有能散布特殊的費洛蒙來隨意控制死囚的能力。
能以自己的力量創造出護衛蜂「羅伊格爾蜂（ロイガービー）」來確保數量優勢。
尖又長的食指爪子具有作為毒針的功能。
- 大王烏賊・死囚

原文：/ Daiouika Deadman
罪惡印章：大王烏賊原型罪惡印章
身高：222.7cm
體重：119.1kg
特色 / 能力：觸手 / 劍 / 盾 / 炸彈
（替身演員：寺本翔悟、CV：關隼汰）
歐魯特卡的怪人型態，第1話初變身登場，第20話解除契約。
擁有大王烏賊遺傳基因情報的怪人。
以頭腦清晰與沉著冷靜的方式戰鬥。
能展開無數隻伸縮自在的觸手，在自身周圍排除一切並建立自己的領域。
能操控具有吸附能力的炸彈，與兼具劍與盾能力的愛用武器「Paranegro（パラネグロ）」，使攻防毫無空隙。
在危機時能將身體變化成墨汁來藉機逃離戰場。
- 奇蝦・死囚

原文：/ Anomalocaris Deadman
罪惡印章：奇蝦罪惡印章
身高：222.7cm
體重：152.6kg
特色 / 能力：修復能力 / 觸手 / 劍 / 盾 / 爆炸物
（替身演員：寺本翔悟、CV：關隼汰）
歐魯特卡的怪人型態，第28話初變身登場。
同時對自己使用奇蝦罪惡印章和對基夫棺材使用基夫印章後，與基夫棺材融為一體的姿態，被認知為首位成為階段4的死囚。
反映出歐魯特卡自身優秀的頭腦和戰鬥直感，以強化過的伸縮自在觸手和具有吸附能力的爆炸物，和以前的愛用武器「Paranegro（パラネグロ）」來壓倒目標。
另外還獲得基夫擁有的再生修復能力。
- 野狼・死囚

原文： / Wolf Deadman
罪惡印章：野狼原型罪惡印章
身高：200.7cm
體重：109.3kg
特色 / 能力：射擊 / 敏捷性
（替身演員：榮男樹、CV：八條院藏人）
胡里歐的怪人型態，第1話初變身登場，第18話解除契約。
擁有野狼遺傳基因情報的怪人。
非常敏捷且擁有高戰鬥力，好戰、喜歡情緒化和暴力的戰鬥風格。
使用愛槍「Rugir（ルヒール）」的一擊，能射出兇猛的火球來散布災禍。
- 野狼・死囚 狂暴

原文： / Wolf Deadman Riot
罪惡印章：野狼原型罪惡印章
身高：200.7cm
體重：123.6kg
特色 / 能力：巨大火球 / 凶暴性 / 敏捷性
（替身演員：榮男樹、CV：八條院藏人）
野狼・死囚被憤怒衝動支配的暴走型態，第18話初變身登場。
用鬼神般的力量向目標襲擊，即使沒持有愛槍也能產生巨大的火球，並在附近一帶散布災禍。

### 基夫惡魔
- 基夫人民（御子柴朱美）

原文： / GiffDemos
罪惡印章：不明
身高：193.7cm
體重：86.3kg
特色 / 能力：劍 / 衝擊波 / 格鬥
（替身演員：宇佐見紗風、CV：藤岡沙也香）
御子柴朱美被基夫的力量渲染後異變而成的惡魔。第34話登場。
擁有凌駕死囚和基夫魔信徒以上的能力，左前腕突出的劍「Despetia（デスペティア）」連空間都能切開。
此外，也能透過雙掌來釋放衝擊波產生獨特的立場。
- 基夫惡魔（赤石英雄）

原文： / GiffDemos
罪惡印章：不明
身高：218.0cm
體重：160.9kg
特色 / 能力：格鬥 / 衝擊波 / 超修復能力
（替身演員：藤田慧、CV：橋本潤）
赤石英雄在基夫的力量渲染後變異而成的惡魔。第40話登場。
擁有超修復能力和驚人破壞力的格鬥術，還能透過雙掌來釋放能量波產生獨特的立場。
- 千兆惡魔

原文： / GigaDemos
罪惡印章：不明
身高：218.0cm
體重：186.2kg
特色 / 能力：格鬥 / 衝擊波
（替身演員：藤田慧、CV：橋本潤）
赤石英雄以歸還基夫給予的不老不死能力作為交換後進化而成的惡魔。第43話登場。
大幅強化原有的格鬥術和由雙掌釋放的能量波，以及優於階段四的自我快速修復能力。

### 韋爾
原文： / Vail
罪惡印章：不明
身高：196.9cm
體重：88.5kg
特色 / 能力：罪惡印章的能力顯現化
（替身演員：榮男樹、CV：津田健次郎）
五十嵐元太（白波純平）所誕生的惡魔。
原作為在VAIL驅動器和DEMONS驅動器的系統中樞，以奪取變身者的生命力為代價給予變身者驚人的力量。
在接受基夫的力量而實體化後，其力量變得更強大，能將曾蓋印過的複數罪惡印章能力顯現化並使用。

### 基夫相關
基夫
原文： / Giff
罪惡印章：-
身高：223.1cm
體重：136.2kg
特色 / 能力：波動 / 怪光線 / 部下生成
（替身演員：今井靖彥、CV：井上和彥）
在吸收眾多死囚和人類後而復活，所有惡魔的始祖，其真面目是來自遙遠太空的地球外生命體。
以其他生物的惡能量為糧食，偏好食用人類隨著演化而加深的惡能量，覺得地球是個天堂，但怕人類會自我毀滅並滅絕，於《劇場版 假面騎士REVICE Battle Familia》中得知在3000年前與赤石英雄和亞祖瑪兩人一同簽下契約，賦予了他們兩人不朽的身體和力量，並命令他們引導人類，自己則在基夫的棺材中休眠。
能使用體內的基夫印章的力量，或者製造「基夫組（ギフセクト）」的分身來誕生出新的基夫魔信徒，以及複製出過往被製造出來的部分死囚。
第28話以陰影的形式登場，第29話正式現出真面目。
第44-46話，在與五十嵐三兄妹對決中，被發現亞空間內部的棺材為基夫的弱點，在棺材連同亞空間被擊破後，先前被吞進去的部分人類被釋放出來，最後被五十嵐三兄妹和拜斯擊敗，但被消滅過後在天上卻遺留著一道巨大的天空裂縫，一直到聯動劇場版《假面騎士GEATS×REVICE MOVIE Battle Royale》該裂縫仍然存在，被代替菲尼克斯維護和平的組織「青鳥」監視其動向，後續由前任遊戲管理員願望大逃殺的GM克拉斯透漏這道裂縫將作為太空中的其他異星生命體通往地球的捷徑，在五十嵐一輝與拜斯及浮世英壽三人一同参戰願望大逃殺最終戰野鹿遊戲打倒作爲最終頭目的轟戒真後，該天空裂縫也跟著關閉。
基夫組
原文： / Giffsect
罪惡印章：-
身高：2.1~5.2cm
體重：0.2kg
特色 / 能力：產生基夫魔信徒（TRUE） / 融合成地獄基夫魔信徒
基夫的分身體。
能透過耳朵侵入人體寄生，能用能力用膜形成能包覆宿主的繭來創造基夫魔信徒，並能將大群的基夫組融合成地獄基夫魔信徒和各種死囚。
人型基夫特使
原文： / Homo Gifftex

異星生命體
巴利迪洛
原文： / Validero

伊贊基
原文： / Izangi

### Transamza
Transamza
原文： / 

## 製作團隊
- 原作 - 石之森章太郎
- 劇本 - 木下半太、毛利亘宏
- 音樂 - 中川幸太郎
- 製作人 - 井上千尋（TV朝日）、水谷圭（TV朝日）、望月卓（東映）
- 動作導演 - 渡邊淳（JAE）
- 特攝導演 - 佛田洋（特攝研究所）
- 導演 - 柴崎貴行
- 製作 - TV朝日、東映、ADK EM

## 播放列表
以下時間以當地時間（日本時間）為準
| 日本首播                  | 台灣首播香港首播     | 話數          | 日文標題 | 中文標題                 | 登場敵役 | 編劇     | 導演         |
| ------------------------- | -------------------- | ------------- | -------- | ------------------------ | --- | -------- | ------------ |
| 惡魔崇拜組織 死亡之徒篇   |                      |               |          |                          | |          |              |
| 2021/09/05                | 2023/03/132022/09/25 | 01            |          |                          | - 猛獁象・死囚 - 暴龍・死囚                                                                                          | 木下半太 | 柴崎貴行     |
| 2021/09/12                | 2023/03/132022/10/02 | 02            |          |                          | - 螳螂・死囚 - 巨齒鯊・死囚                                                                                          | 木下半太 | 柴崎貴行     |
| 2021/09/19                | 2023/03/142022/10/09 | 03            |          |                          | - 金剛・死囚 - 野狼・死囚                                                                                            | 木下半太 | 杉原輝昭     |
| 2021/09/26                | 2023/03/142022/10/16 | 04            |          |                          | - 金剛・死囚 - 金剛・死囚 階段2                                                                                      | 木下半太 | 杉原輝昭     |
| 2021/10/03                | 2023/03/152022/10/23 | 05            |          |                          | - 獅子・死囚 - 大王烏賊・死囚 - 野狼・死囚 - 假面騎士EVIL                                                            | 木下半太 | 上堀內佳壽也 |
| 2021/10/10                | 2023/03/152022/10/30 | 06            |          |                          | - 袋鼠・死囚 - 假面騎士EVIL                                                                                          | 木下半太 | 上堀內佳壽也 |
| 2021/10/17                | 2023/03/162022/11/06 | 07            |          |                          | - 獵豹・死囚 階段2 - 假面騎士EVIL                                                                                    | 木下半太 | 諸田敏       |
| 2021/10/24                | 2023/03/162022/11/13 | 08            |          |                          | - 大王烏賊・死囚 - 野狼・死囚 - 假面騎士EVIL                                                                         | 木下半太 | 諸田敏       |
| 2021/10/31                | 2023/03/172022/11/20 | 09            |          |                          | - 腕龍・死囚 * 3 - 假面騎士EVIL                                                                                      | 木下半太 | 坂本浩一     |
| 2021/11/14                | 2023/03/172022/11/27 | 10            |          |                          | - 腕龍・死囚 * 3 - 腕龍・死囚（Type-Union） - 假面騎士EVIL                                                           | 木下半太 | 坂本浩一     |
| 2021/11/21                | 2023/03/182022/12/04 | 11            |          |                          | - 水母・死囚 - 渦蟲・死囚 - 渦蟲・死囚 階段2                                                                         | 木下半太 | 杉原輝昭     |
| 2021/11/28                | 2023/03/182022/12/11 | 12            |          |                          | - 渦蟲・死囚 - 渦蟲・死囚 階段2 - 大王烏賊・死囚 - 野狼・死囚                                                        | 木下半太 | 杉原輝昭     |
| 2021/12/05                | 2023/03/192022/12/18 | 13            |          |                          | - 變色龍・死囚 階段2 - 大王烏賊・死囚 - 野狼・死囚 - 假面騎士EVIL                                                    | 木下半太 | 上堀內佳壽也 |
| 2021/12/12                | 2023/03/192022/12/25 | 14            |          |                          | - 渦蟲・死囚 - 渦蟲・死囚 階段2 - 變色龍・死囚 階段2 - 劍齒虎・死囚 階段2                                            | 木下半太 | 上堀內佳壽也 |
| 2021/12/19                | 2023/03/202023/01/01 | 15            |          |                          | - 渦蟲・死囚 階段3 - 變色龍・死囚 階段3 - 劍齒虎・死囚 階段3 - 大王烏賊・死囚 - 野狼・死囚                           | 木下半太 | 諸田敏       |
| 2021/12/26                | 2023/03/202023/01/08 | 16            |          |                          | - 變色龍・死囚 階段3 - 女王蜂・死囚 階段3 - 大王烏賊・死囚 - 野狼・死囚                                              | 木下半太 | 諸田敏       |
| 反抗組織 周末篇           |                      |               |          |                          | |          |              |
| 2022/01/09                | 2023/03/212023/01/15 | 17            |          |                          | - 基夫魔信徒 - 大王烏賊・死囚 - 野狼・死囚                                                                           | 木下半太 | 杉原輝昭     |
| 2022/01/16                | 2023/03/212023/01/22 | 18            |          |                          | - 基夫魔信徒 - 女王蜂・死囚 階段3 - 大王烏賊・死囚 - 野狼・死囚 狂暴                                                 | 木下半太 | 杉原輝昭     |
| 2022/01/23                | 2023/03/222023/01/29 | 19            |          |                          | - 基夫魔信徒 - 女王蜂・死囚 階段3 - 大王烏賊・死囚                                                                   | 毛利亘宏 | 坂本浩一     |
| 2022/01/30                | 2023/03/222023/02/05 | 20            |          |                          | - 基夫魔信徒 - 女王蜂・死囚 階段3 - 大王烏賊・死囚                                                                   | 毛利亘宏 | 坂本浩一     |
| 2022/02/06                | 2023/03/232023/02/12 | 21            |          |                          | - 女王蜂・死囚 階段3 - 假面騎士DEMONS                                                                                | 毛利亘宏 | 坂本浩一     |
| 2022/02/13                | 2023/03/232023/02/19 | 22            |          |                          | - 鯊魚・死囚 - 大象・死囚                                                                                            | 木下半太 | 柴崎貴行     |
| 2022/02/20                | 2023/03/242023/02/26 | 23            |          |                          | - 鯊魚・死囚 - 大象・死囚 - 女王蜂・死囚 階段3 - 假面騎士DEMONS                                                      | 木下半太 | 柴崎貴行     |
| 2022/02/27                | 2023/03/242023/03/05 | 24            |          |                          | - 基夫魔信徒 - 假面騎士DEMONS                                                                                        | 毛利亘宏 | 上堀內佳壽也 |
| 2022/03/06                | 2023/03/252023/03/12 | 25            |          |                          | - 基夫魔信徒 * 4 - 女王蜂・死囚 階段3                                                                                | 木下半太 | 上堀內佳壽也 |
| 2022/03/13                | 2023/03/252023/03/19 | 26            |          |                          | - 假面騎士DEMONS | 木下半太 | 石田秀範     |
| 2022/03/20                | 2023/03/26           | 27            |          |                          | - 基夫魔信徒 - 假面騎士DEMONS                                                                                        | 木下半太 | 石田秀範     |
| 2022/03/27                | 2023/03/262023/04/02 | 28            |          |                          | - 基夫魔信徒 - 奇蝦・死囚                                                                                            | 木下半太 | 石田秀範     |
| 2022/04/03                | 2023/03/272023/04/09 | 29            |          |                          | - 基夫魔信徒(TRUE) - 基夫                                                                                            | 內田裕基 | 葉山康一郎   |
| 五十嵐三兄妹 各自的戰鬥篇 |                      |               |          |                          | |          |              |
| 2022/04/10                | 2023/03/272023/04/16 | 30            |          |                          | - 大花草・死囚 - 劍齒虎・死囚 階段2                                                                                  | 木下半太 | 杉原輝昭     |
| 2022/04/17                | 2023/03/282023/04/23 | 31            |          |                          | - 大花草・死囚 | 木下半太 | 杉原輝昭     |
| 2022/04/24                | 2023/03/282023/04/30 | 32            |          |                          | - 基夫魔信徒(TRUE) - 女王蜂・死囚 階段3                                                                              | 木下半太 | 諸田敏       |
| 2022/05/01                | 2023/03/292023/05/07 | 33            |          |                          | - 韋爾 - 女王蜂・死囚 階段3                                                                                          | 木下半太 | 諸田敏       |
| 2022/05/08                | 2023/03/292023/05/14 | 34            |          |                          | - 基夫魔信徒(TRUE) - 韋爾 - 基夫人民（御子柴朱美）                                                                   | 毛利亘宏 | 石田秀範     |
| 2022/05/15                | 2023/03/302023/05/21 | 35            |          |                          | - 基夫魔信徒(TRUE) - 韋爾 - 基夫人民（御子柴朱美）                                                                   | 毛利亘宏 | 石田秀範     |
| 2022/05/22                | 2023/03/302023/05/28 | 36            |          |                          | - 地獄基夫魔信徒 - 韋爾 - 基夫人民（御子柴朱美）                                                                     | 木下半太 | 柴崎貴行     |
| 2022/05/29                | 2023/03/312023/06/04 | 37            |          |                          | - 地獄基夫魔信徒 - 基夫人民（御子柴朱美）                                                                            | 木下半太 | 柴崎貴行     |
| 2022/06/05                | 2023/03/312023/06/11 | 38            |          |                          | - 基夫魔信徒(TRUE) - 地獄基夫魔信徒 - 韋爾                                                                           | 木下半太 | 柴崎貴行     |
| 2022/06/12                | 2023/04/012023/06/18 | 39            |          | 希望與絕望，三兄妹的糾葛 | - 基夫魔信徒(TRUE) - 地獄基夫魔信徒 - 韋爾                                                                           | 毛利亘宏 | 上崛內佳壽也 |
| 2022/06/19                | 2023/04/012023/06/25 | 40            |          |                          | - 基夫魔信徒(TRUE) - 韋爾 - 基夫人民（赤石英雄）                                                                     | 毛利亘宏 | 上崛內佳壽也 |
| 2022/06/26                | 2023/04/022023/07/02 | 41            |          |                          | - 基夫魔信徒(TRUE) - 韋爾 - 基夫人民（赤石英雄）                                                                     | 木下半太 | 杉原輝昭     |
| 2022/07/03                | 2023/04/022023/07/09 | 42            |          |                          | - 韋爾 / 真紅韋爾 - 基夫人民（赤石英雄） - 基夫                                                                      | 木下半太 | 杉原輝昭     |
| 2022/07/10                | 2023/04/032023/07/16 | 43            |          |                          | - 基夫魔信徒(TRUE) - 巨型人民 - 基夫                                                                                 | 木下半太 | 柴崎貴行     |
| 2022/07/17                | 2023/04/032023/07/23 | 44            |          |                          | - 基夫魔信徒(TRUE) - 基夫                                                                                            | 木下半太 | 柴崎貴行     |
| 與基夫的決戰……之後！？篇  |                      |               |          |                          | |          |              |
| 2022/07/24                | 2023/04/042023/07/30 | 45            |          |                          | - 渦蟲・死囚 階段3 - 變色龍・死囚 階段3 - 劍齒虎・死囚 階段3 - 奇蝦・死囚 - 基夫魔信徒(TRUE) - 地獄基夫魔信徒 - 基夫 | 木下半太 | 石田秀範     |
| 2022/07/31                | 2023/04/042023/08/06 | 46            |          |                          | - 渦蟲・死囚 階段3 - 變色龍・死囚 階段3 - 劍齒虎・死囚 階段3 - 奇蝦・死囚 - 基夫魔信徒(TRUE) - 地獄基夫魔信徒 - 基夫 | 木下半太 | 石田秀範     |
| 2022/08/07                | 2023/04/052023/08/13 | 47            |          |                          | - 假面騎士JUUGA | 木下半太 | 上崛內佳壽也 |
| 2022/08/14                | 2023/04/052023/08/20 | 48            |          |                          | - 假面騎士JUUGA | 木下半太 | 上崛內佳壽也 |
| 2022/08/21                | 2023/04/062023/08/27 | 49            |          |                          | - | 木下半太 | 柴崎貴行     |
| 2022/08/28                | 2023/04/062023/09/03 | 50 （最終話） |          |                          | - | 木下半太 | 柴崎貴行     |

## 音樂

### 主題曲
「liveDevil」
- 演唱：Da-iCE feat. 木村昴
- 作詞：藤林聖子
- 作曲：MUSOH / STEVEN LEE / SLIPKID / 花村想太
- 編曲：STEVEN LEE / Add Arrangement - Hiroyuki Fujino

### 插曲
「You U Love U」（3 - 4）
- 演唱：小惡魔幽會（清水香帆、名田紗羅、岩崎愛香）
- 作詞：瀧尾沙
- 作曲：tatsuo

「Go with the flo」（16）
- 演唱：前田拳太郎、日向亘、井本彩花
- 作詞：藤林聖子
- 作曲：中川幸太郎
- 編曲：tatsuo

「VOLCANO」（17）
- 演唱：前田拳太郎、木村昴
- 作詞：藤林聖子
- 作曲：tatsuo

「激ヤバイス」（29）
- 演唱：木村昴
- 作詞：好良瓶太郎
- 作曲：tatsuo

「My dream」（42）
- 演唱：映美綺羅
- 作詞：渡部紫緒
- 作曲、編曲：坂部剛

「Mirage Mirror」（44）
- 演唱：日向亘
- 作詞：藤林聖子
- 作曲：Ryo

「Cherry-ish!」（46）
- 演唱：井本彩花、伊藤美來
- 作詞：瀧尾沙
- 作曲：tatsuo

「君はそのままで」（50）
- 演唱：前田拳太郎
- 作詞：藤林聖子
- 作曲：tatsuo

## 其他相關媒體

### 劇場版
- 《假面騎士聖刃 + 機界戰隊全開者 超級英雄戰記》（2021年7月22日上映）
- 《劇場版短篇 假面騎士REVICE》（2021年7月22日上映）[注 182]
- 《假面騎士Beyond Generations》（2021年12月17日上映）[32]
- 《劇場版 假面騎士REVICE Battle Familia》（2022年7月22日上映）
- 《假面騎士GEATS×REVICE MOVIE Battle Royale》（2022年12月23日上映）[33]

### 超戰鬥DVD
- 《無尾熊 VS 袋鼠！！用婚禮的啾～呼喚愛！？》


月刊雜誌《てれびくん》2022年2、3月號付錄的特別篇DVD，時間線位於第13 - 21話之間。
- 《2號騎士開始了～♪》


月刊雜誌《てれびくん》2022年11、12月號付錄的特別篇DVD。

### 電視劇集
- 《假面騎士聖刃》[34]

2021年8月29日，增刊號（特別篇），假面騎士REVI / 五十嵐一輝、假面騎士VICE / 拜斯、喬治·狩崎等人登場。

### 外傳
- 《假面騎士REVICE The Mystery》


東映與TELESA合製的本作外傳劇集，總共5話，於2022年1月30日首播。
- 《REVICE Legacy 假面騎士VAIL》


東映與TTFC合製的本作第一部外傳劇集，總共5話，於2022年3月27日首播。
- 《DEAR GAGA》

本作的衍生劇集，總共2話，分別以藍光光碟的形式收錄在Blu-ray COLLECTION 1和COLLECTION 2裏。
- 《Birth of CHIMERA》

為配合獨立劇場版的上映，東映與TTFC合製的本作第二部外傳劇集，也是本作獨立劇場版的前傳，於2022年7月22日首播。
- 《假面騎士JEANNE&假面騎士AGUILERA with Girls Remix》


東映與TTFC合製的本作第三部外傳劇集，總共3話，於2022年8月7日首播。
- 《假面騎士JUUGA VS 假面騎士OLTECA》


東映與TTFC合製的本作第四部外傳劇集，於2023年4月30日首播。
- 《假面騎士MAJADE with Girls Remix》


夏木花 / 假面騎士AGUILERA登場。

### 網路劇
- 《假面騎士Outsiders》


喬治·狩崎 / 假面騎士JUUGA登場。

### OV作品
- 《REVICE Forward》

本作為令和假面騎士系列的第三套騎士OV作品。
- 《REVICE Forward 假面騎士LIVE&EVIL&DEMONS》


2023年2月10日期間限定劇場上映，預定同年5月10日Blu-ray及DVD發行。

### 網路電影
- 《誕生50周年！假面騎士歷史 REVICE版》


2021年7月27日於YouTube萬代公式頻道發布的短篇動畫。
- 《【假面騎士REVICE】變身講座》


2021年9月5日於YouTube萬代公式頻道發布的變身講解動畫。
- 《10分鐘就理解！『假面騎士REVICE』》


官方配信的摘要動畫。
| 日文原文標題 | 中文標題                                                                          | 放送時間        |
| [ 35 ]       | 10分鐘就理解！『假面騎士REVICE』一輝篇：第1 - 4話摘要                             | 2021年 11月17日 |
| [ 36 ]       | 『假面騎士REVICE』10分鐘就理解！大二篇：第5 - 10話摘要【廣見解說】                | 2021年 12月15日 |
| [ 37 ]       | 『假面騎士REVICE』10分鐘就理解！櫻＆破殼暴龍篇：第11 - 13話摘要【廣見、狩崎解說】 | 2021年 12月15日 |

### 短篇動畫
- 《泡湯最棒！REVICE動畫 湯煙天堂 A GO！GO！》


TTFC於2022年4月9日開始配信的短篇動畫。

### TTFC產直劇場
- 《TTFC產直劇場 假面騎士REVICE》



| 日期            | 話數  | 日文原文標題 | 中文標題                                  | 登場來賓 |
| 2022年 5月29日  | 第1話 |              | Nice REVICE，魷魚魔法！？                 | 御寺ゆき |
| 2022年 11月27日 | 第2話 |              | 微笑沸騰！用舞蹈決鬥！假面騎士…胡里歐！？ | 竹内星菜 |

## 超級英雄時間相關條目
- 2021秋《機界戰隊全開者》（第26-49集）
- 2022春《暴太郎戰隊Don Brothers》（第1-26集）

## 海外播放

### 香港
香港由香港電視娛樂購入播映權，並將此作譯名為《幪面超人REVICE》。ViuTV於2022年9月25日至2023年9月3日期間每週日上午11時雙語廣播粵語配音版及日語版，粵語配音版配上中文字幕後進行網上直播，提供約7日節目重溫。此作是香港電視娛樂播放的第五部作品，同時點播網站StarNext也於每集首播後上架。
此作成為點播網站StarNext最後一部每集首播後上架的作品。
| 香港 ViuTV 星期日 11:00-11:30                                               | 香港 ViuTV 星期日 11:00-11:30                                        | 香港 ViuTV 星期日 11:00-11:30 |
| --------------------------------------------------------------------------- | -------------------------------------------------------------------- | ----------------------------- |
|                                                                             | （2022年9月25日 - 2023年9月3日）                                     |                               |
| 職業訓練所 （星期日） 建築 我城 （星期日） （2021年10月24日-2022年9月18日） | （2023年9月10日－2023年10月22日） （2023年10月29日 - 2024年8月25日） |                               |

### 台灣
台灣由木棉花國際代理。2022年9月22日至2023年1月26日期間於中華電信MOD和Hami Video上架，每週四深夜12時發佈三集。3月3日於巴哈姆特動畫瘋全集一次上架，3月13日起於YouTube上架。

## 外部連結
- 《假面騎士REVICE》朝日官網 （日語）
- 《假面騎士REVICE》東映官網 （日語）
- 假面騎士REVICE的X（前Twitter）
- 互联网电影数据库（IMDb）上《假面騎士REVICE》的资料（英文）